# Plantas Medicinais de Köhler

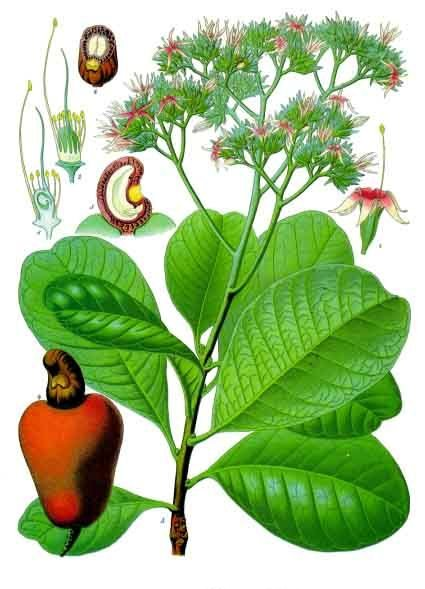
Caju - planta em flor (ilustração da obra Köhler’s Medizinal-Pflanzen).

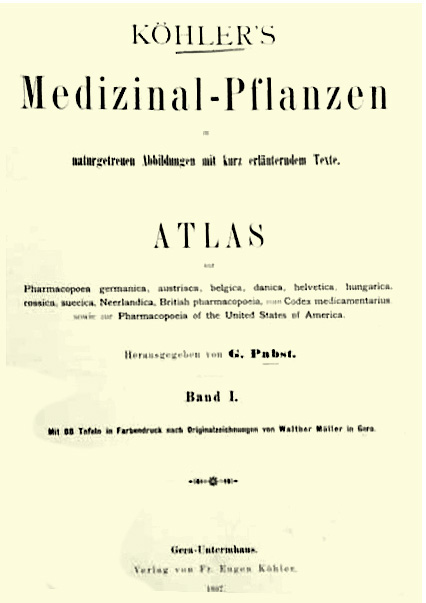
Frontispício do 1.º volume (edição de 1887).

Plantas Medicinais de Köhler (em alemão: Köhler's Medizinal-Pflanzen in naturgetreuen Abbildungen mit kurz erläuterndem Texte: Atlas zur Pharmacopoea germanica, austriaca, belgica, danica, helvetica, hungarica, rossica, suecica, Neerlandica, British pharmacopoeia, zum Codex medicamentarius, sowie zur Pharmacopoeia of the United States of America) é um atlas ilustrado das plantas medicinais mais utilizadas na Europa em finais do século XIX. O texto, originalmente escrito em alemão e publicado em três volumes, é baseado num trabalho do médico e farmacologista Hermann Adolph Köhler, editado postumamente por Gustav Pabst e publicado por Franz Eugen Köhler.

## Conteúdo
A obra publicada em três volumes é um guia ilustrado com 283 lâminas (I - 88 pranchas, II - 115 pranchas, III - 80 pranchas) com ilustrações de plantas medicinais e uma curta monografia com informações detalhadas sobre a botânica e a eficácia medicinal de cada planta. As ilustrações em cromolitografias de alta qualidade reflectem detalhadamente e com grande fidelidade as características morfológicas das espécies.
A obra baseia-se num trabalho de Hermann Köhler (1834-1879) que, após a sua morte, foi continuado por Gustav Pabst. As ilustrações são da autoria dos ilustradores Walther Müller e Carl Friedrich Schmidt, gravadas por Karl Günther e impressas com recurso à técnica da cromolitografia.
A obra foi publicada por Franz Eugen Köhler, um editor especializado em obras de botânica da cidade de Gera (Gera-Untermhaus), aparecendo a primeira edição em três volumes em 1887-1888.
A obra teve várias reimpressões até 1914. Um quarto volume foi publicado como suplemento à obra em 1914, intitulado "Neueste und wichtigste medizinalpflanzen" (Neueste und wichtigste Medizinal Pflanzen in naturgetreuen Abbildungen mit kurz erkläurendem Texte. (Ergänzungsband II zu den Köhler'schen Medizinal- Pflanzen), por Gustav Schellenberg e Wilhelm Brandt. A primeira colecção de gravuras da obra, publicada em 1883, mereceu uma medalha de ouro na Exposição Farmacêutica Internacional realizada em Viena em Agosto desse ano.
A coincidência de nome de família entre autor e editor, ambos com o apelido Köhler, conduz frequentemente que Franz Eugen Köhler seja erroneamente mencionado como o autor da obra, quando foi apenas o editor. "Koehler" e "Kohler" são grafias alternativas do nome Köhler.
Apesar de publicadas há mais de um século, as imagens continuam a ser frequentemente referenciadas como ilustração padrão para as espécies descritas, consideradas, do ponto de vista botânico, a melhor e mais útil série de ilustrações de plantas medicinais jamais publicada.

## Galeria

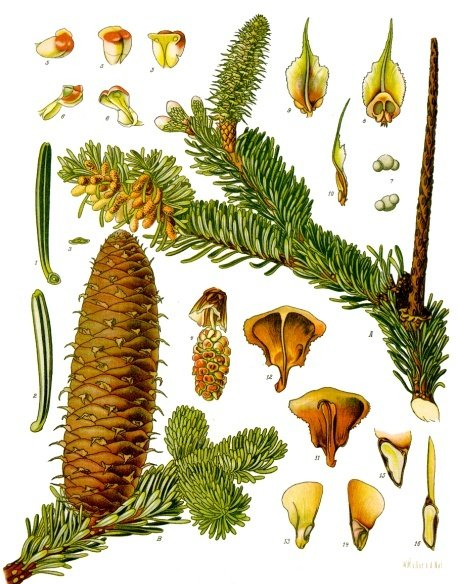
Abies alba Miller
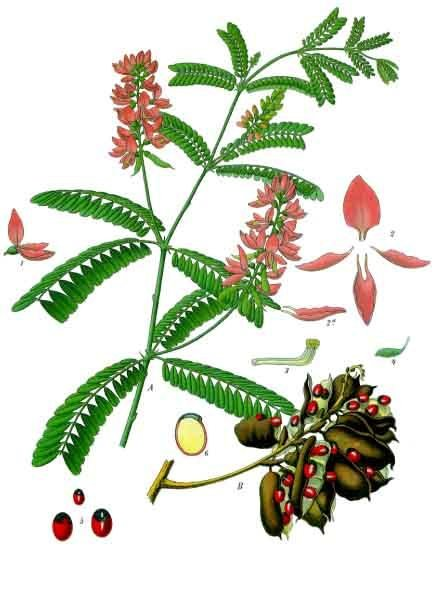
Abrus precatorius L.
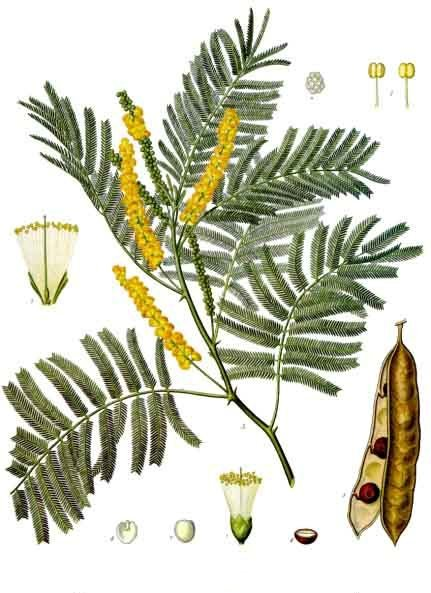
Acacia catechu (L.f.) Willd.
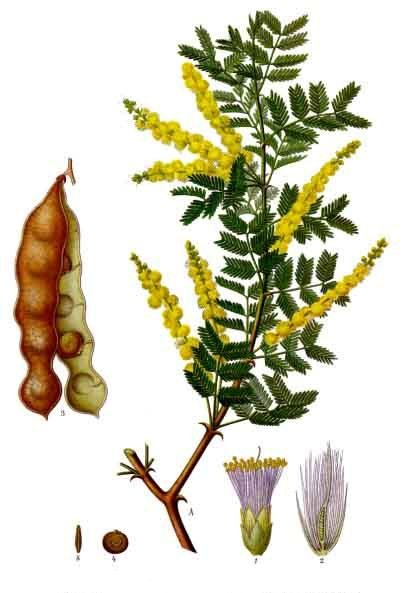
Acacia senegal (L.) Willd.
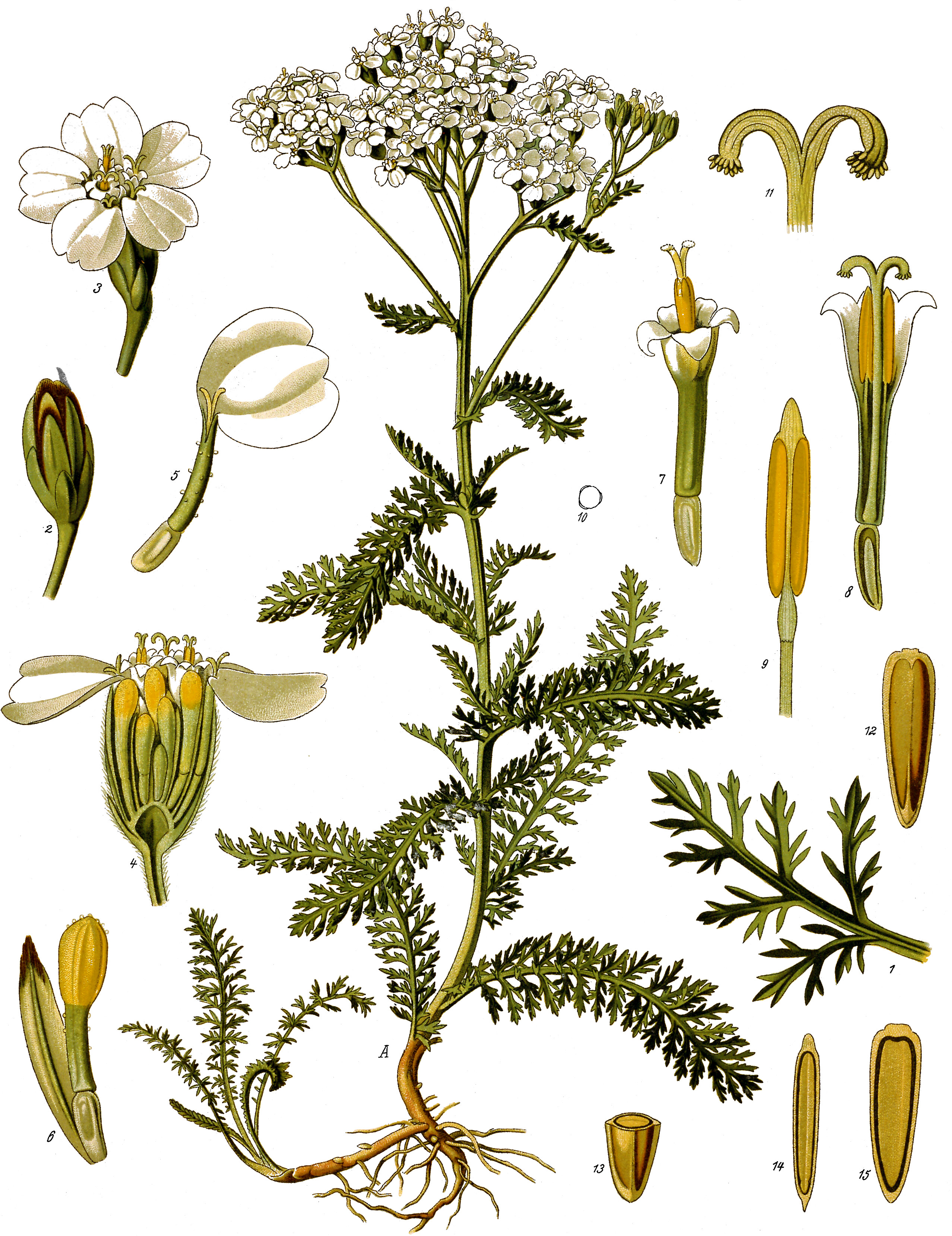
Achillea millefolium L.
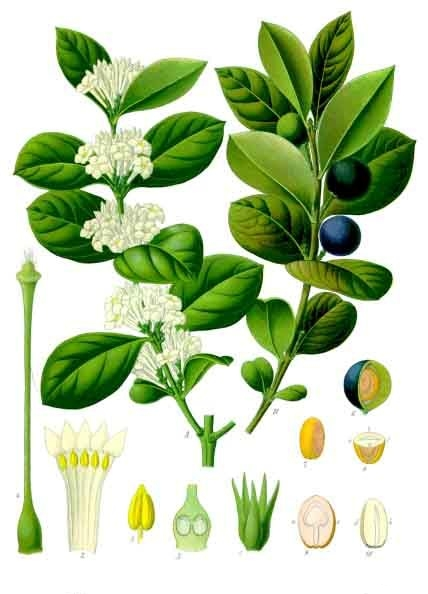
Acokanthera abyssinica K.Schum.
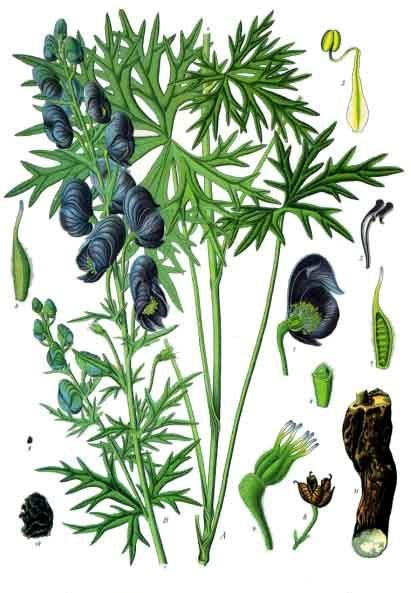
Aconitum ferox Wall. ex Ser.
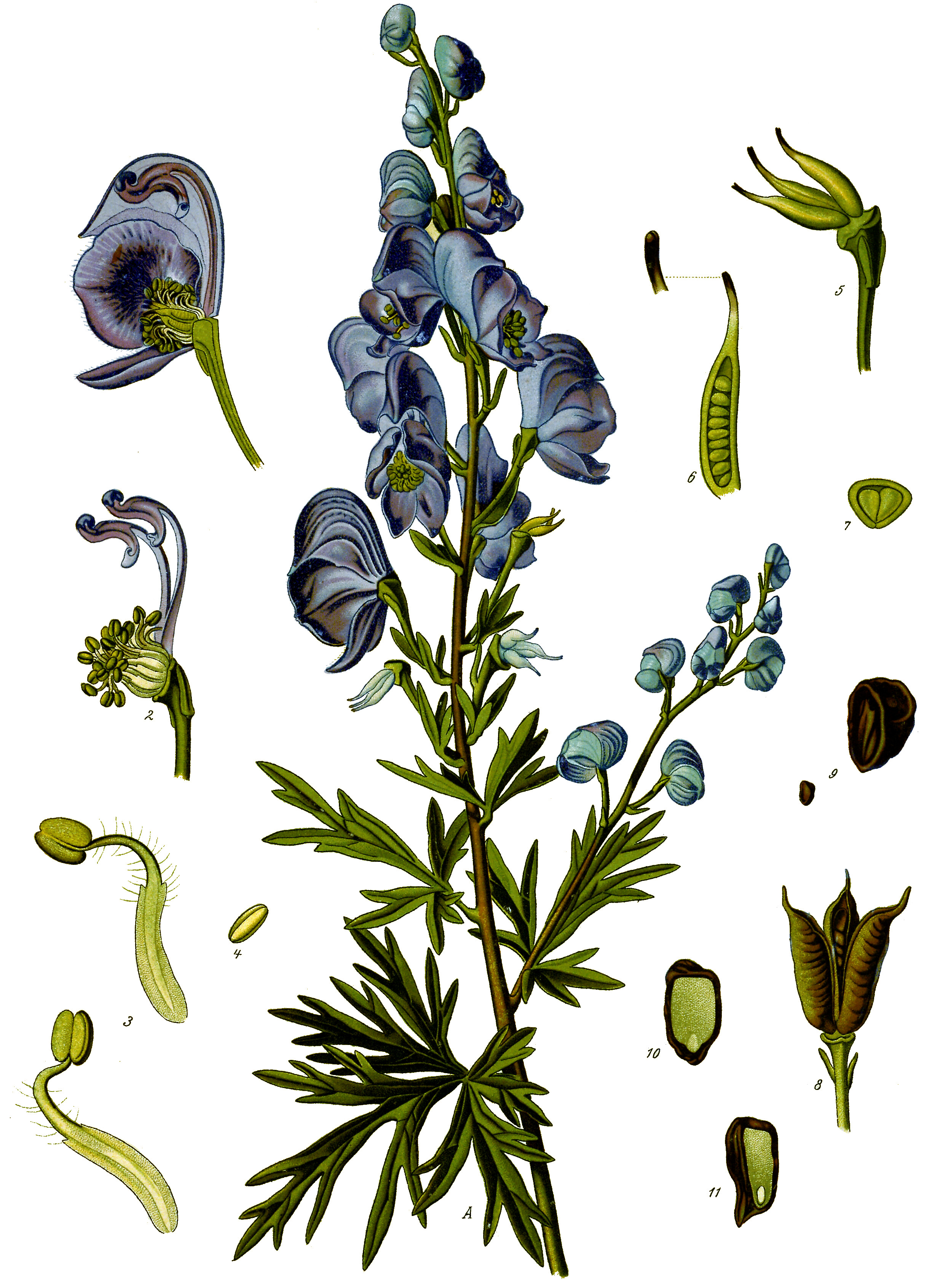
Aconitum napellus L.
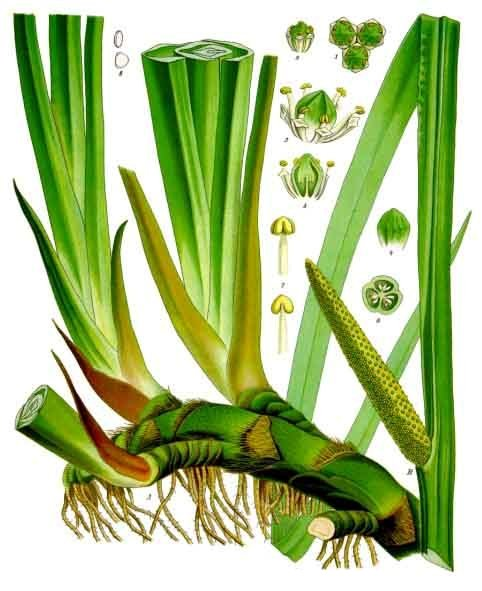
Acorus calamus L.
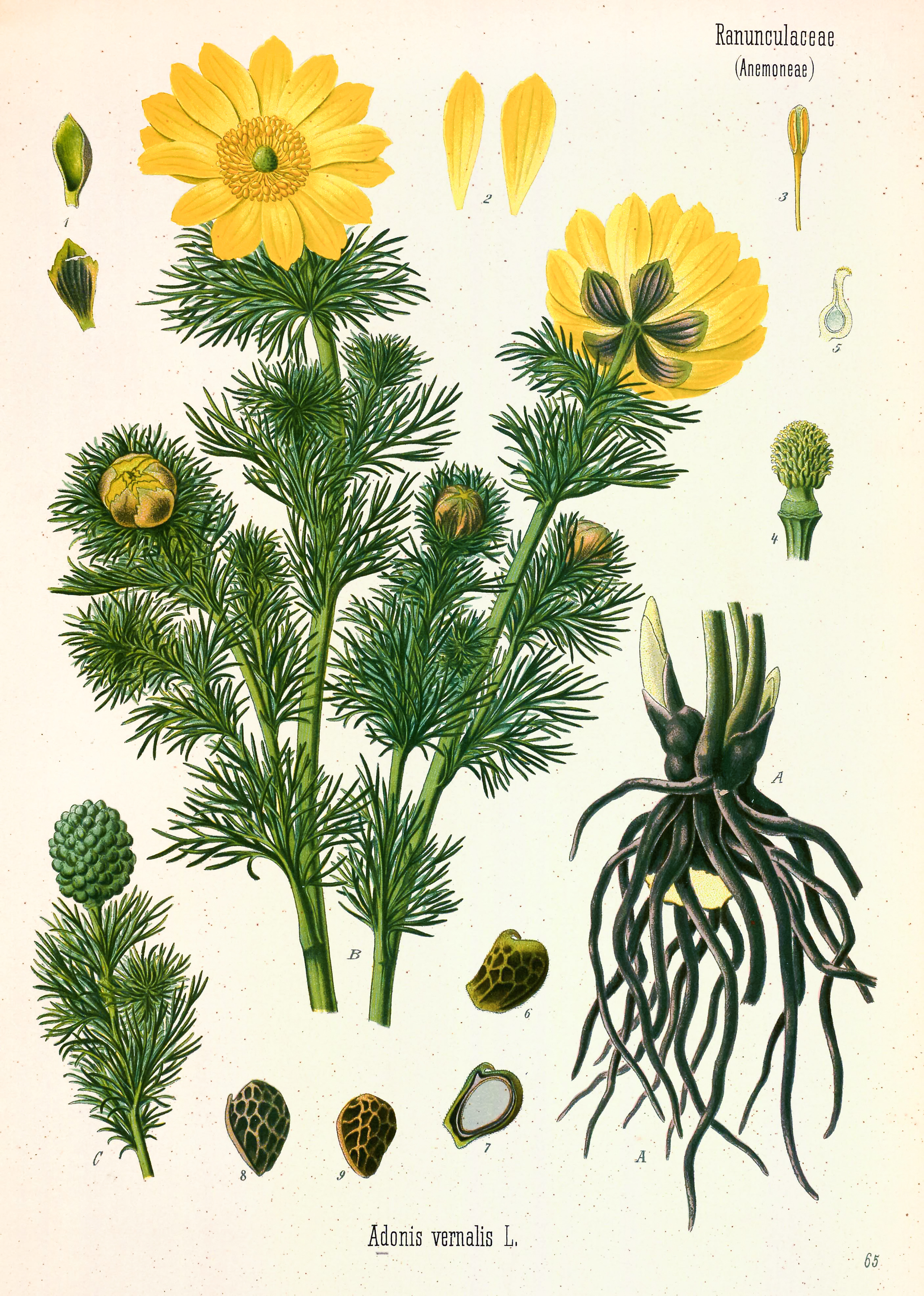
Adonis vernalis L.
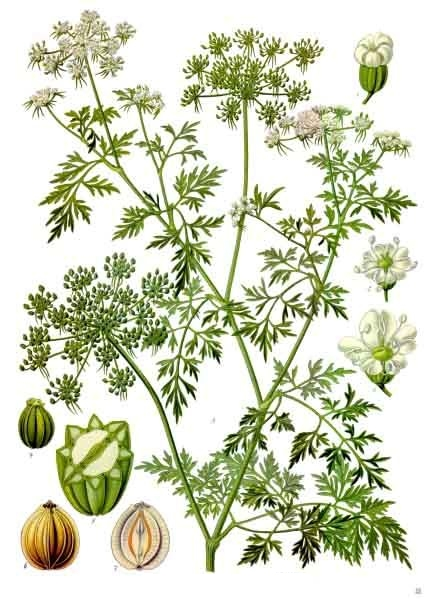
Aethusa cynapium L.
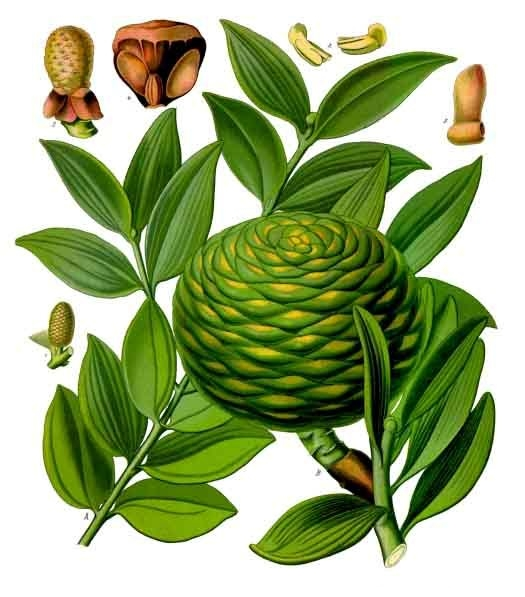
Agathis dammara (Lamb.) Rich.
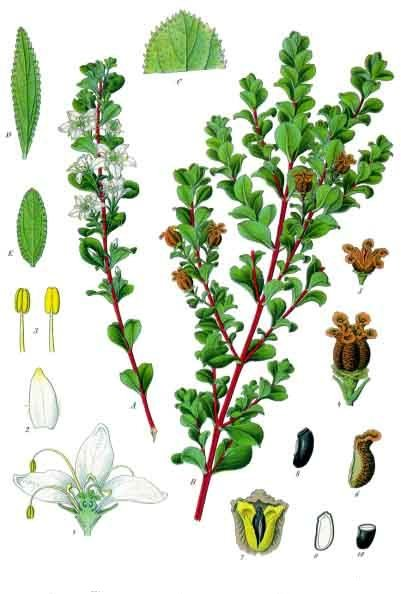
Agathosma betulina (P.J.Bergius) Pillans
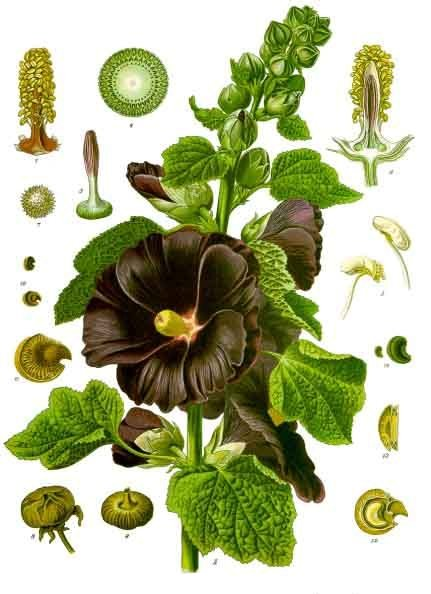
Alcea rosea L.
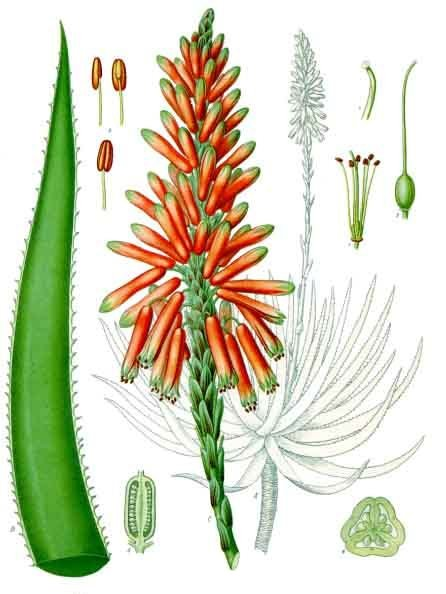
Aloe succotrina Lam.
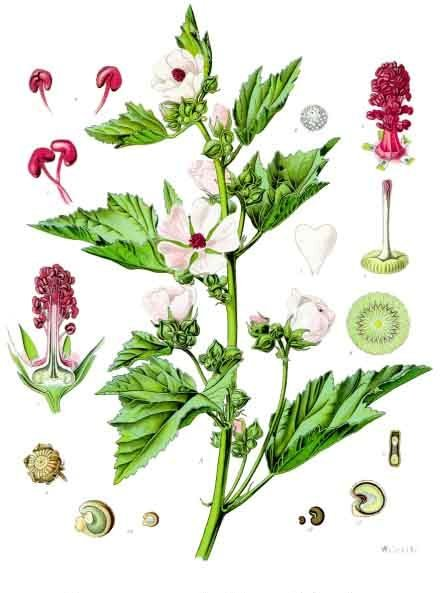
Althaea officinalis L.
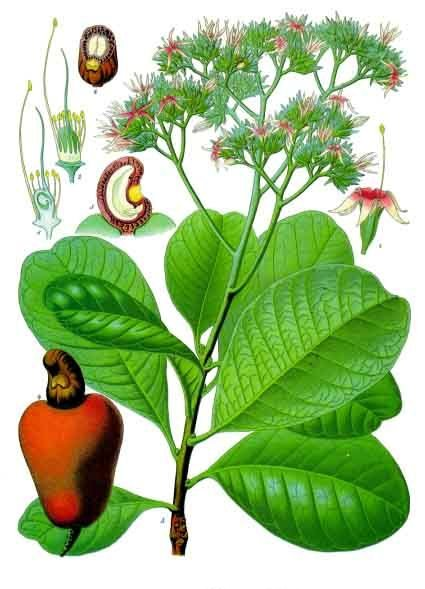
Anacardium occidentale L.
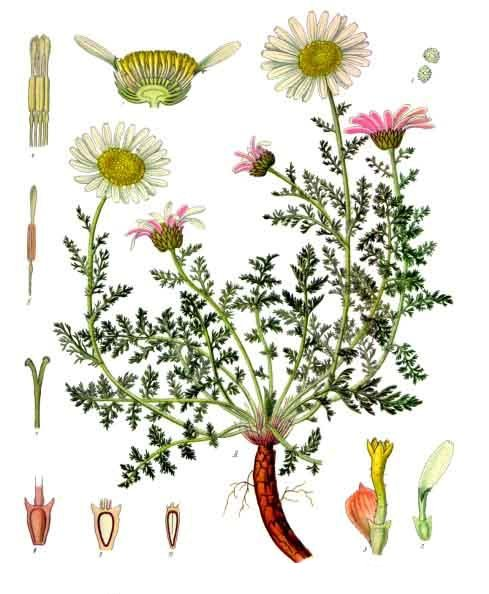
Anacyclus pyrethrum (L.) Link
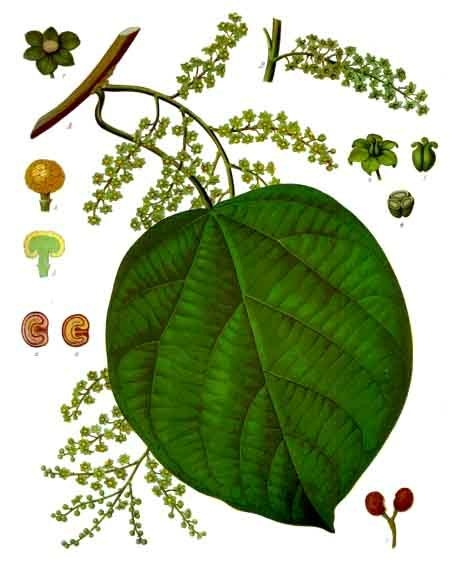
Anamirta cocculus (L.) Wight & Arn.
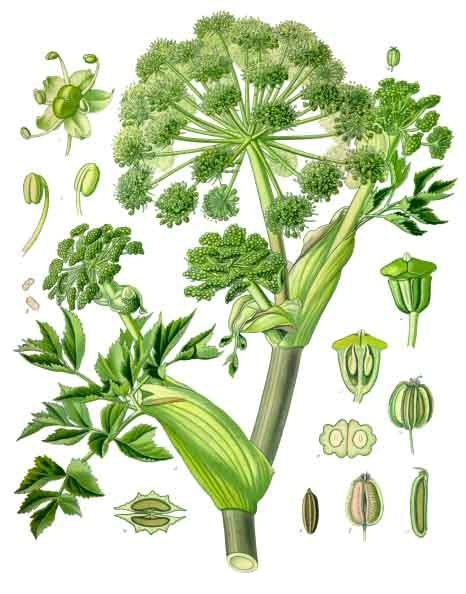
Angelica archangelica L.
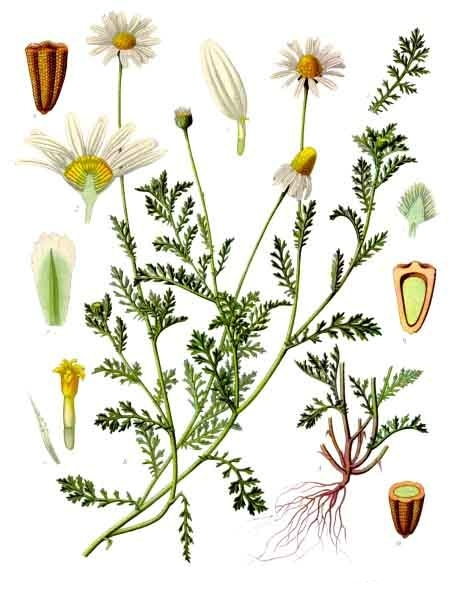
Anthemis arvensis L.
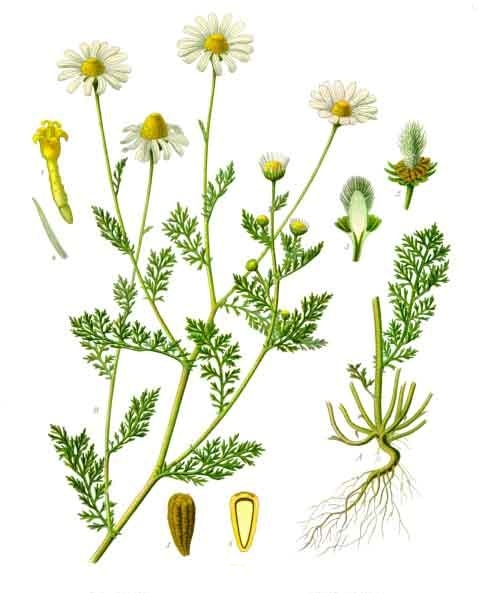
Anthemis cotula L.
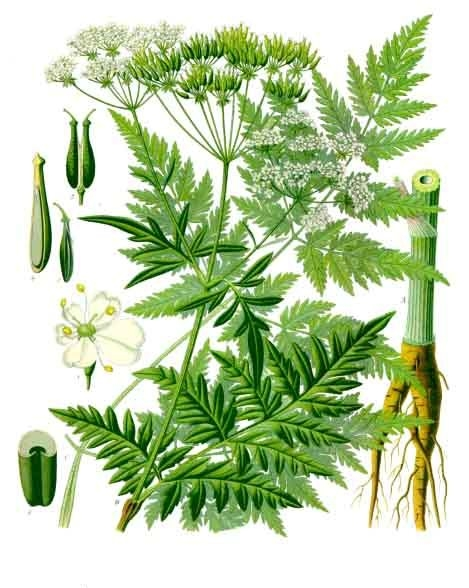
Anthriscus sylvestris (L.) Hoffm.
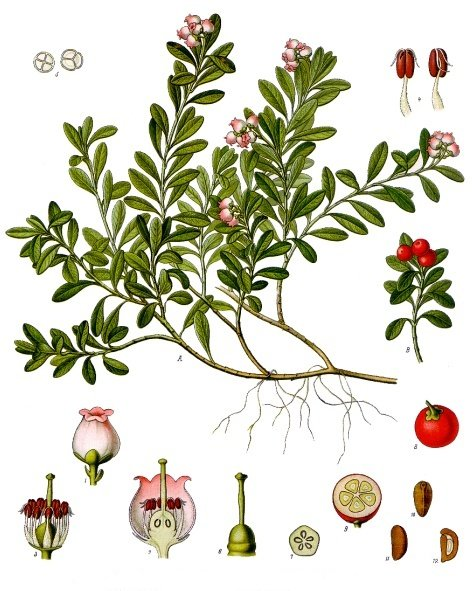
Arctostaphylos uva-ursi (L.) Spreng.
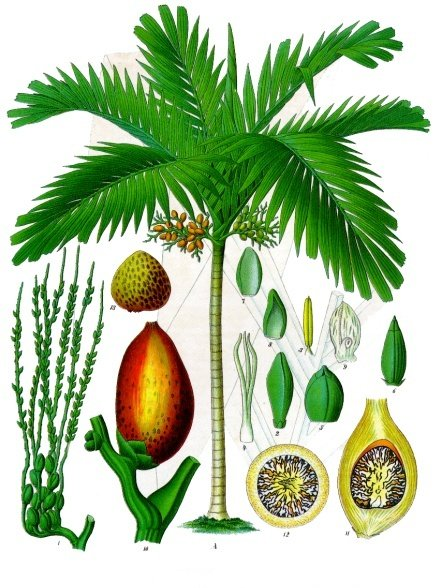
Areca catechu L.
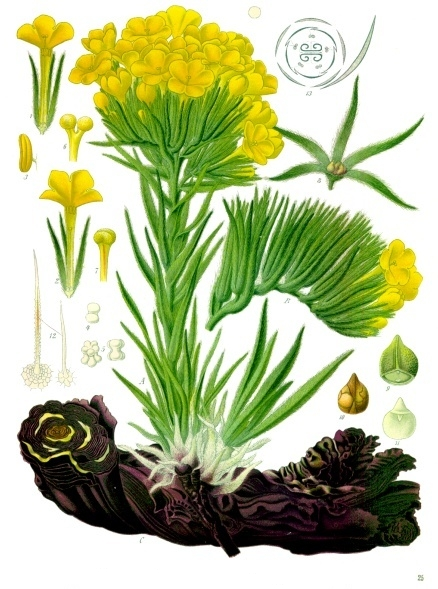
Arnebia densiflora Ledeb.
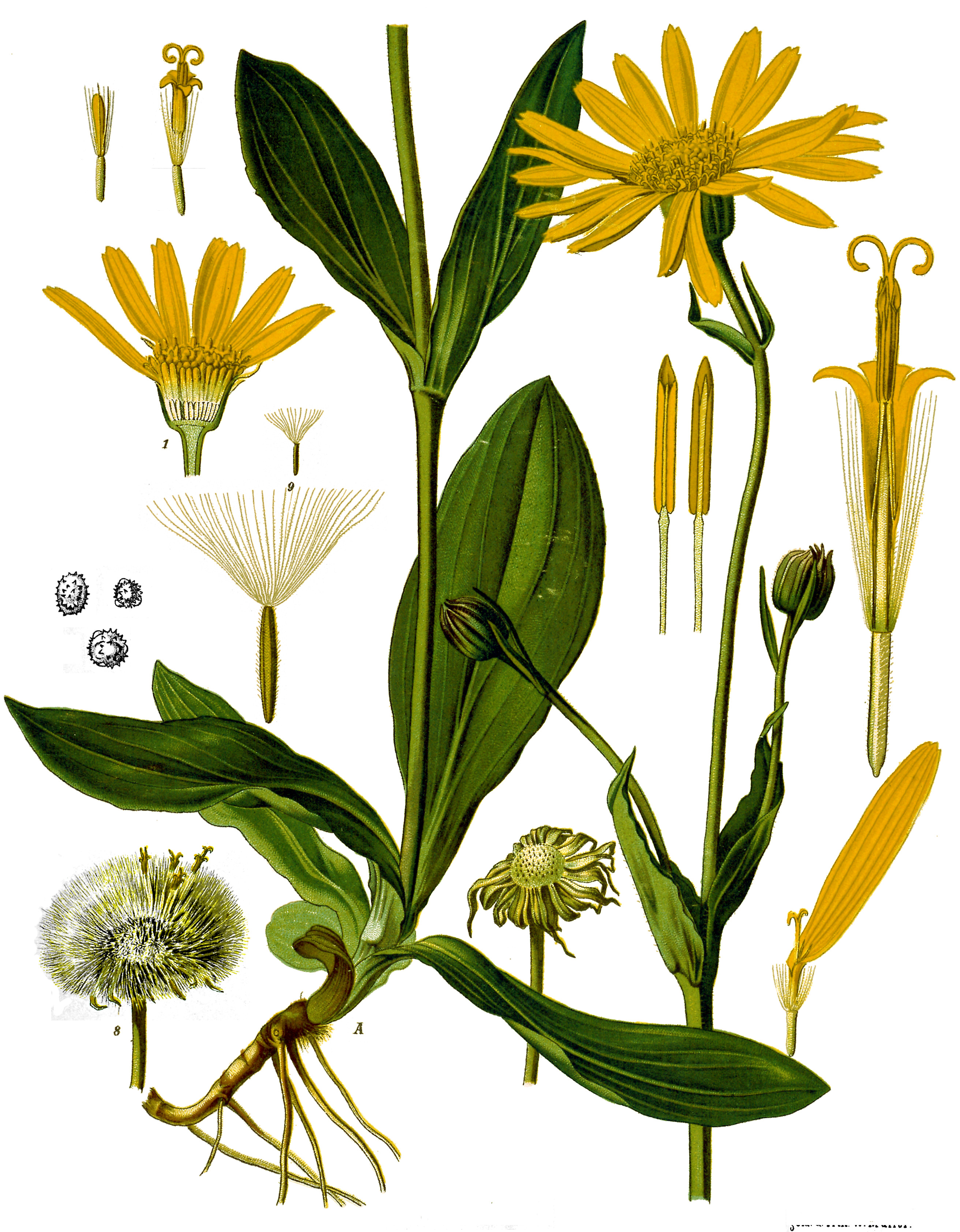
Arnica montana L.
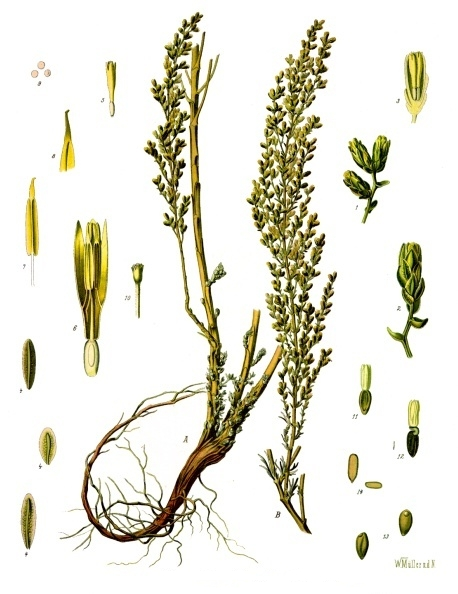
Artemisia cina O.Berg
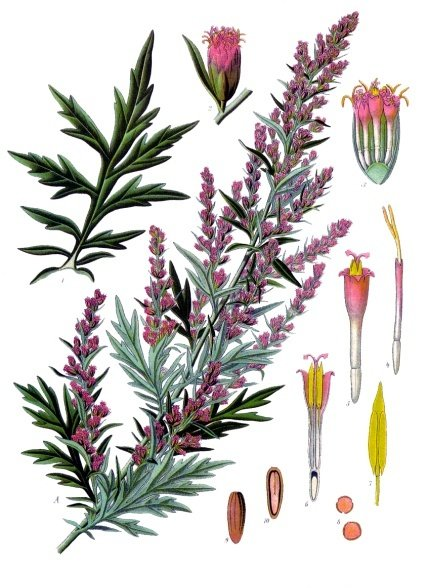
Artemisia vulgaris L.
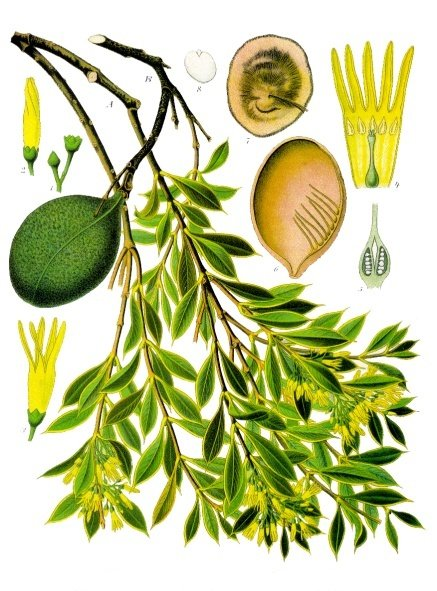
Aspidosperma quebracho-blanco Schltdl.
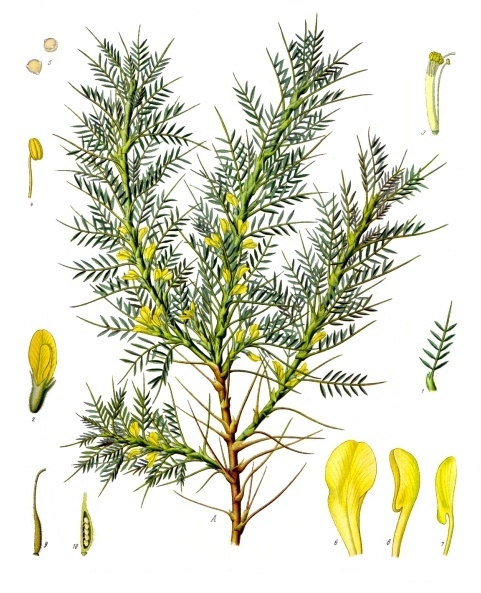
Astracantha adscendens Boiss. & Hausskn.
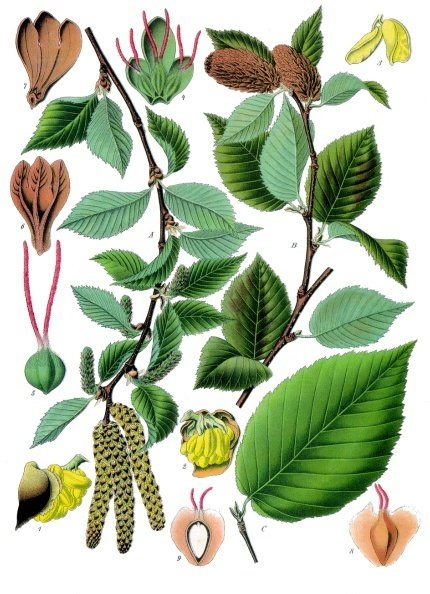
Betula lenta L.
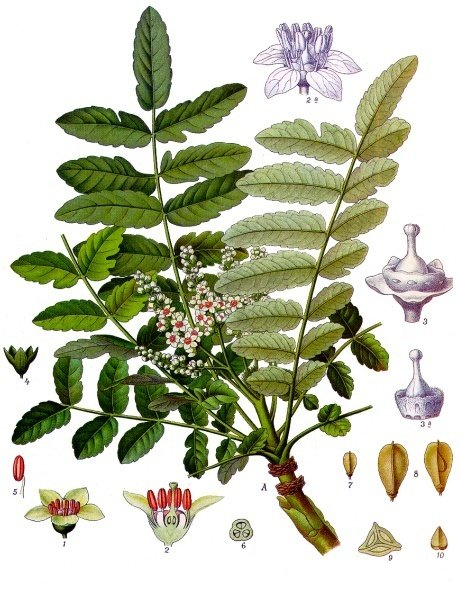
Boswellia sacra Flueck.
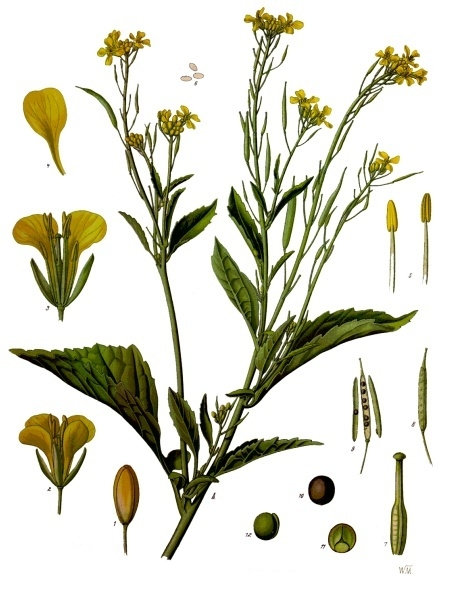
Brassica juncea (L.) Czern.
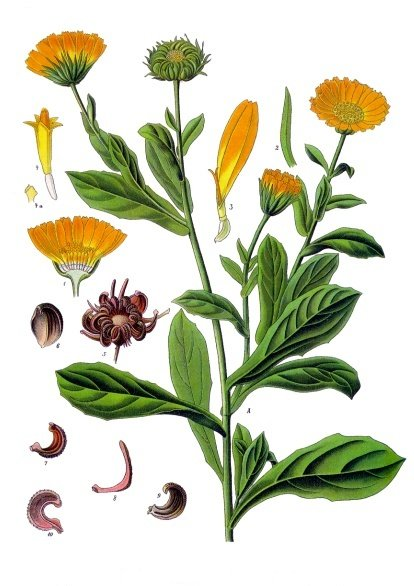
Calendula officinalis L.
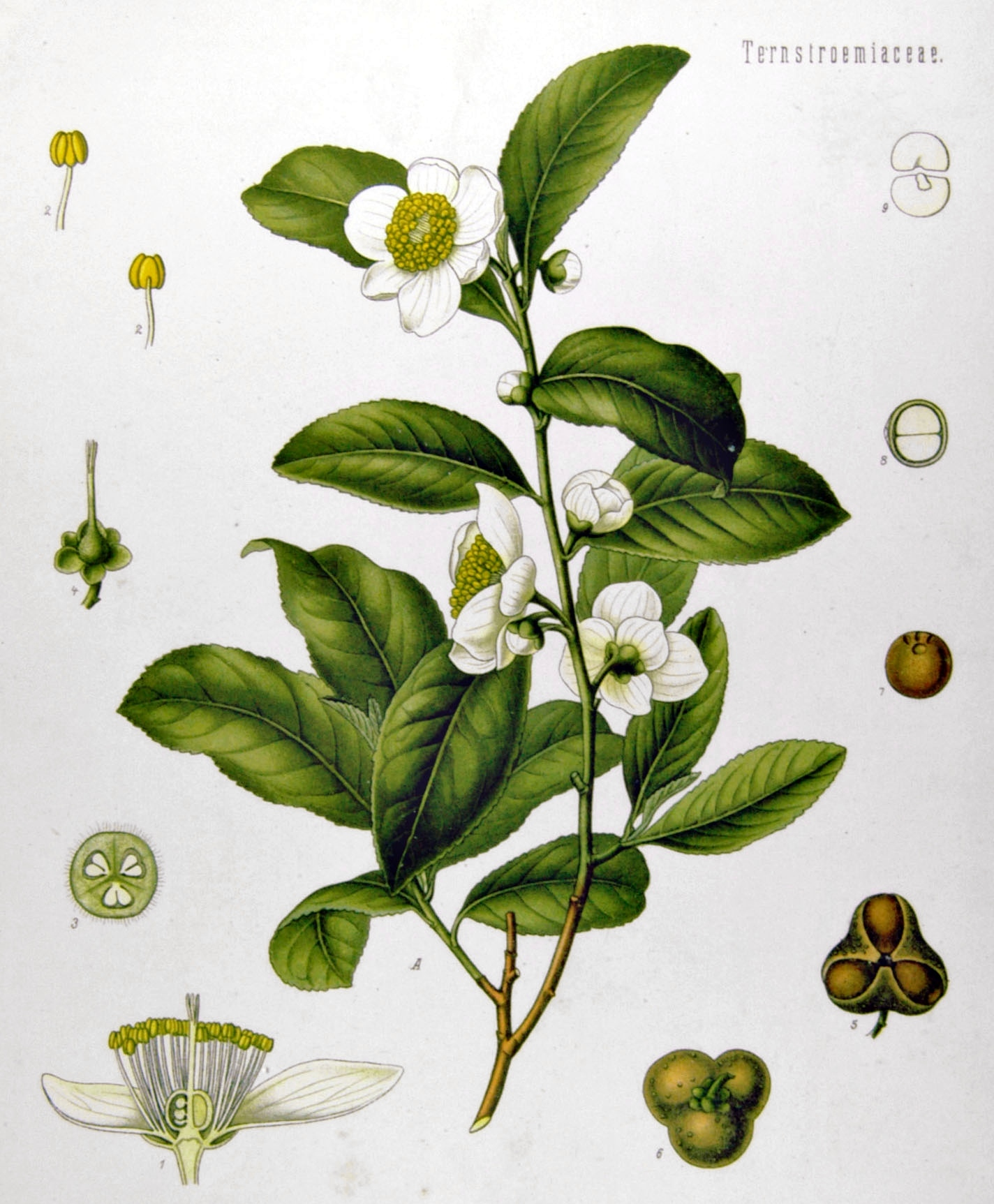
Camellia sinensis (L.) Kuntze var. sinensis
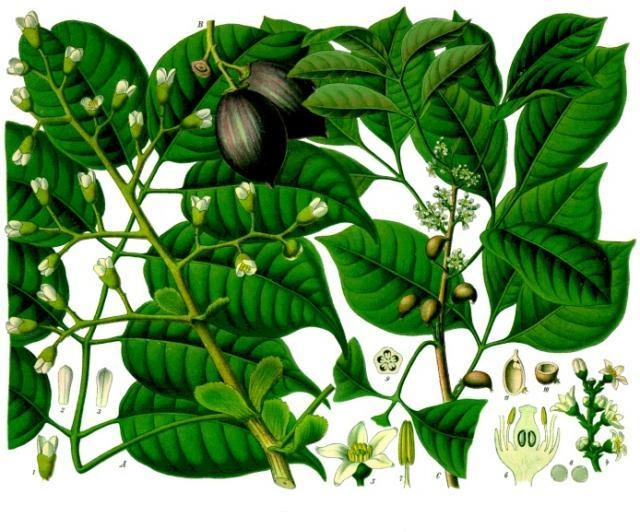
Canarium indicum L.
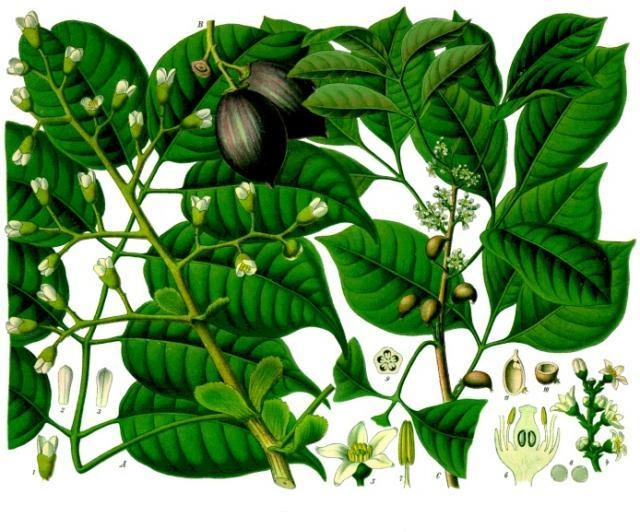
Protium icicariba DC.
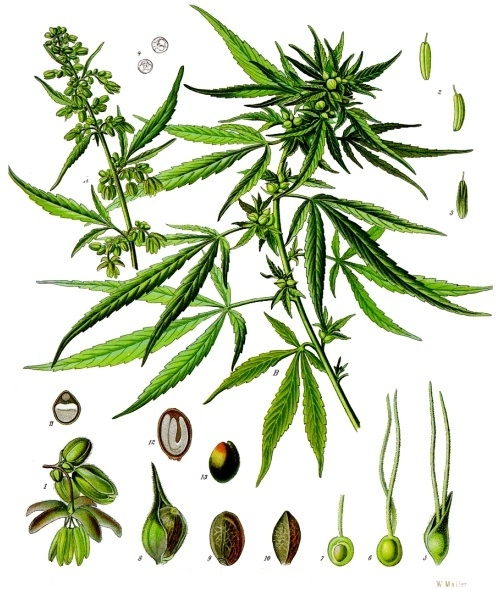
Cannabis sativa L.
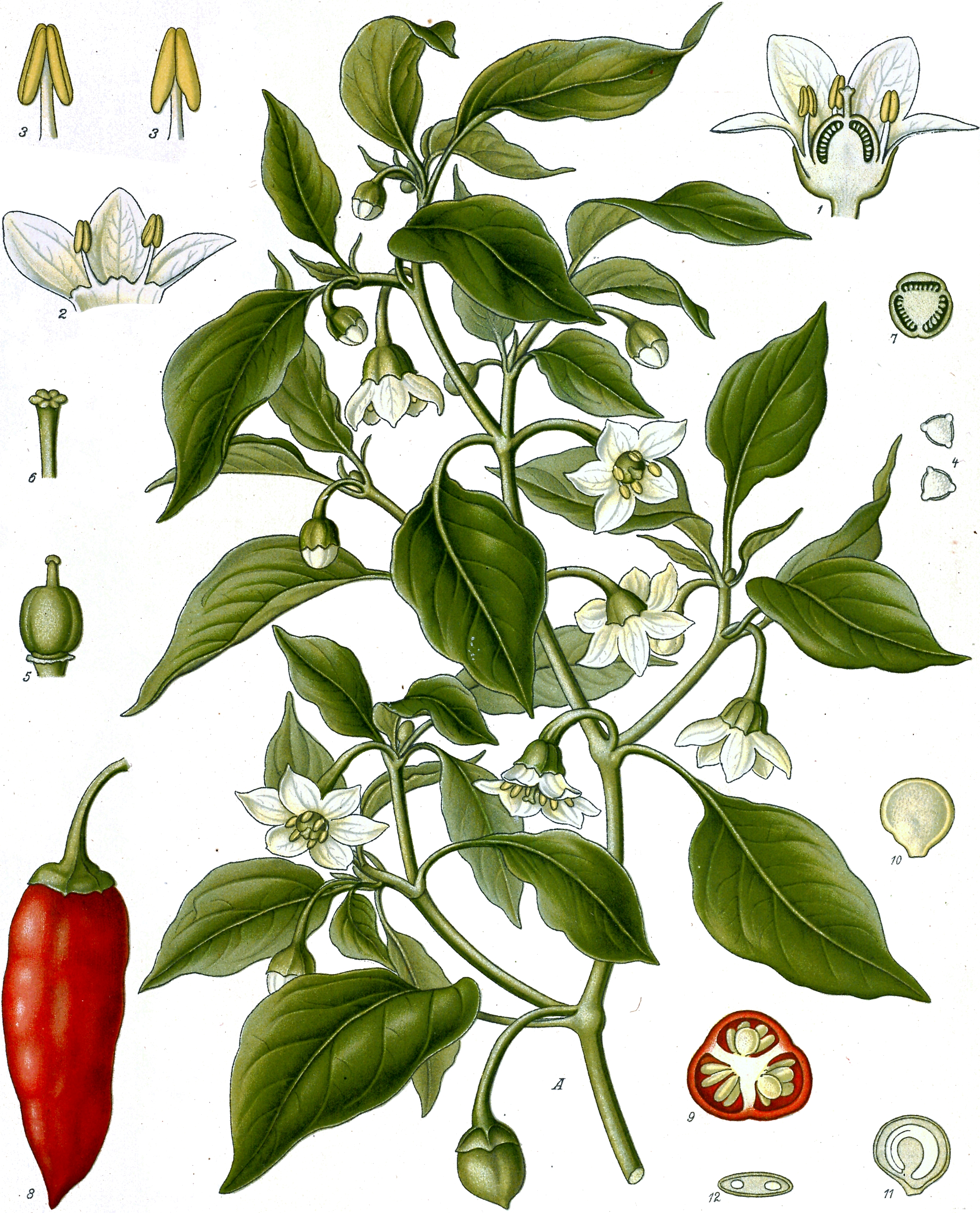
Capsicum annuum L.
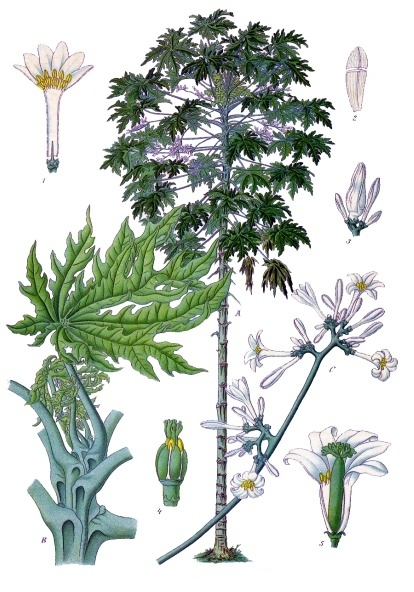
Carica papaya L. (planta e flores)
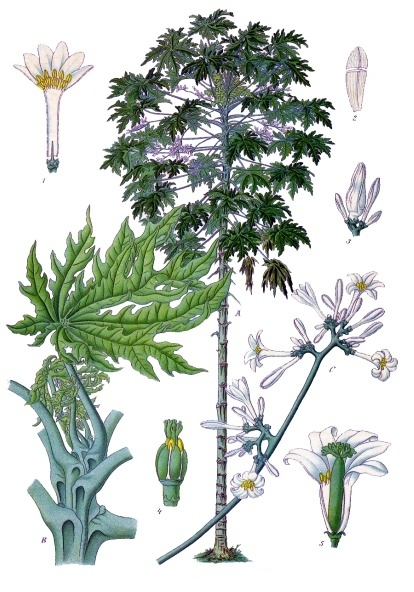
Carica papaya L. (whole plant, flowers)
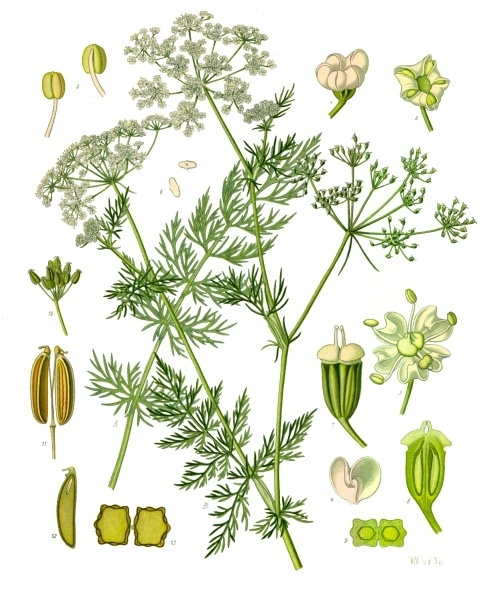
Carum carvi L.
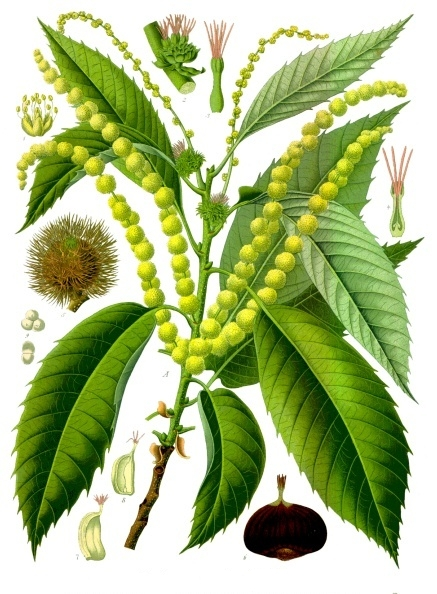
Castanea sativa Mill.
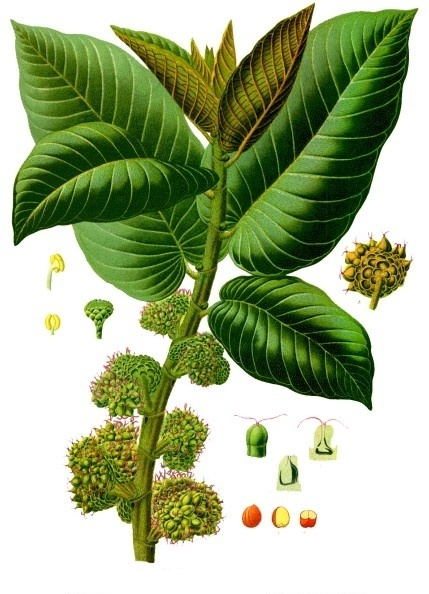
Castilla elastica Cerv.
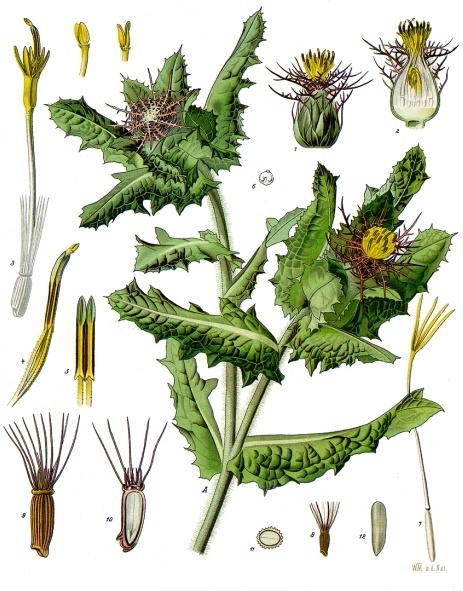
Cnicus benedictus L.
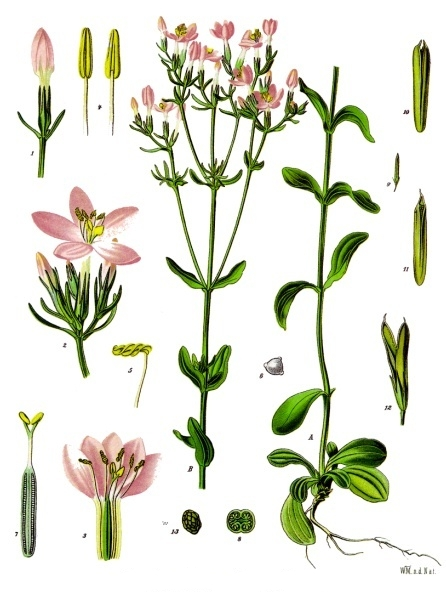
Centaurium erythraea Rafn.
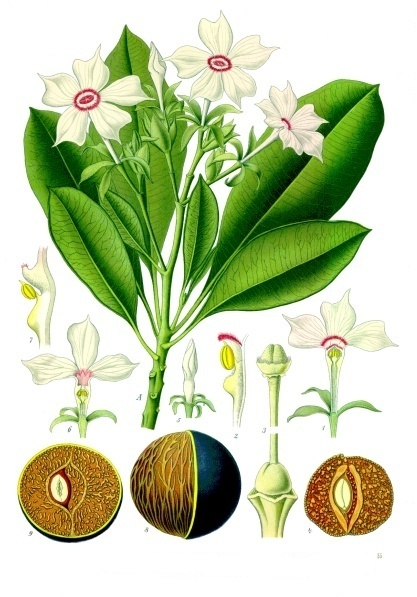
Cerbera manghas L.
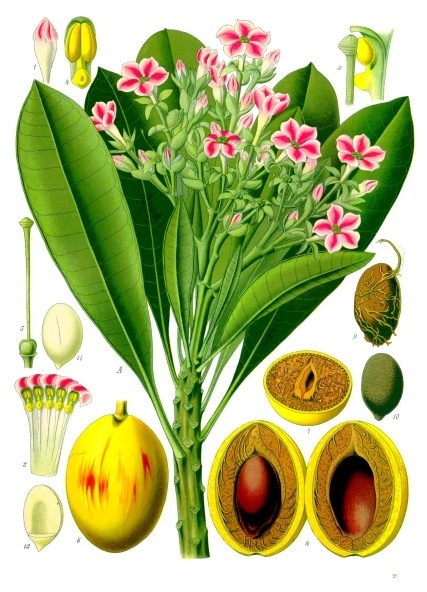
Cerbera tanghin Hook.
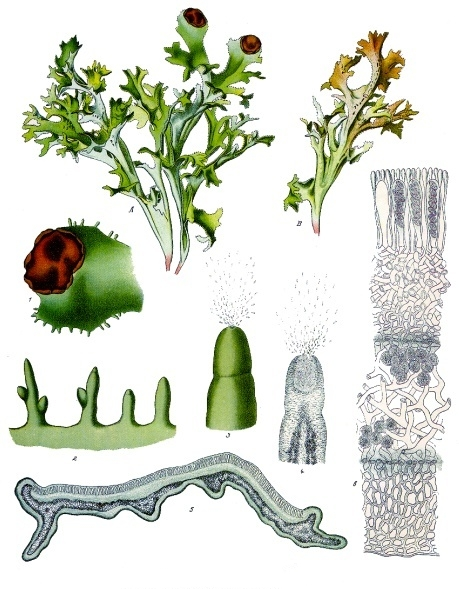
Cetraria islandica Acharius
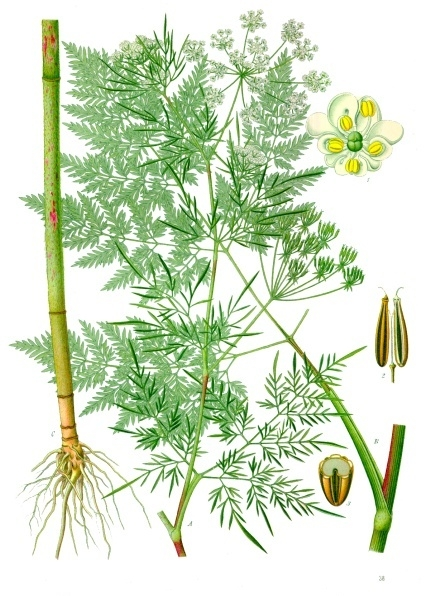
Chaerophyllum bulbosum L.
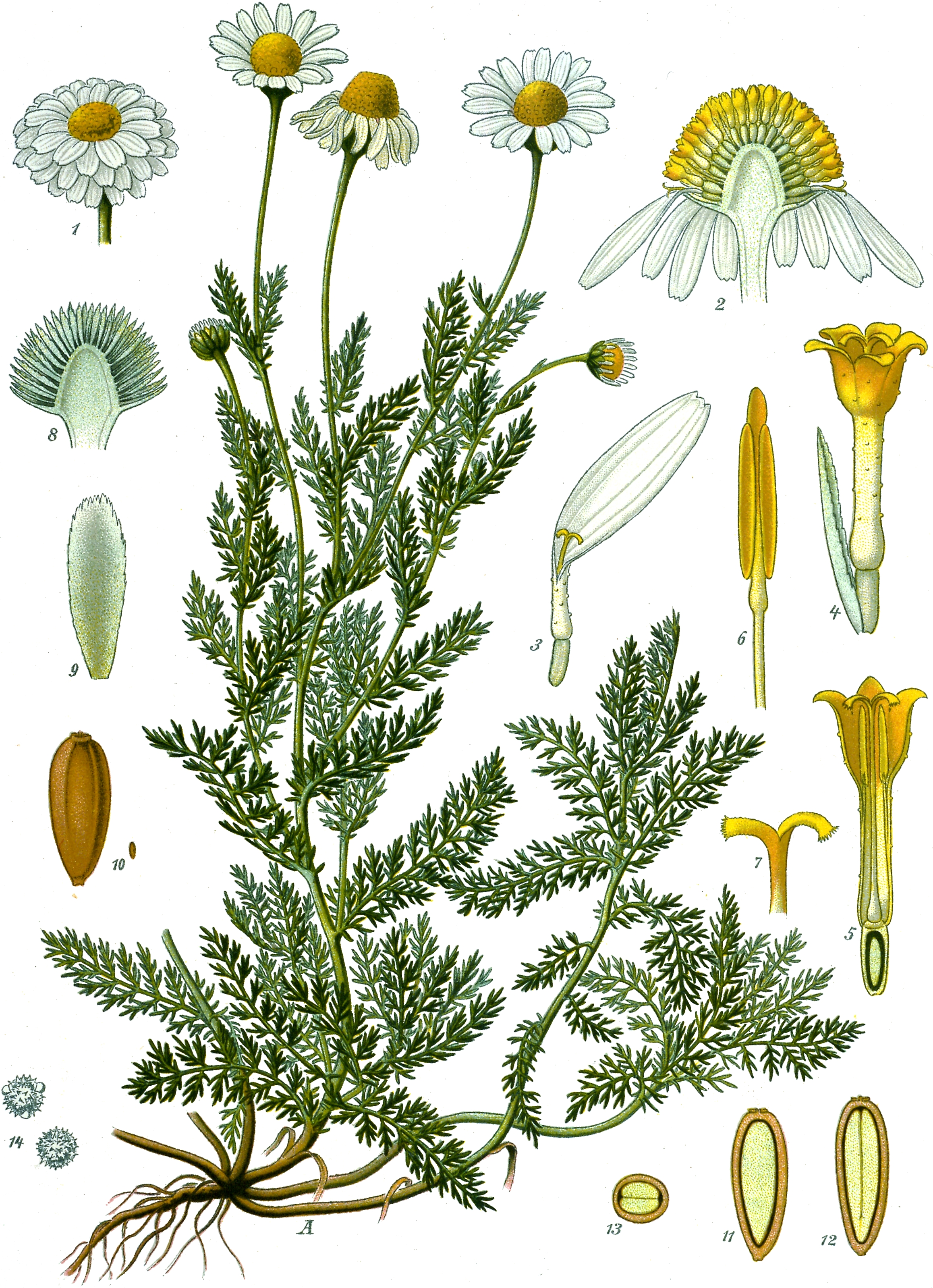
Chamaemelum nobile (L.) All.
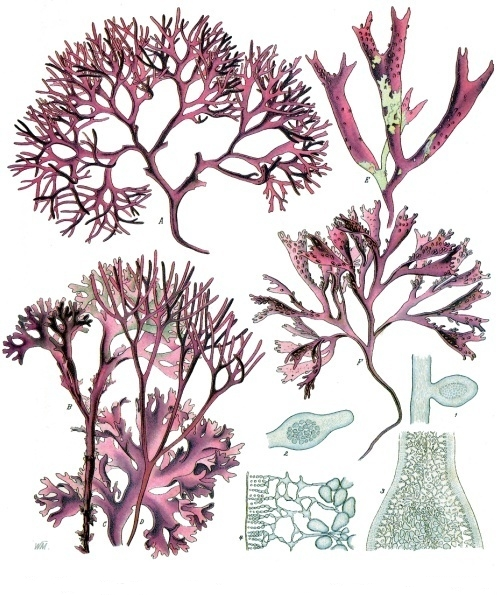
Chondrus crispus Lyngb.
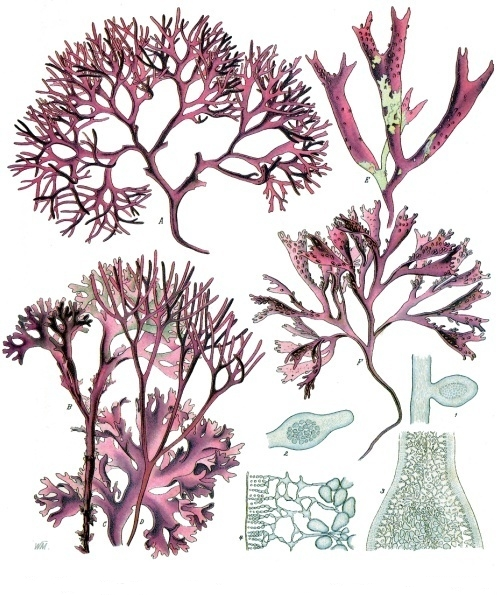
Gigartina mamillosa J.Ag.
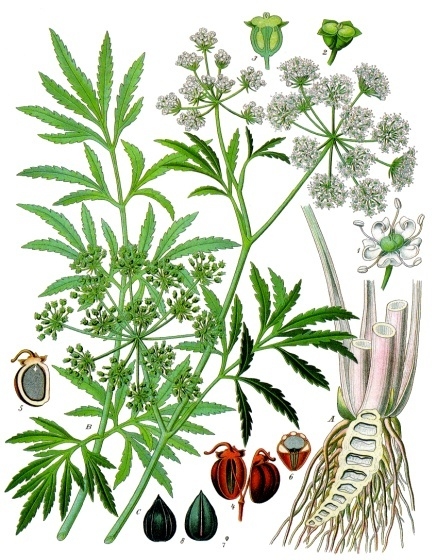
Cicuta virosa L.
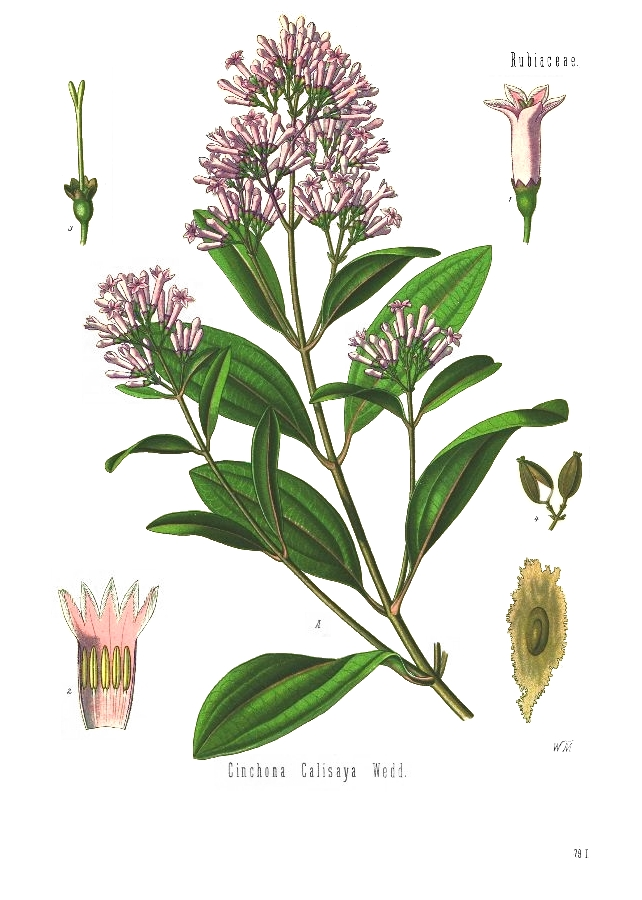
Cinchona calisaya Wedd.
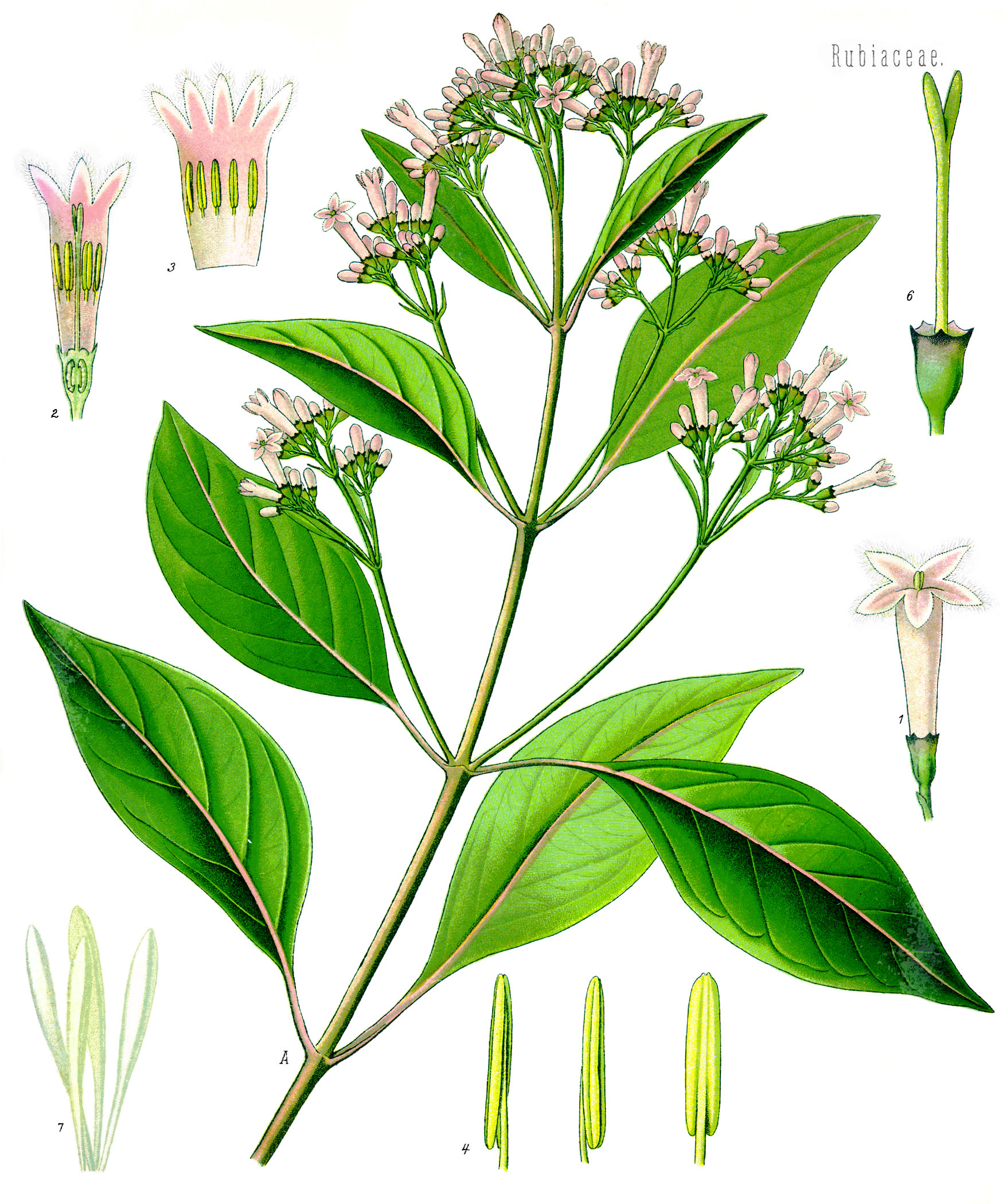
Cinchona officinalis L.
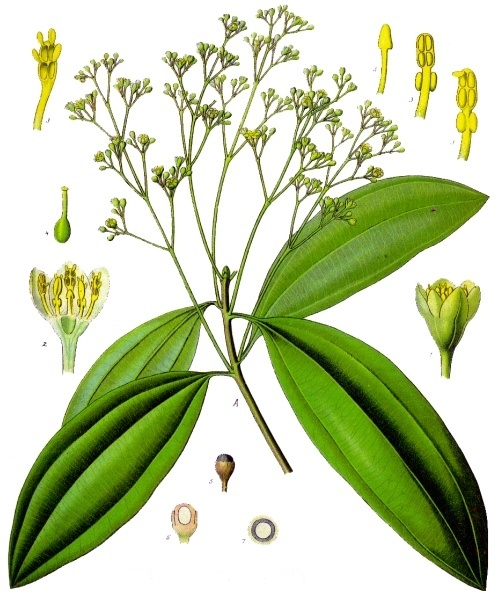
Cinnamomum aromaticum Nees
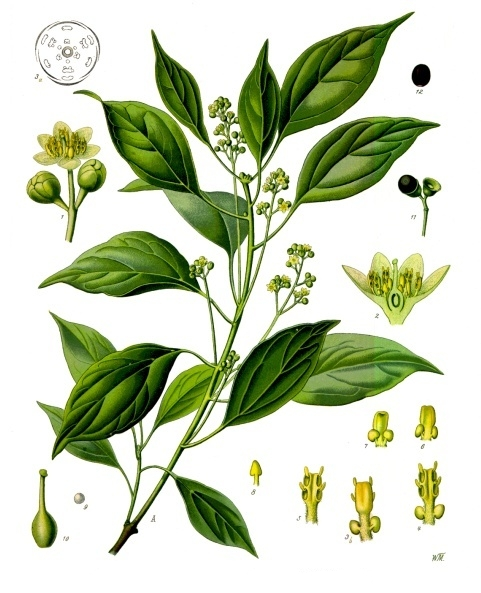
Cinnamomum camphora (L.) J.Presl
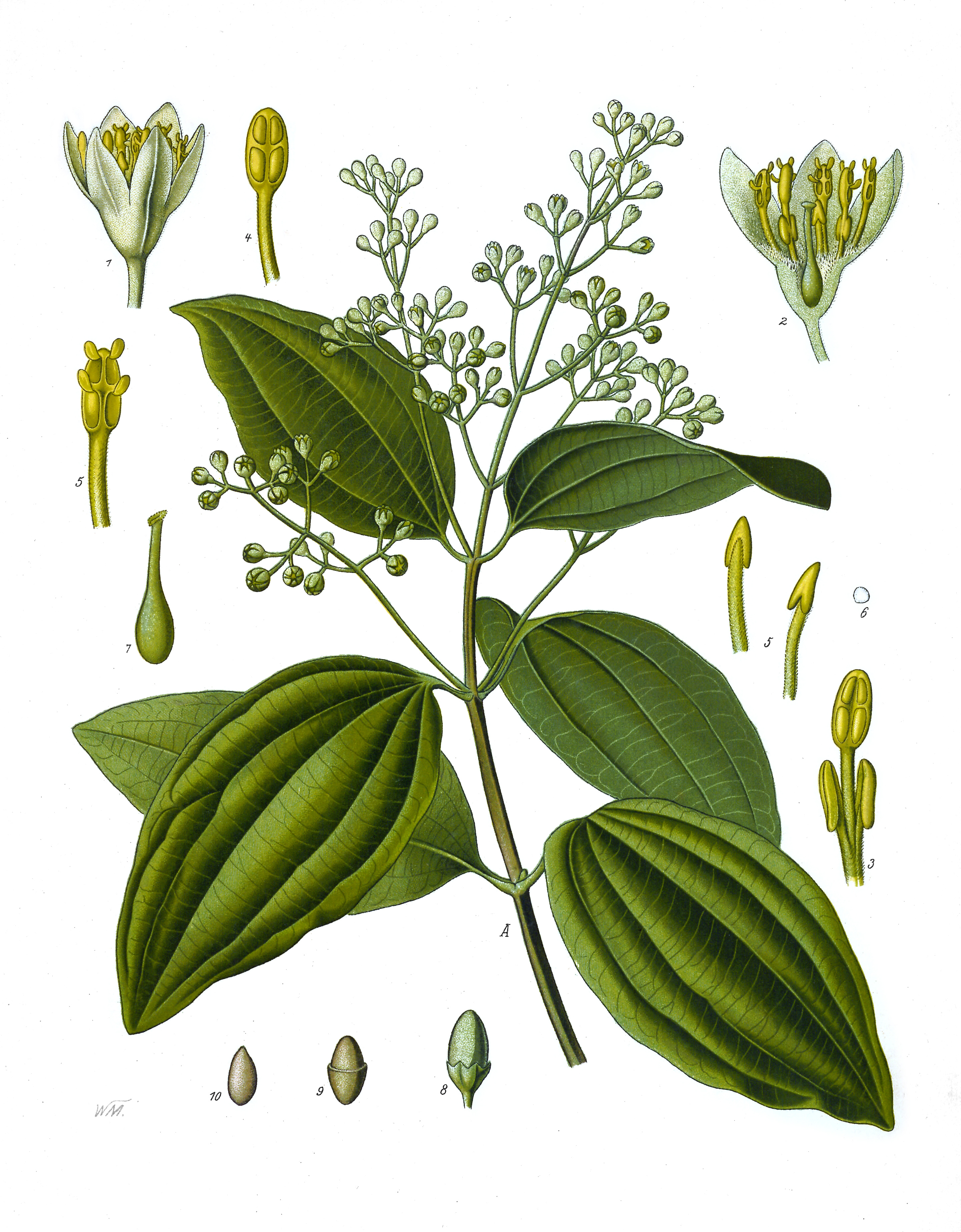
Cinnamomum verum J.Presl
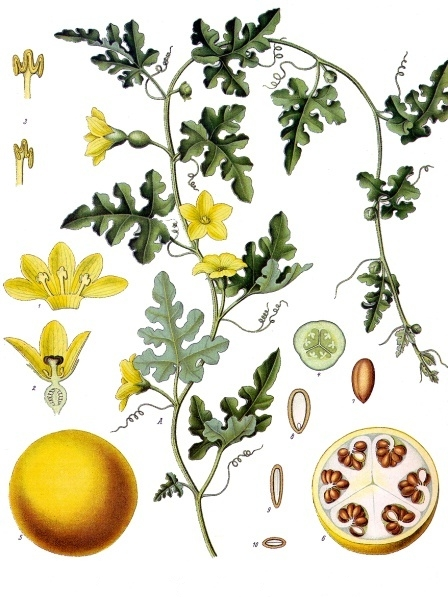
Citrullus colocynthis (L.) Schrad.
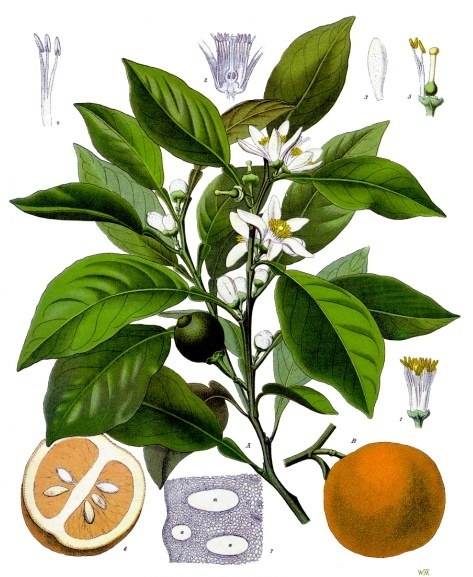
Citrus aurantium L.
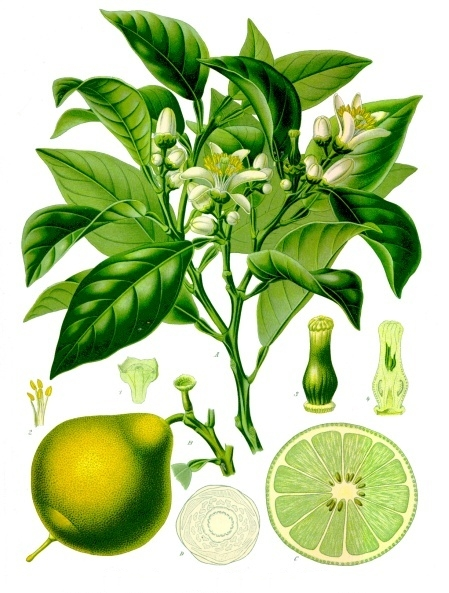
Citrus bergamia Risso & Poit.
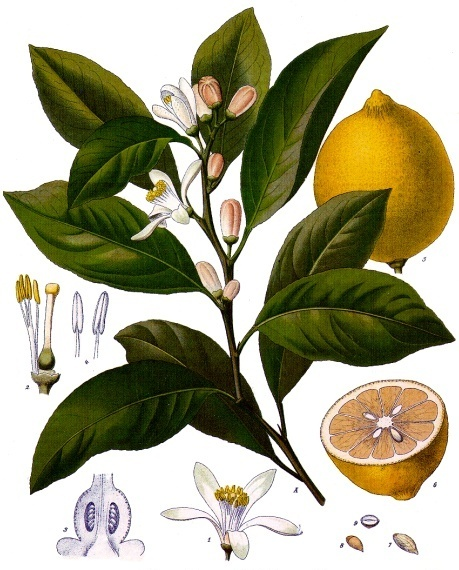
Citrus limon (L.) Burm.f.
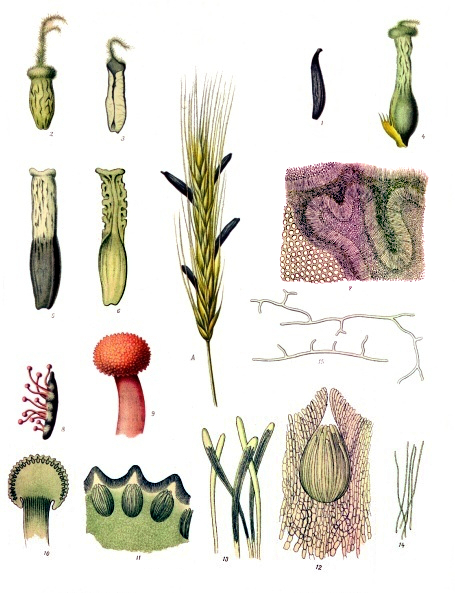
Claviceps purpurea
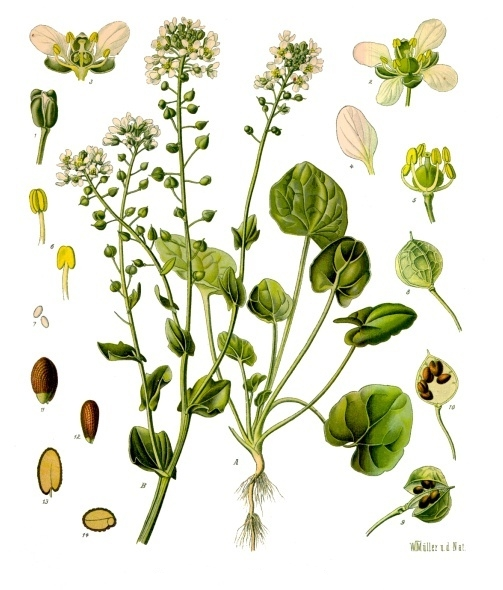
Cochlearia officinalis L.
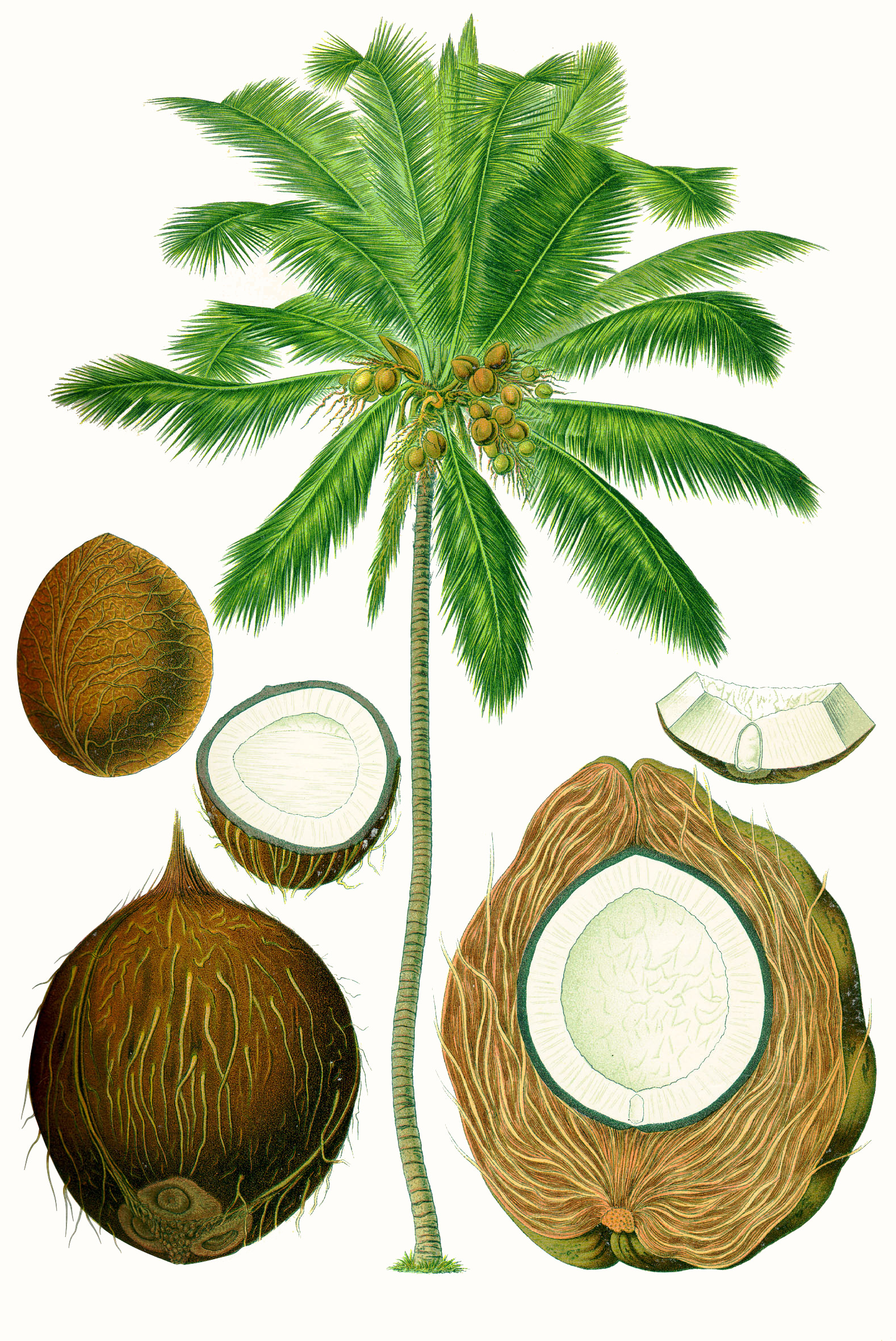
Cocos nucifera L. (1)
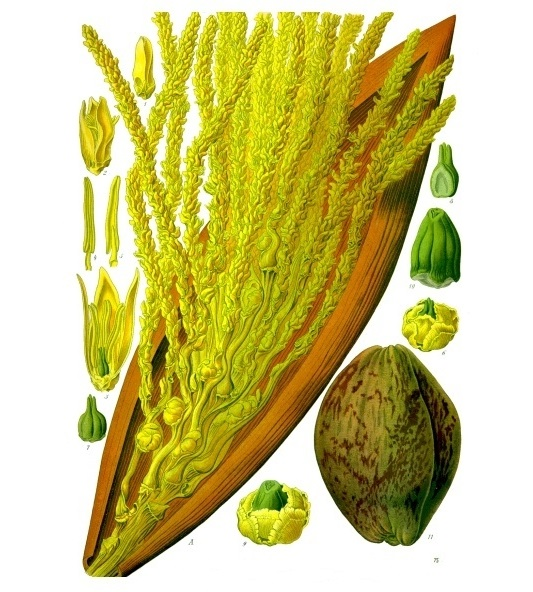
Cocos nucifera L. (2)
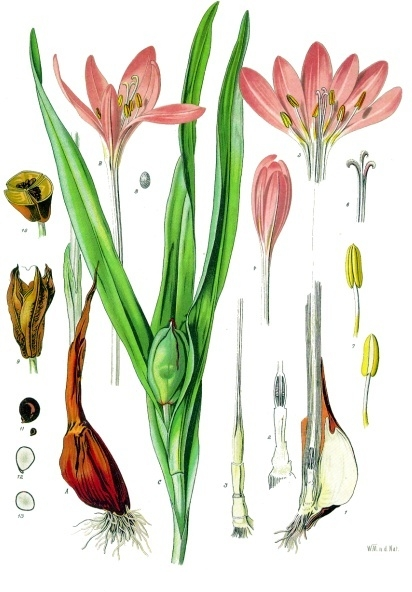
Colchicum autumnale L.
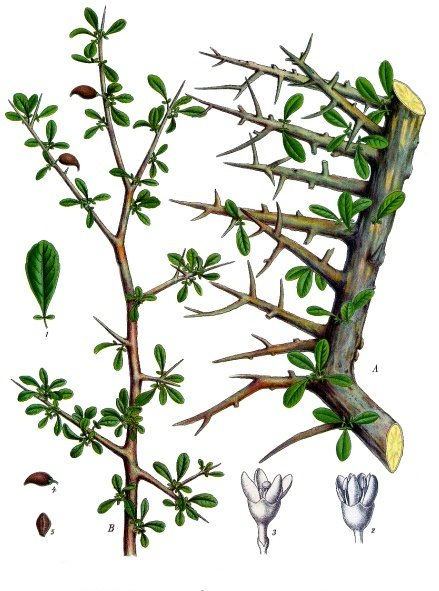
Commiphora myrrha (Nees) Engl.
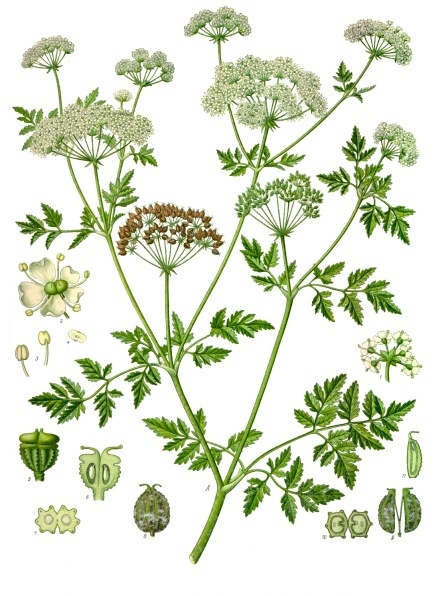
Conium maculatum L.
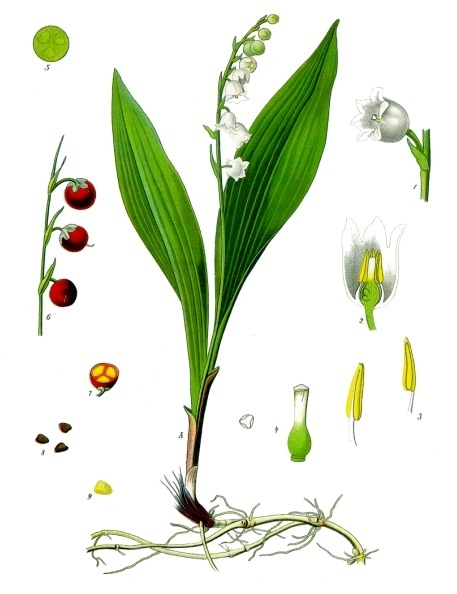
Convallaria majalis L.
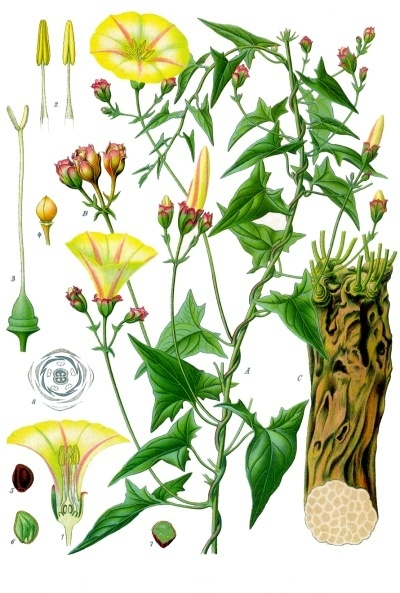
Convolvulus scammonia L.
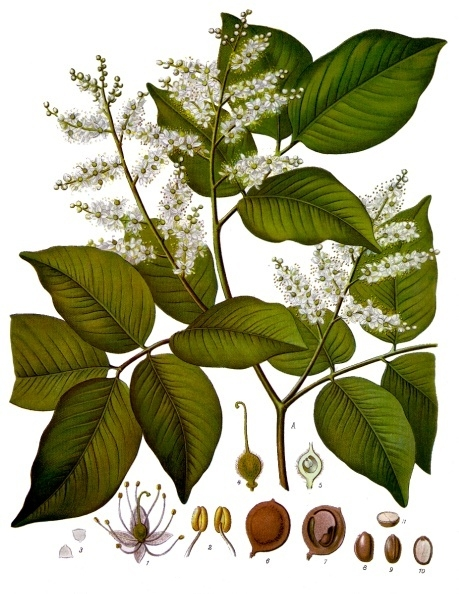
Copaifera officinalis (Jacq.) L.
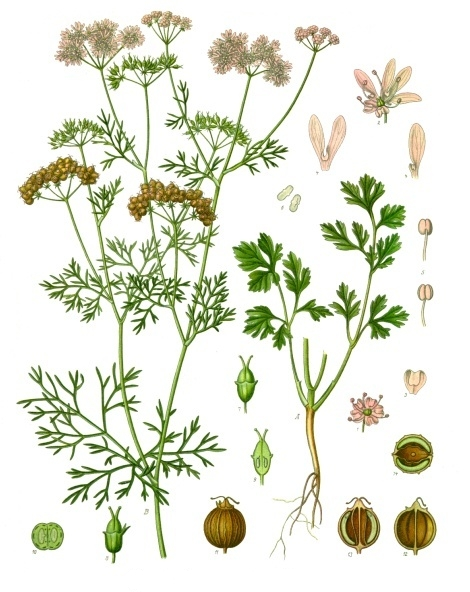
Coriandrum sativum L.
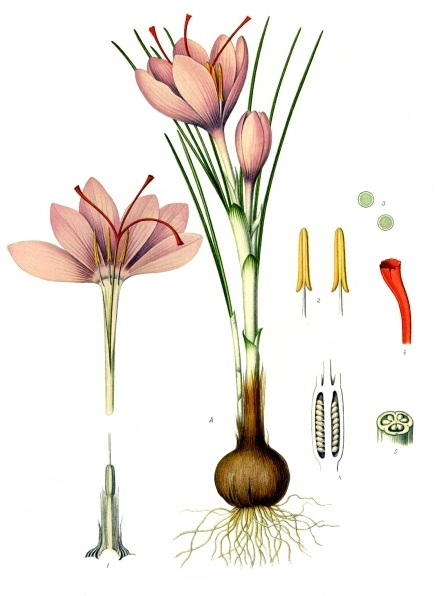
Crocus sativus L.
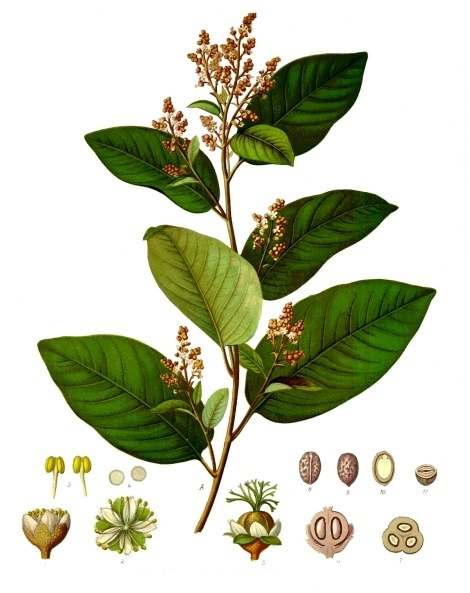
Croton eluteria (L.) Sw. (1)
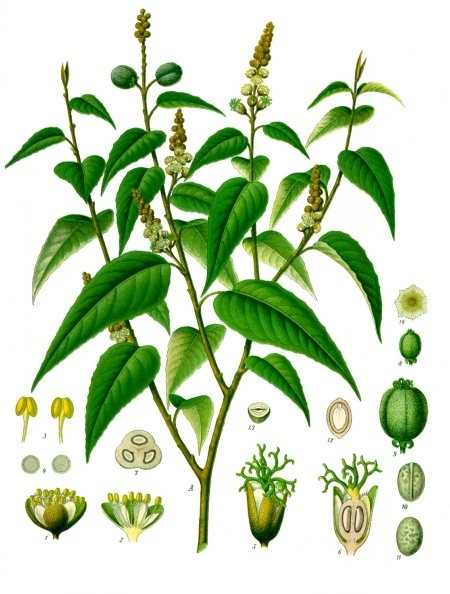
Croton eluteria (L.) Sw. (2)
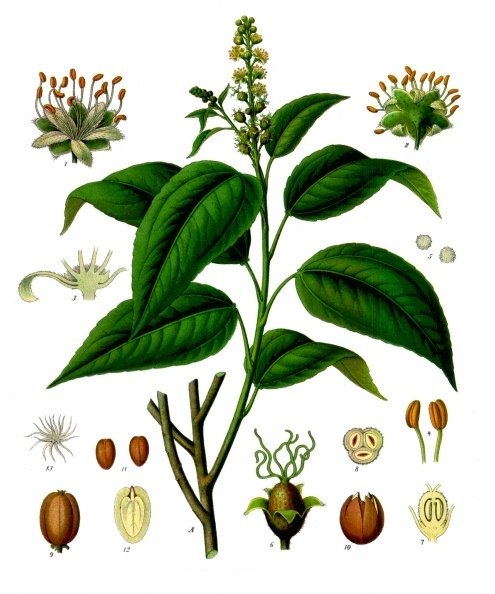
Croton tiglium L.
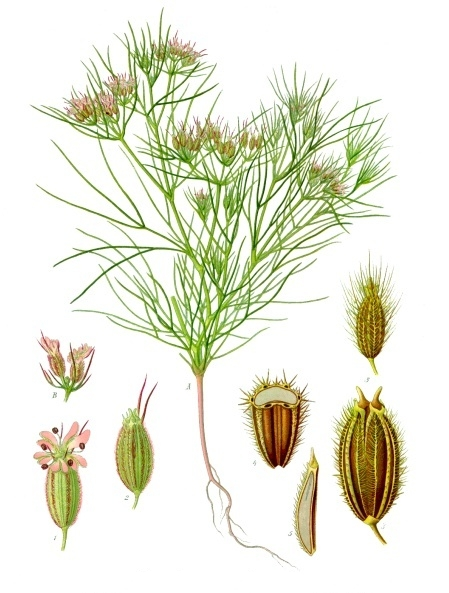
Cumimum cyminum L.
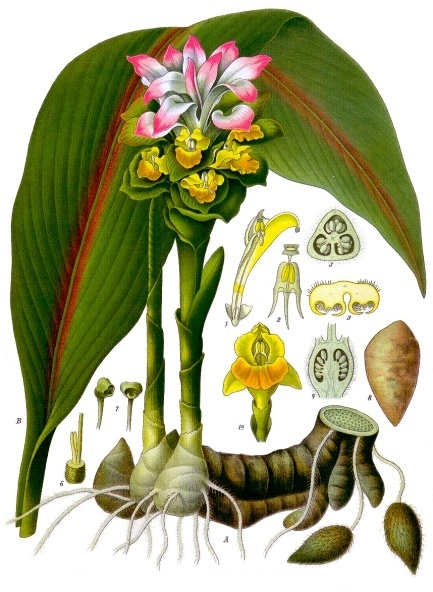
Curcuma zedoaria (Christm.) Roscoe
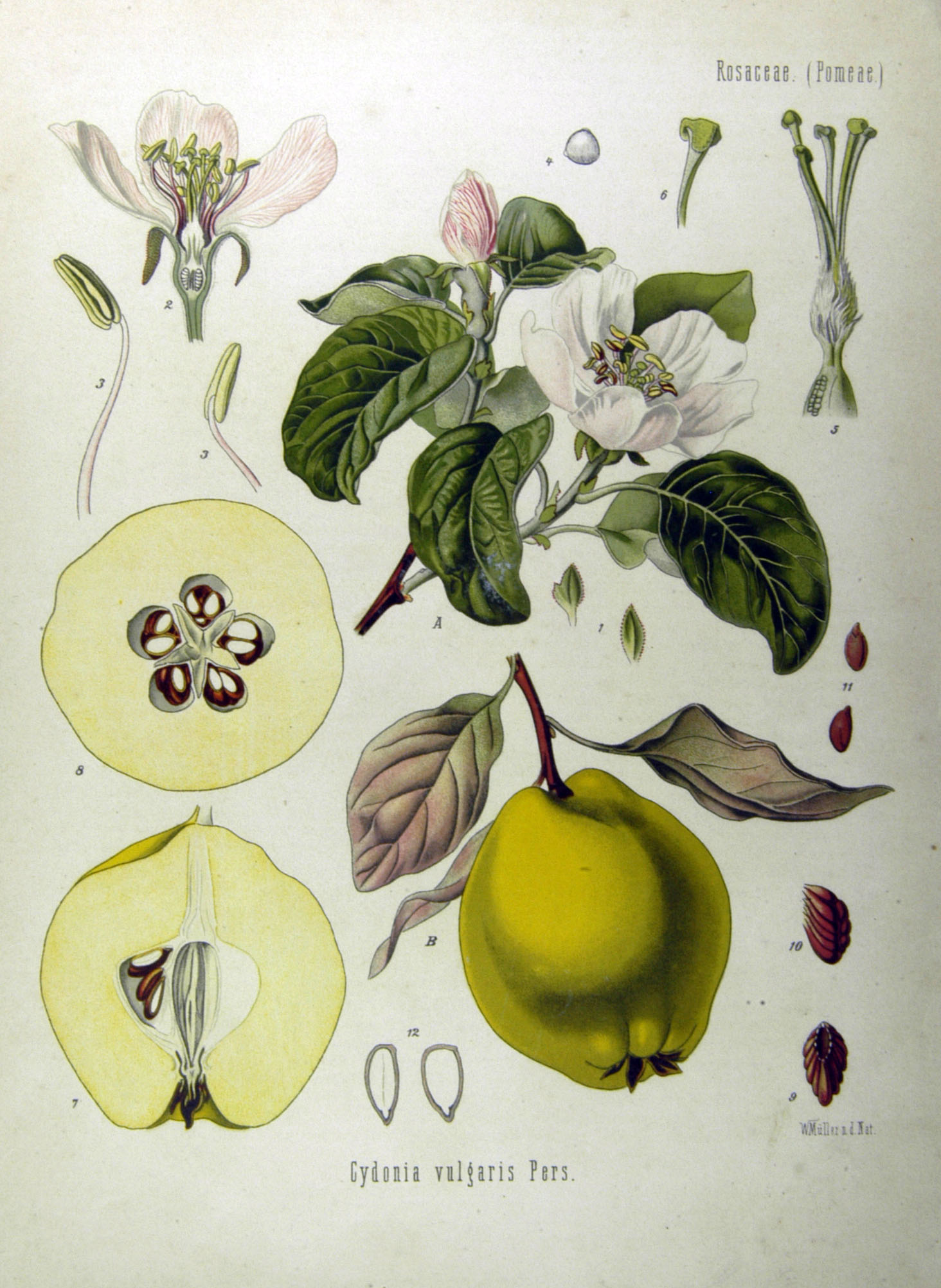
Cydonia oblonga Mill.
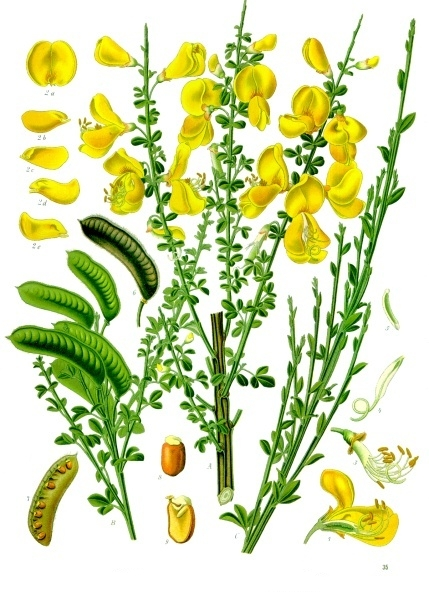
Cytisus scoparius (L.) Link
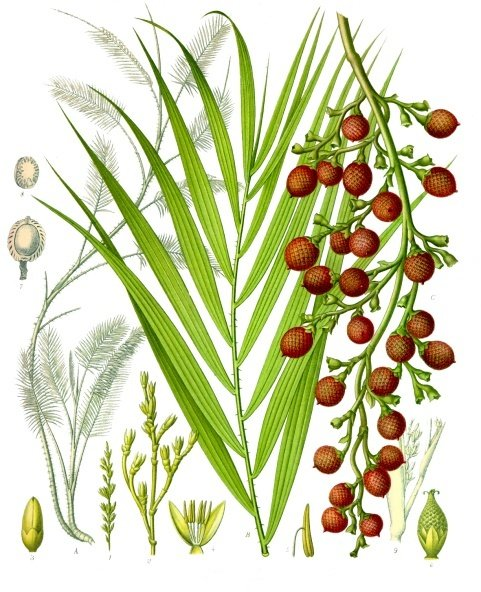
Daemonorops draco (Willd.) Blume
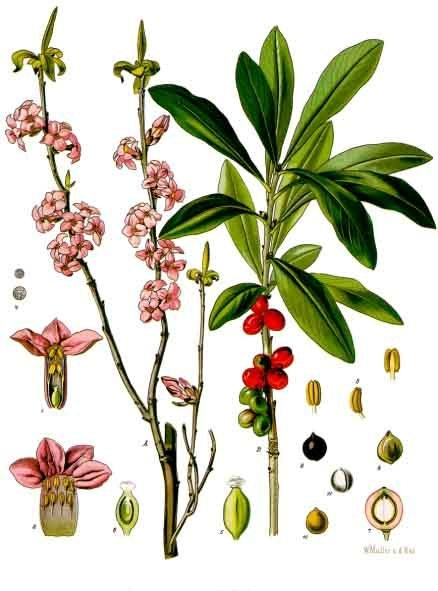
Daphne mezereum L.
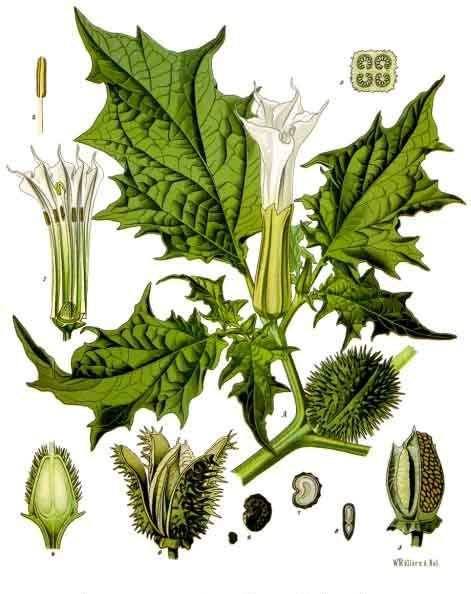
Datura stramonium L.
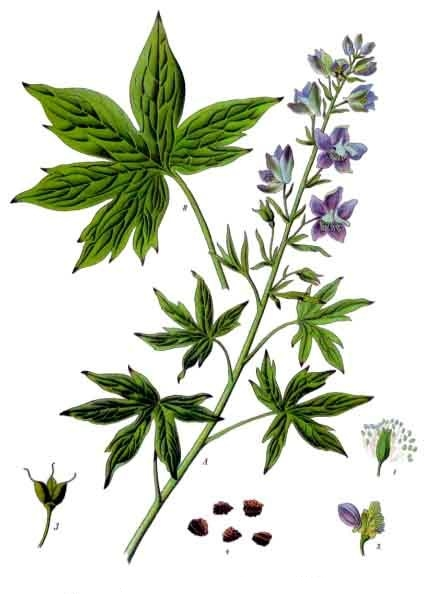
Delphinium staphisagria L.
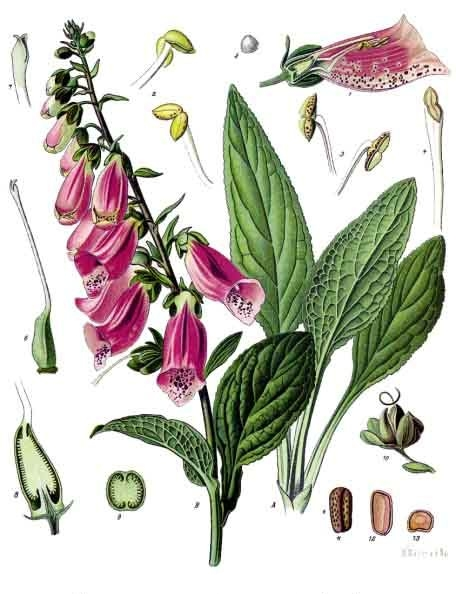
Digitalis purpurea L.
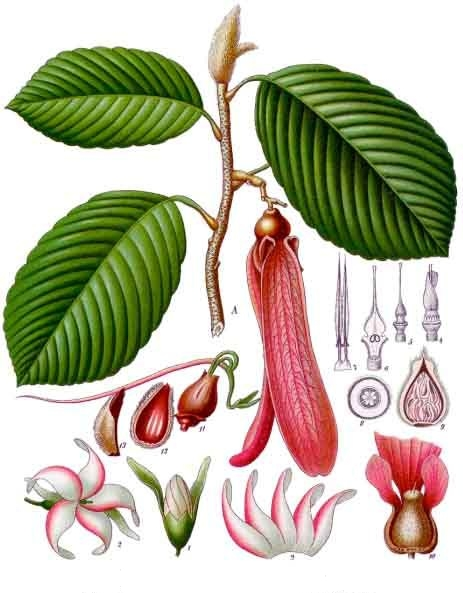
Dipterocarpus retusus Blume
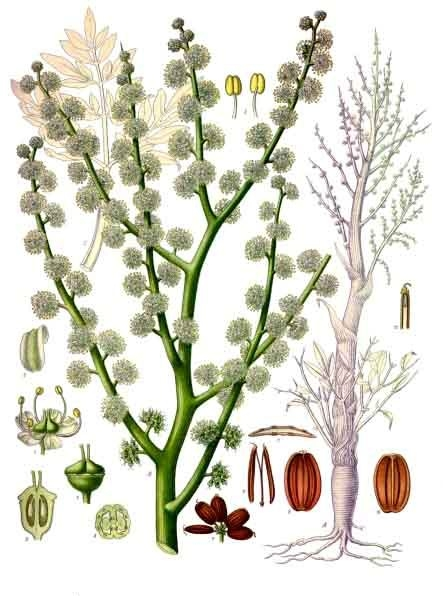
Dorema ammoniacum D.Don
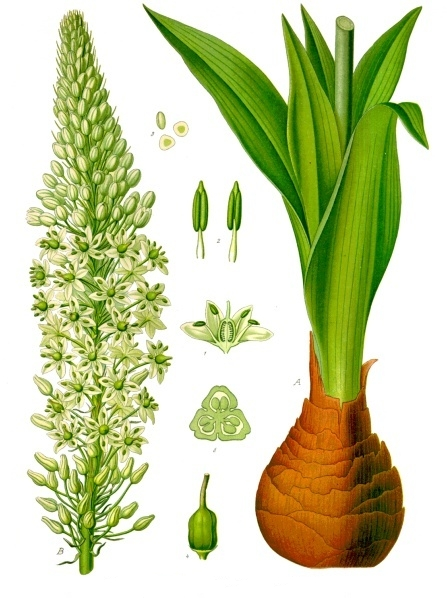
Urginea maritima (L.) Baker
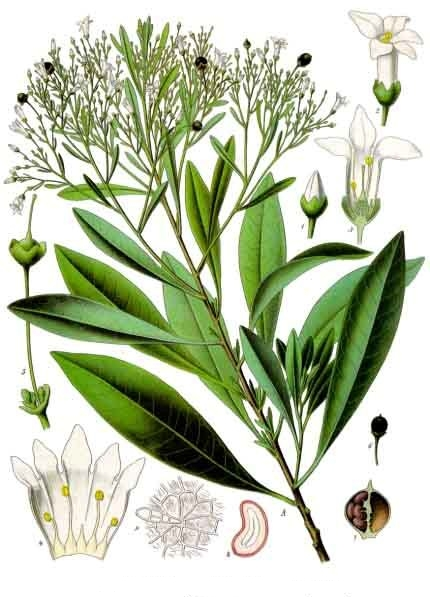
Duboisia myoporoides R.Br.
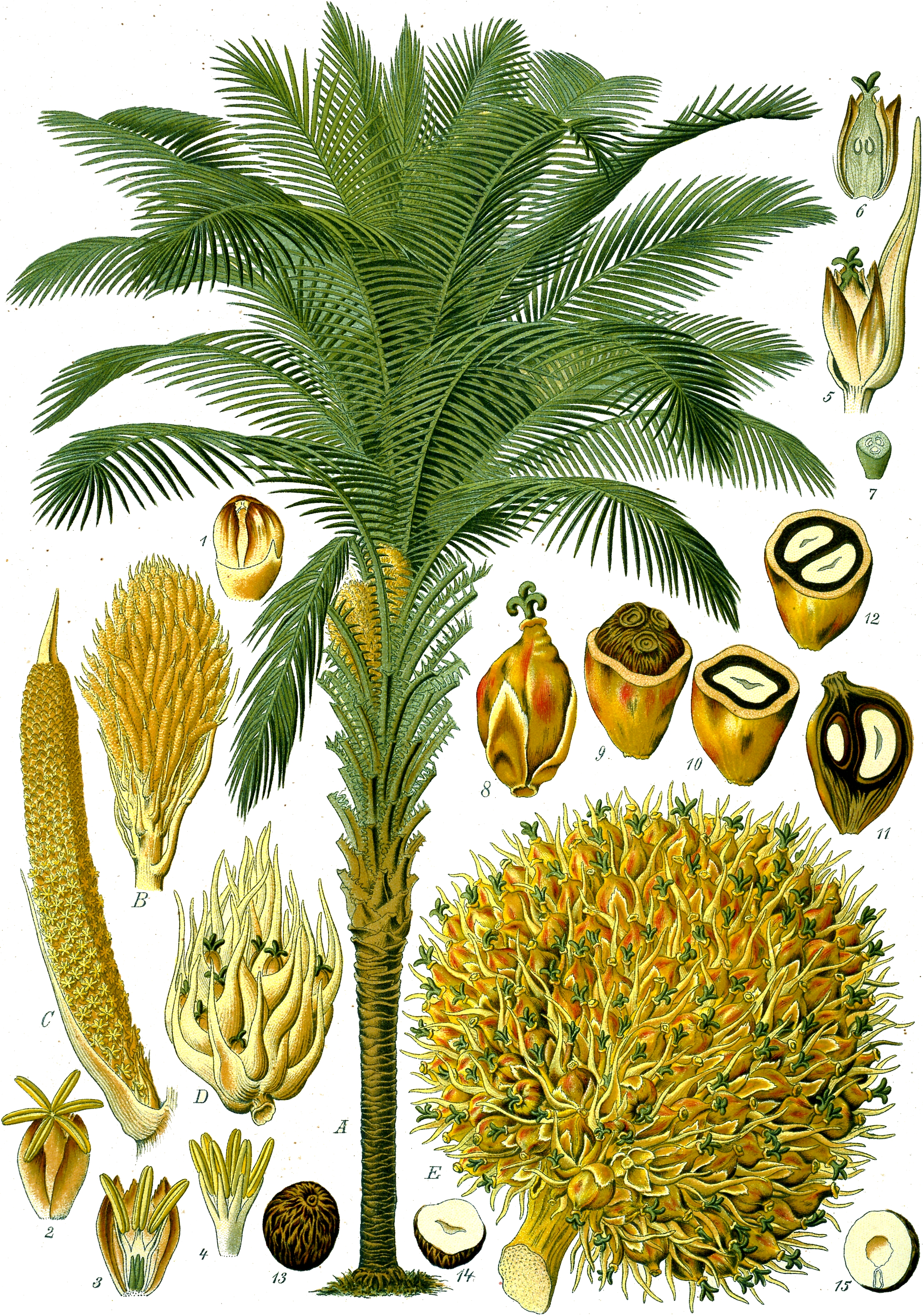
Elaeis guineensis Jacq.
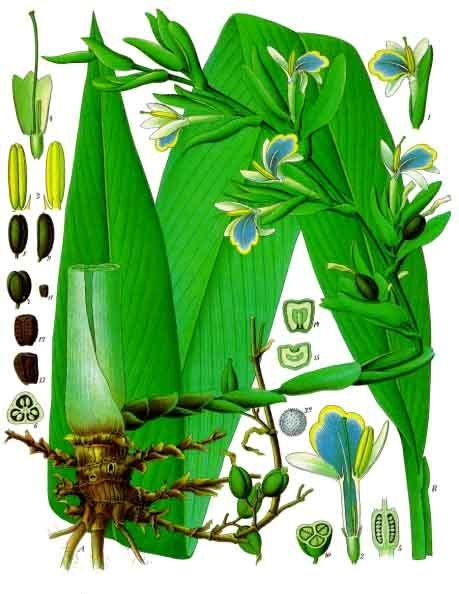
Elettaria cardamomum (L.) Maton
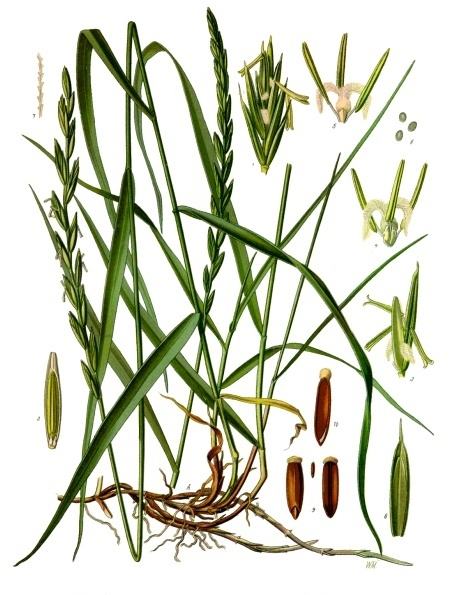
Elymus repens (L.) Desv. ex Nevski
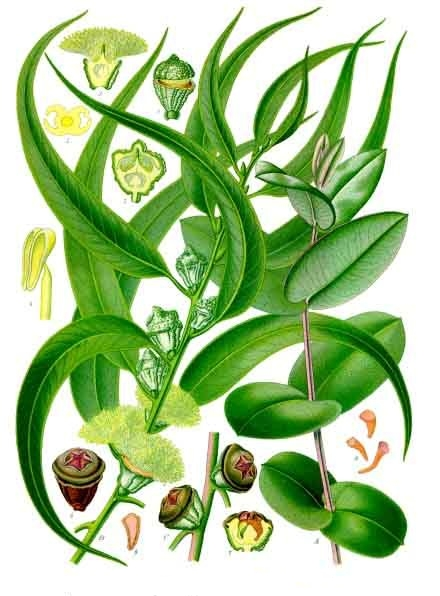
Eucalyptus globulus Labill.
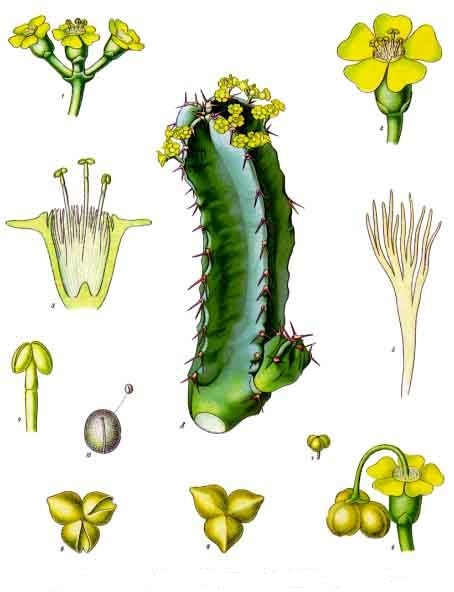
Euphorbia resinifera O.Berg & C.F.Schmidt
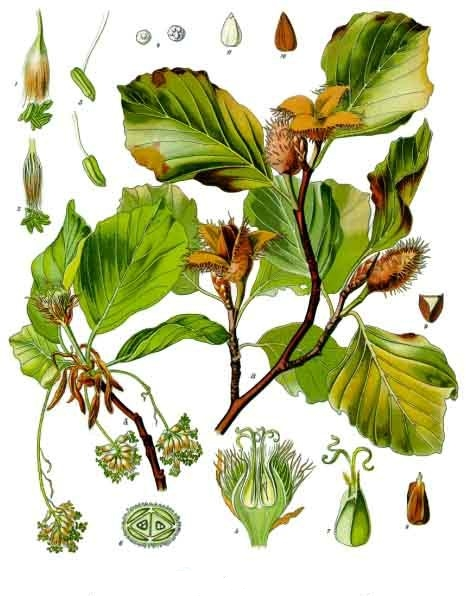
Fagus sylvatica L.
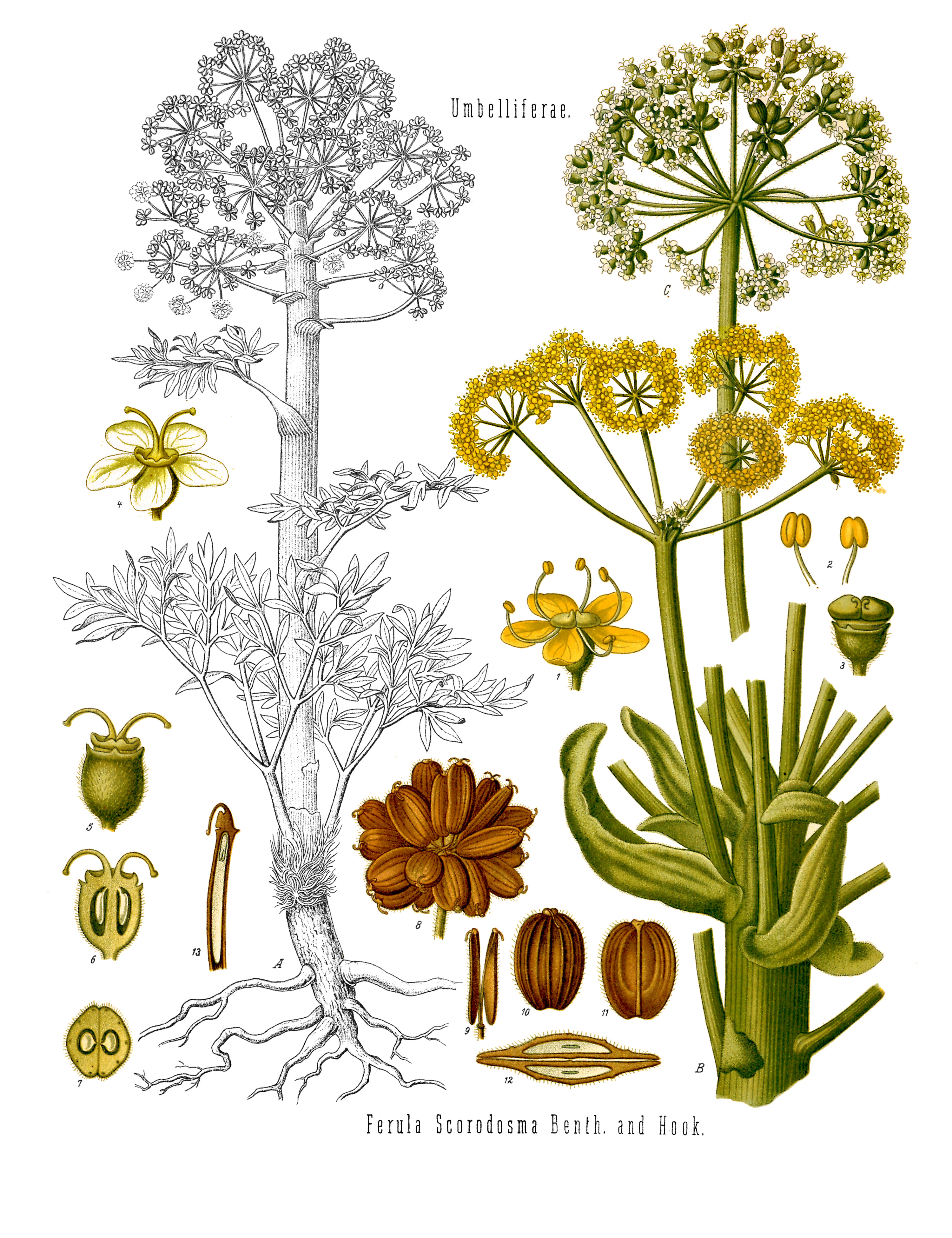
Ferula foetida Regel
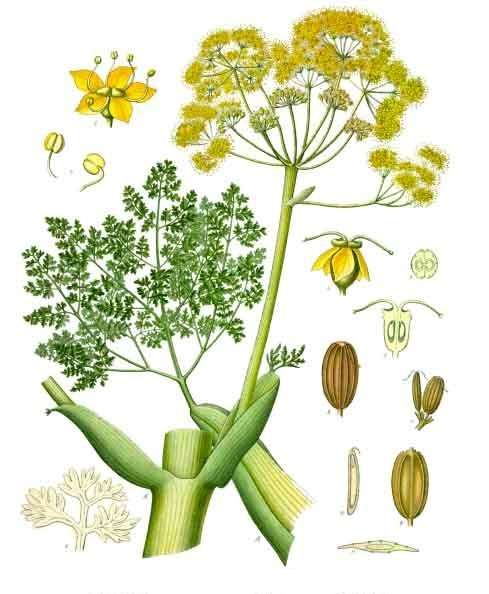
Ferula gummosa Boiss.
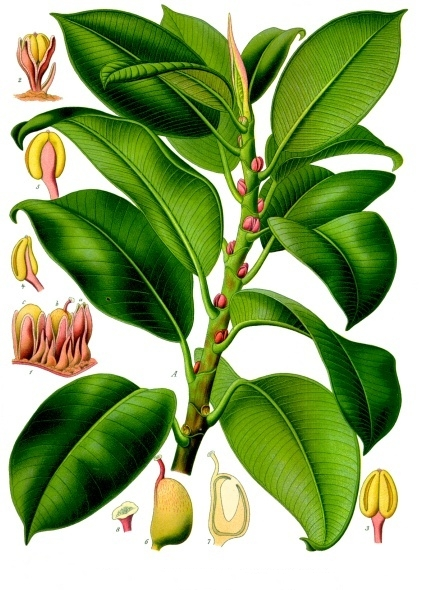
Ficus elastica Roxb. ex Hornem.
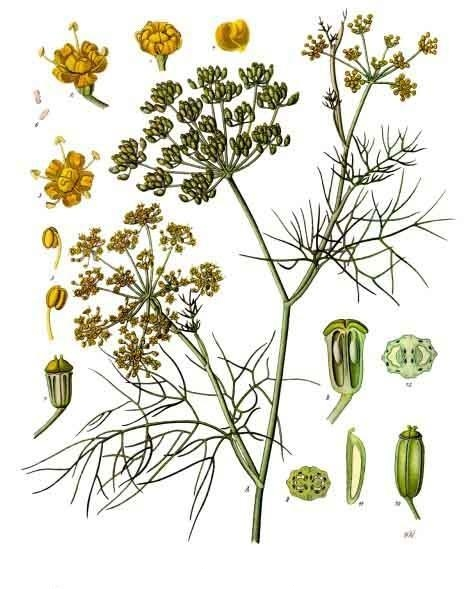
Foeniculum vulgare Mill.
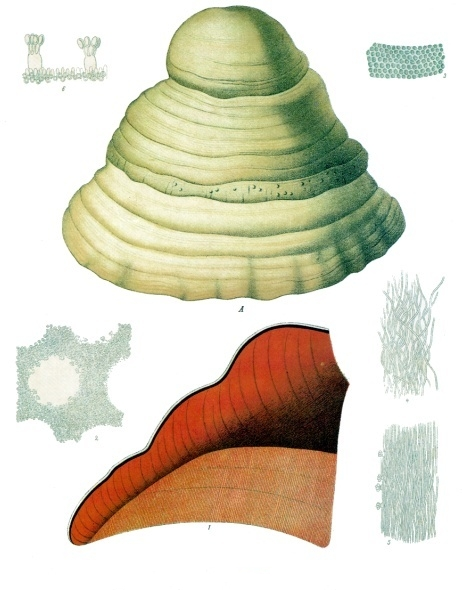
Polyporus fomentarius Fries
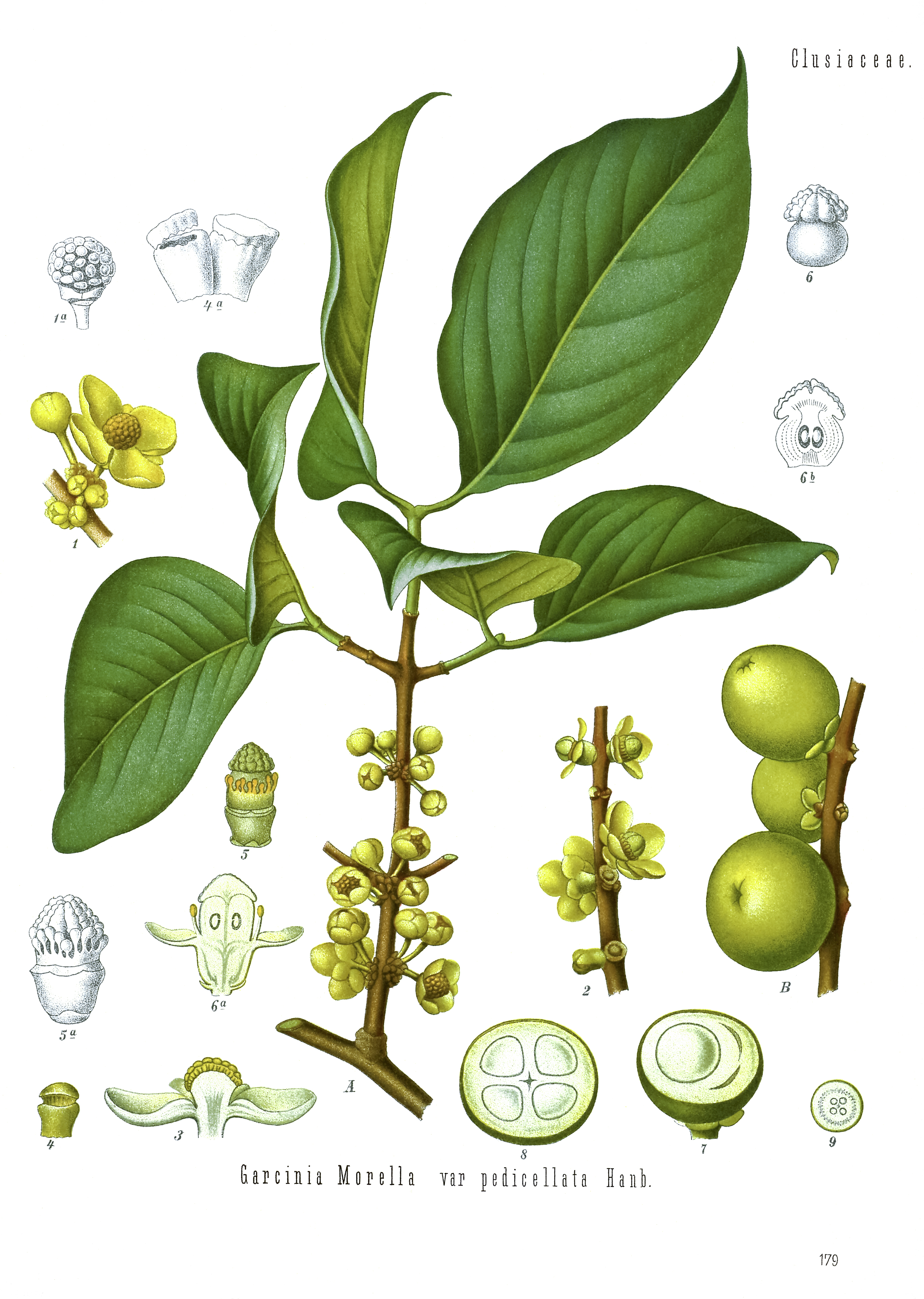
Garcinia morella (Gaertn.) Desr.
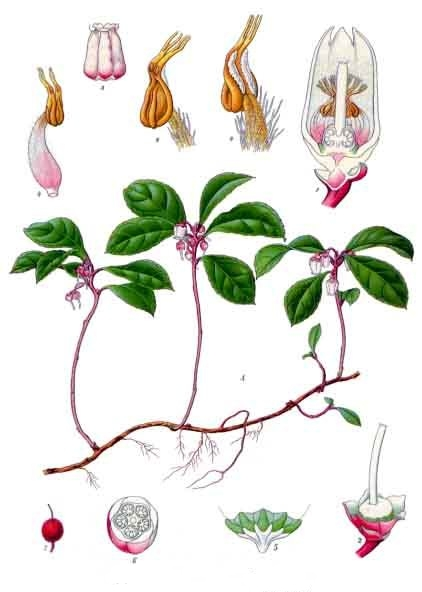
Gaultheria procumbens L.
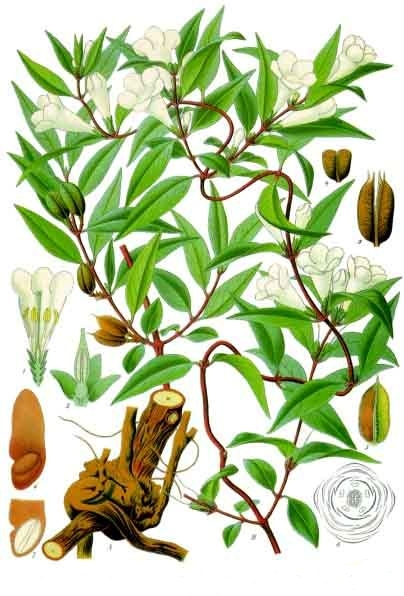
Gelsemium sempervirens (L.) J.St.-Hil.
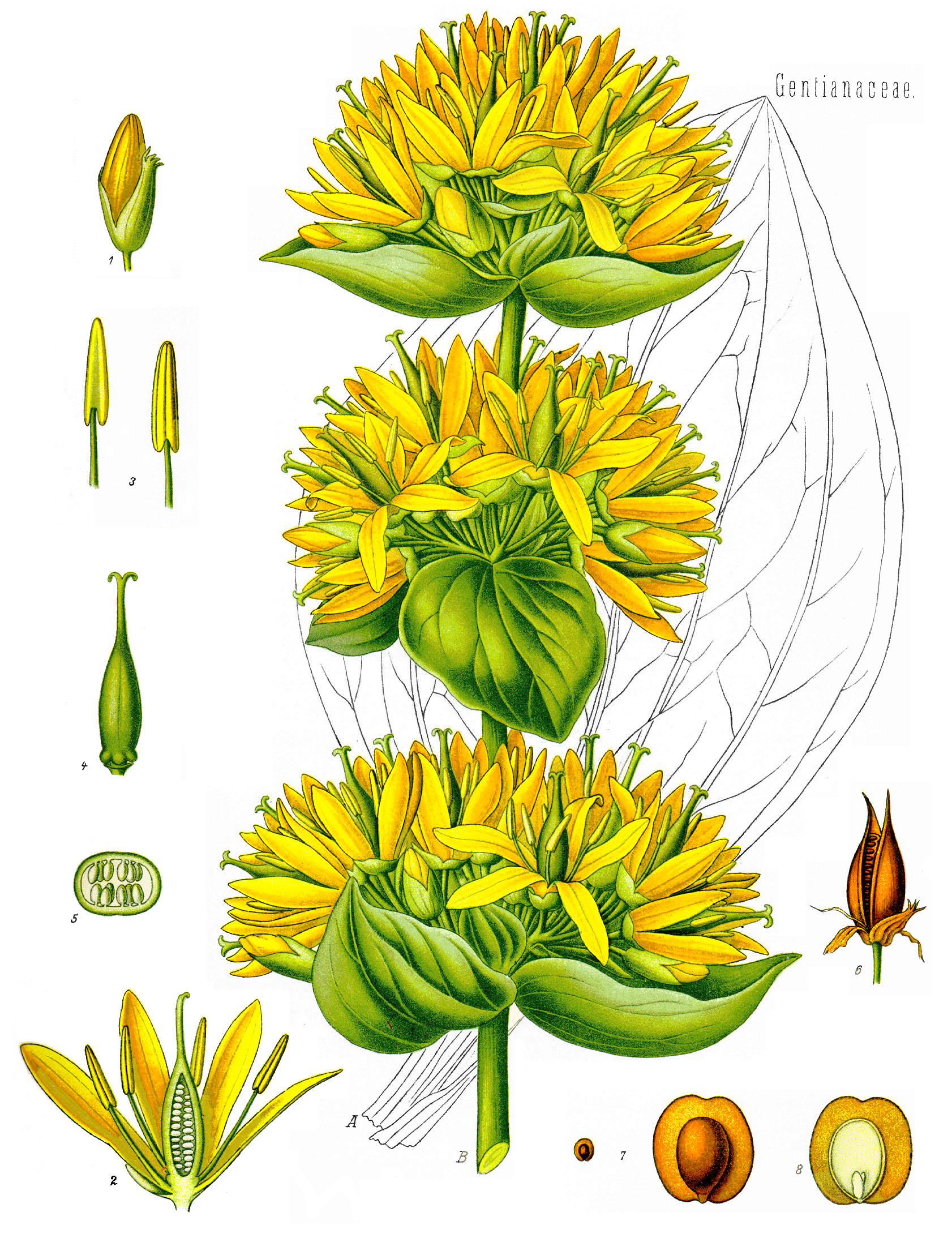
Gentiana lutea L.
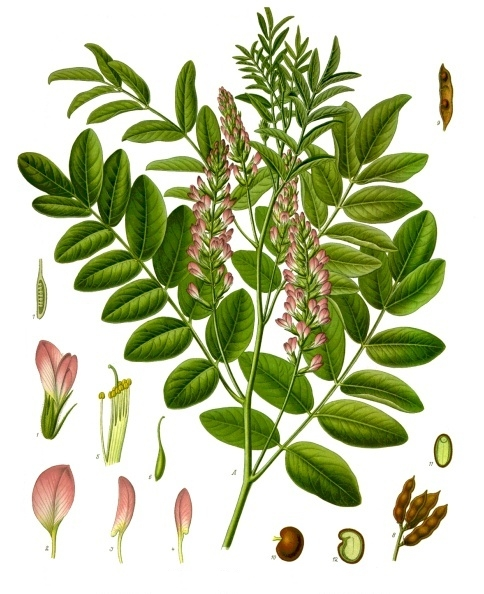
Glycyrrhiza glabra L.
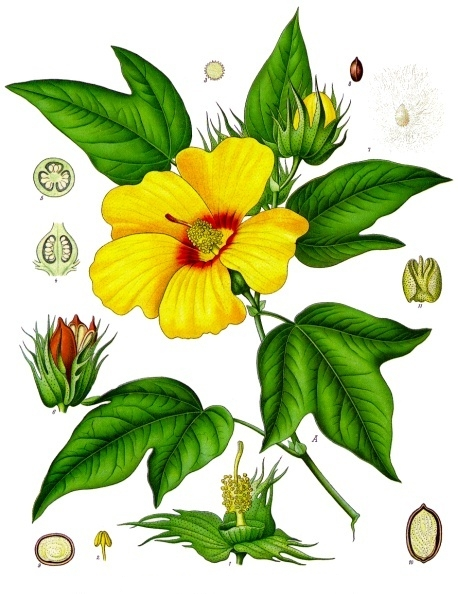
Gossypium barbadense L.
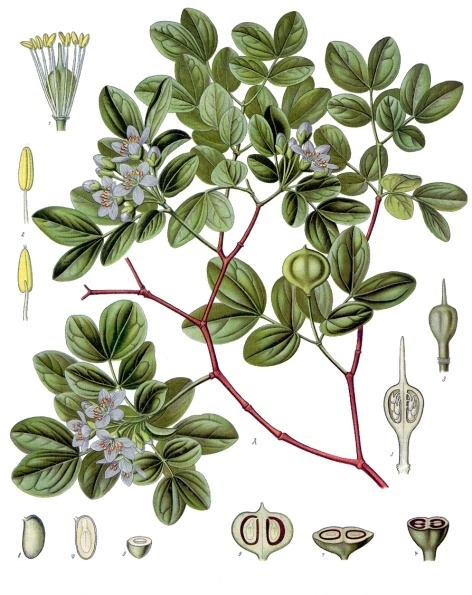
Guaiacum officinale L.
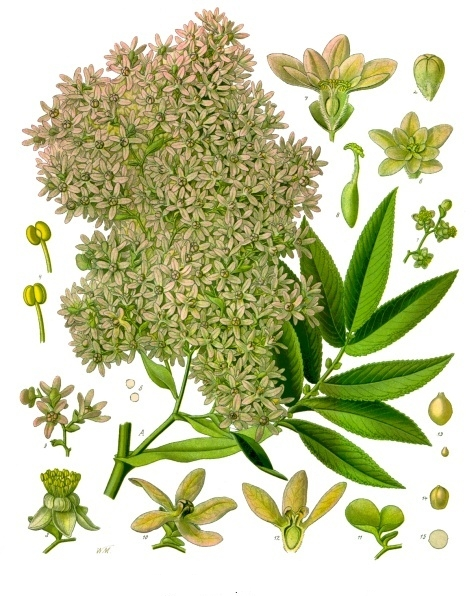
Hagenia abyssinica (Bruce) J.F.Gmel.
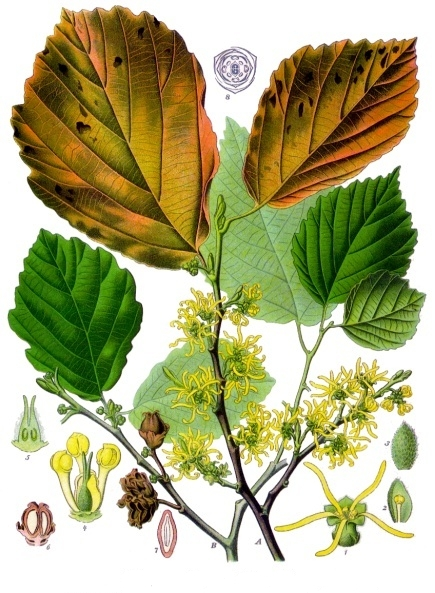
Hamamelis virginiana L.
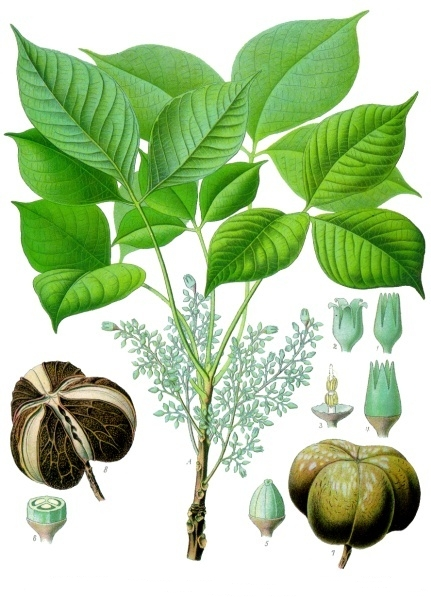
Hevea brasiliensis (Willd. ex A.Juss.) Mull.Arg.
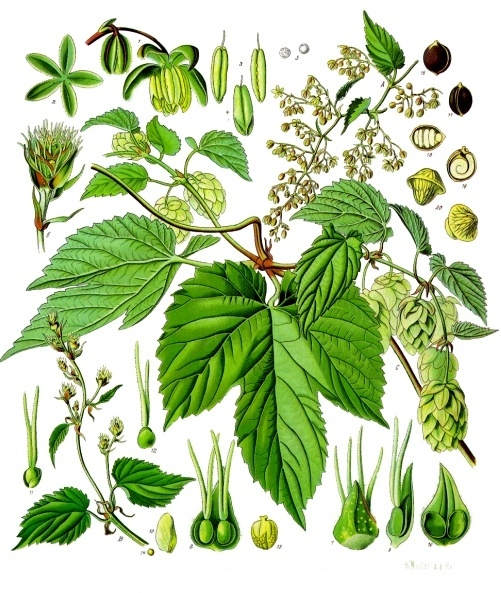
Humulus lupulus L.
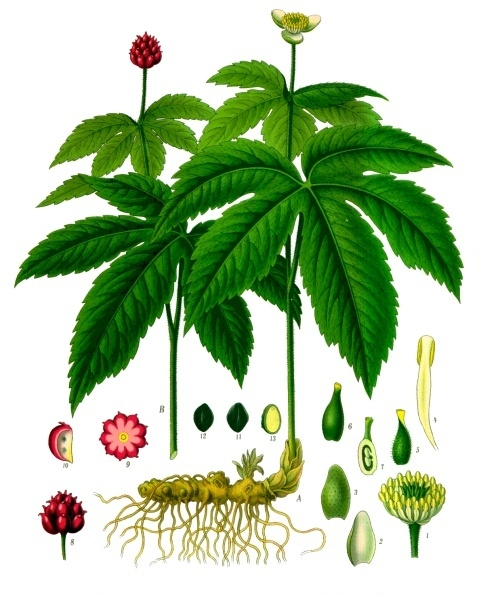
Hydrastis canadensis L.
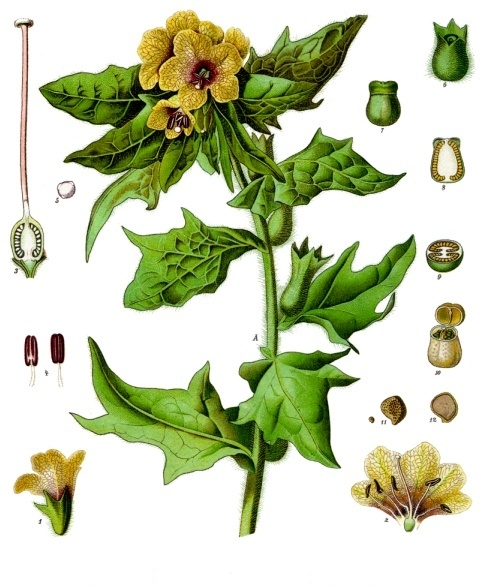
Hyoscyamus niger L.
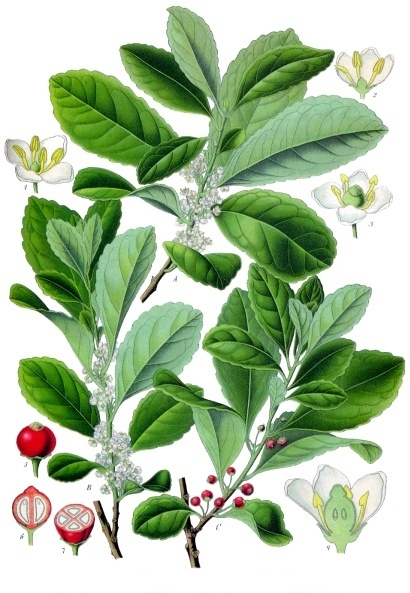
Ilex paraguariensis A.St.-Hil.
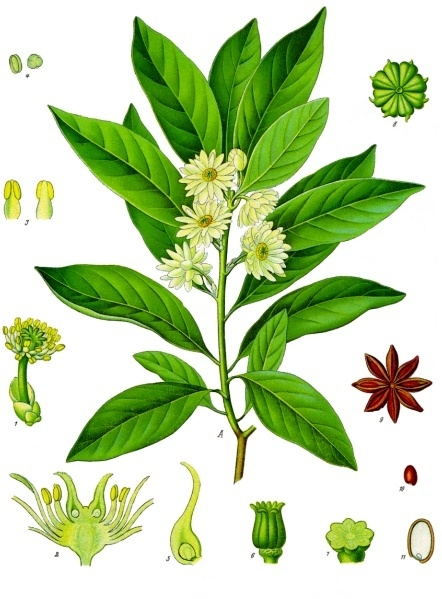
Illicium anisatum L.
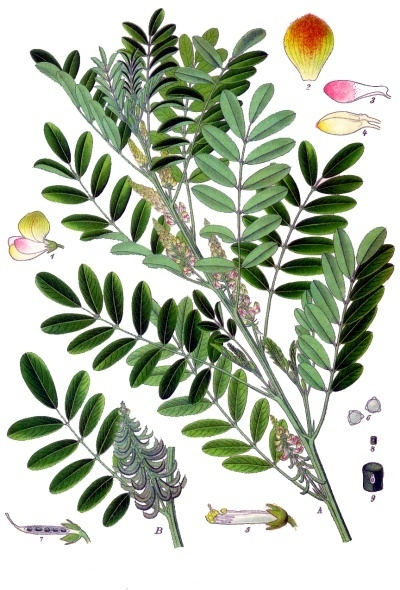
Indigofera suffruticosa Mill.
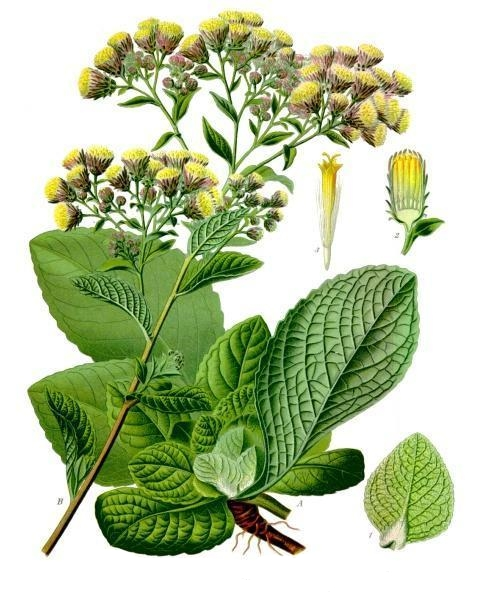
Inula conyzae (Griess.) Meikle
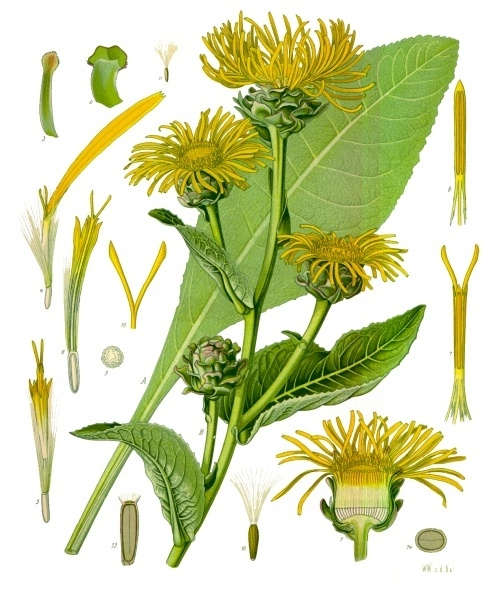
Inula helenium L.
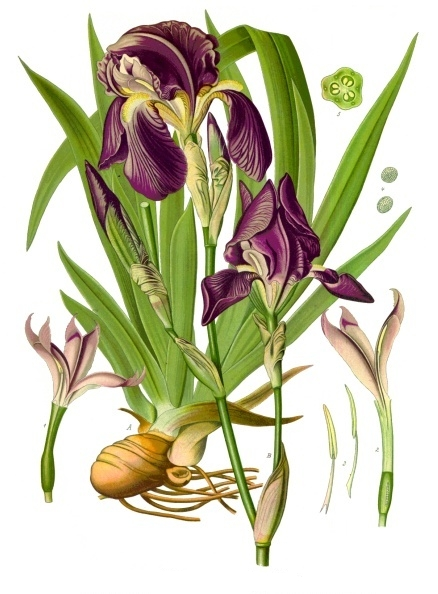
Iris germanica L.
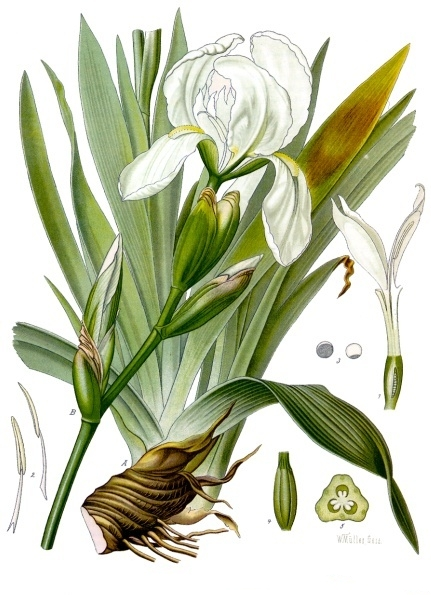
Iris germanica L. var. florentina Dykes
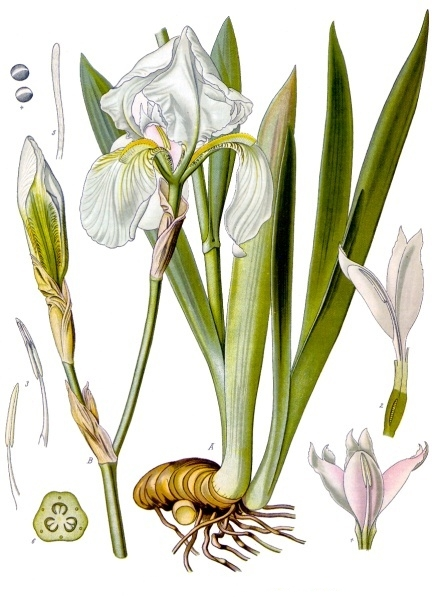
Iris pallida Lam.
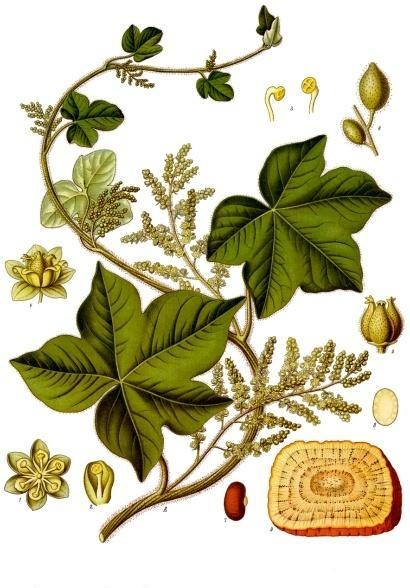
Jateorhiza palmata (Lam.) Miers
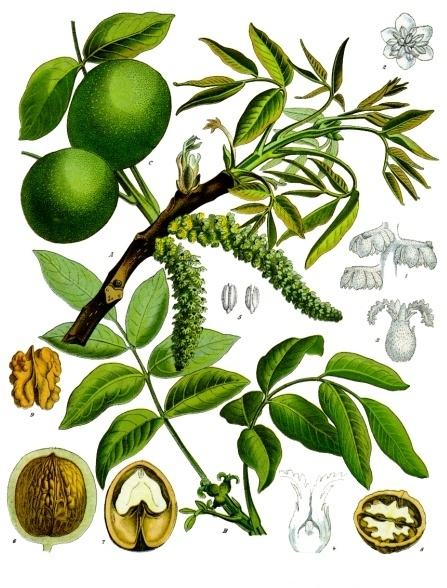
Juglans regia L.
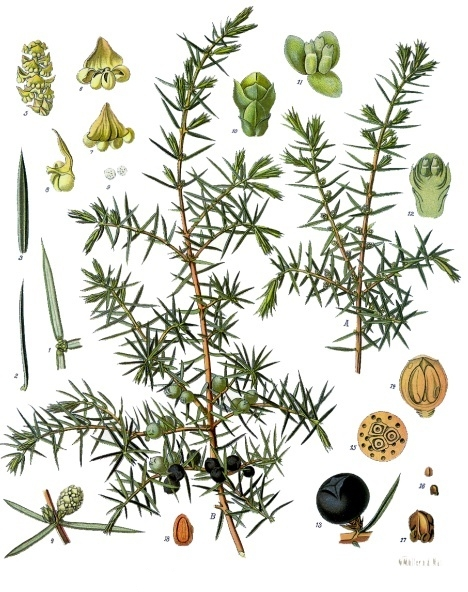
Juniperus communis L.
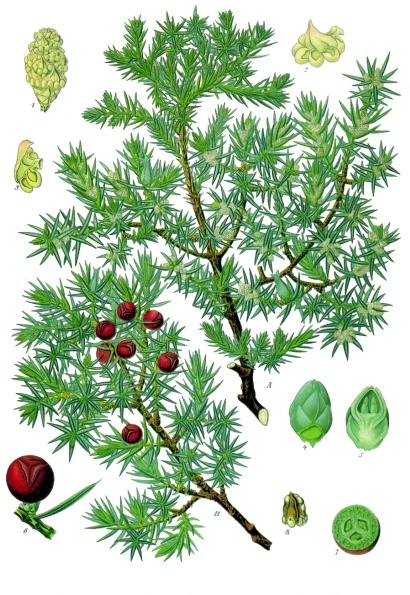
Juniperus oxycedrus L.
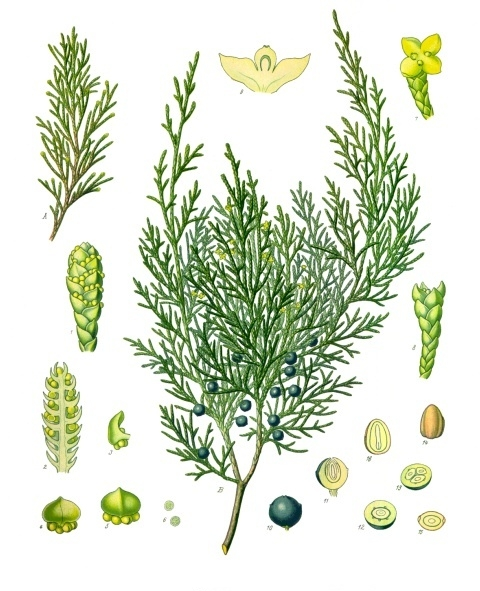
Juniperus sabina L.
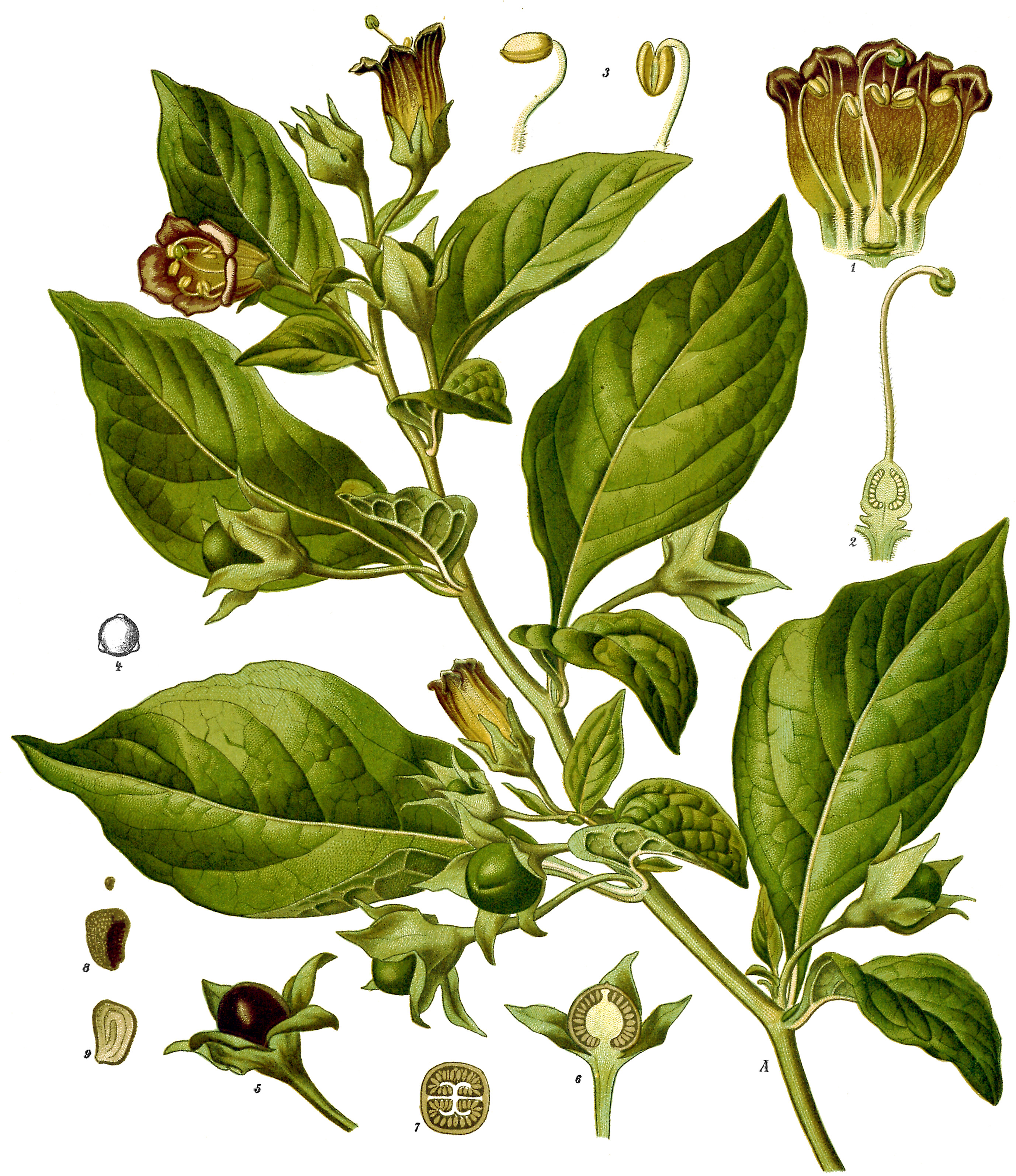
Atropa belladonna L.
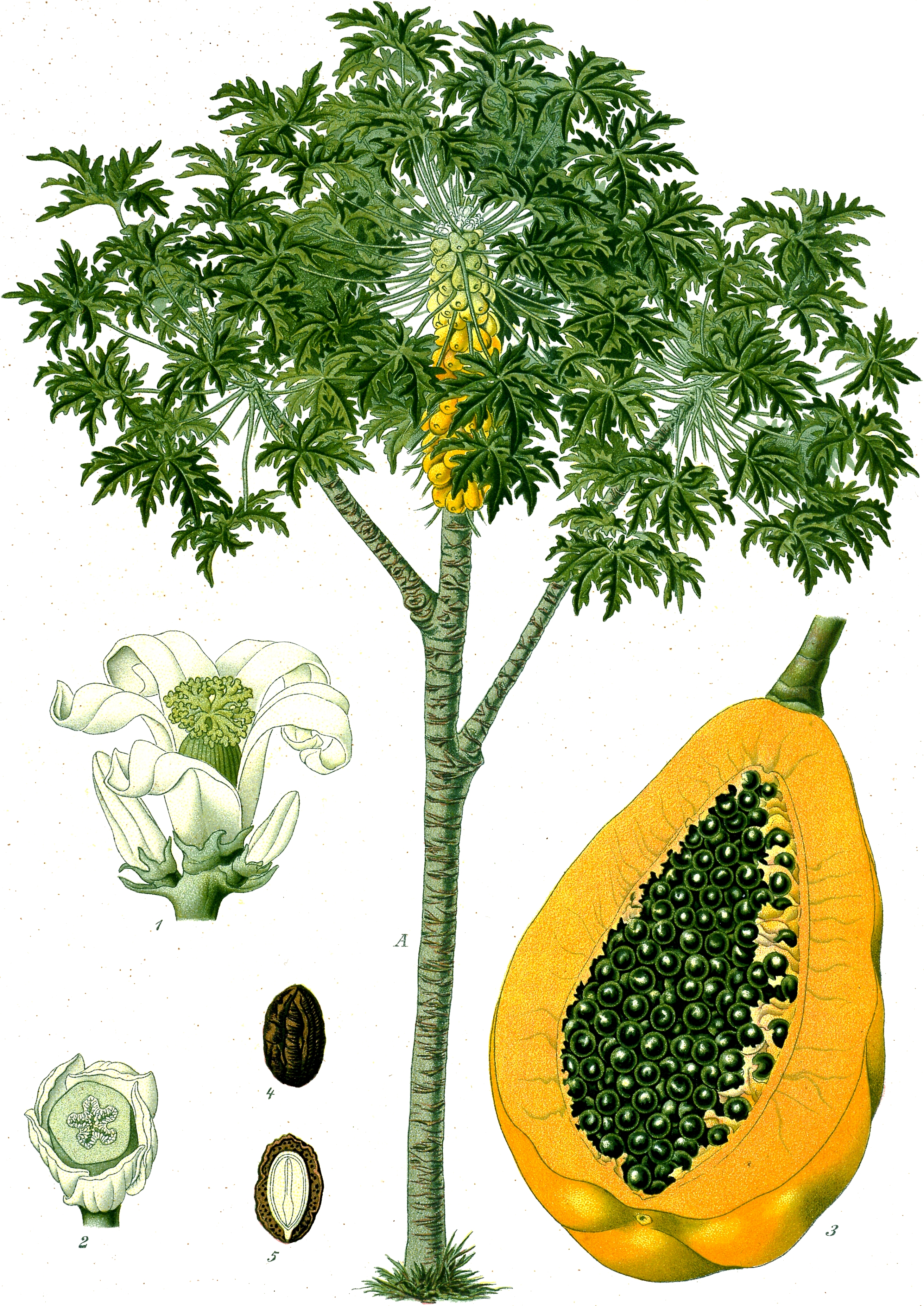
Carica papaya  L. (planta e frutos)
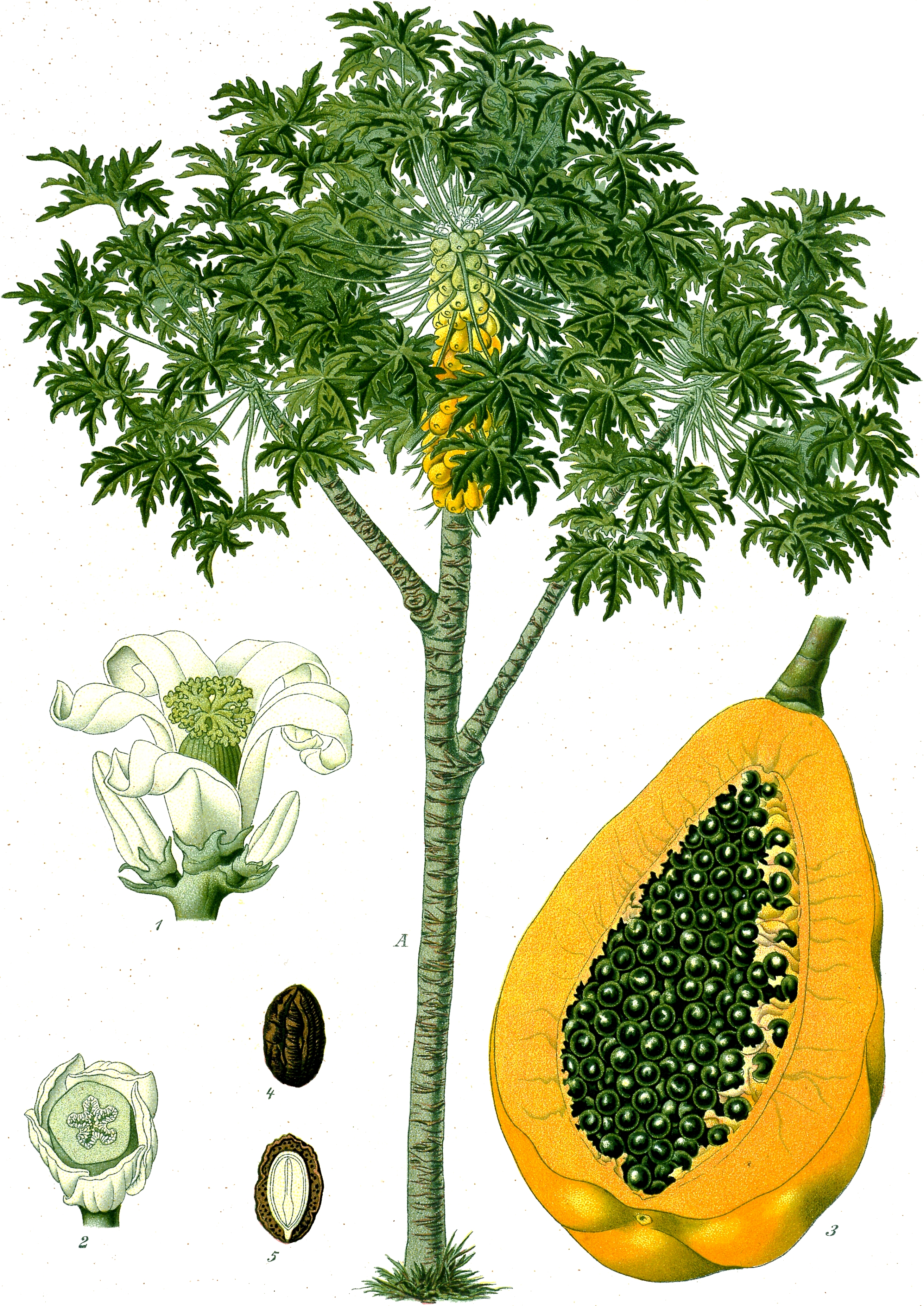
Carica papaya L. (whole plant, fruits)
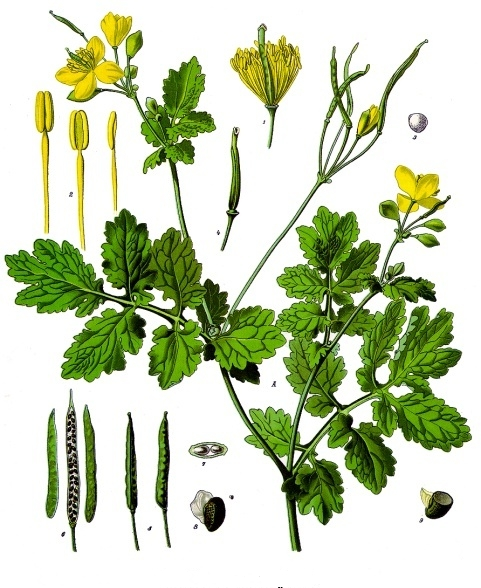
Chelidonium majus L.
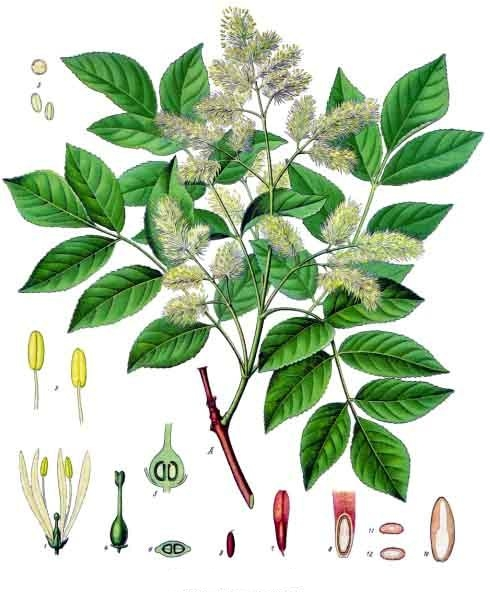
Fraxinus ornus L.
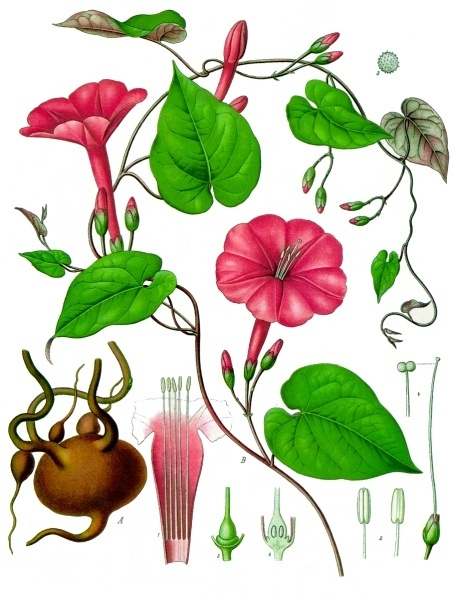
Ipomoea purga (Wender.) Hayne
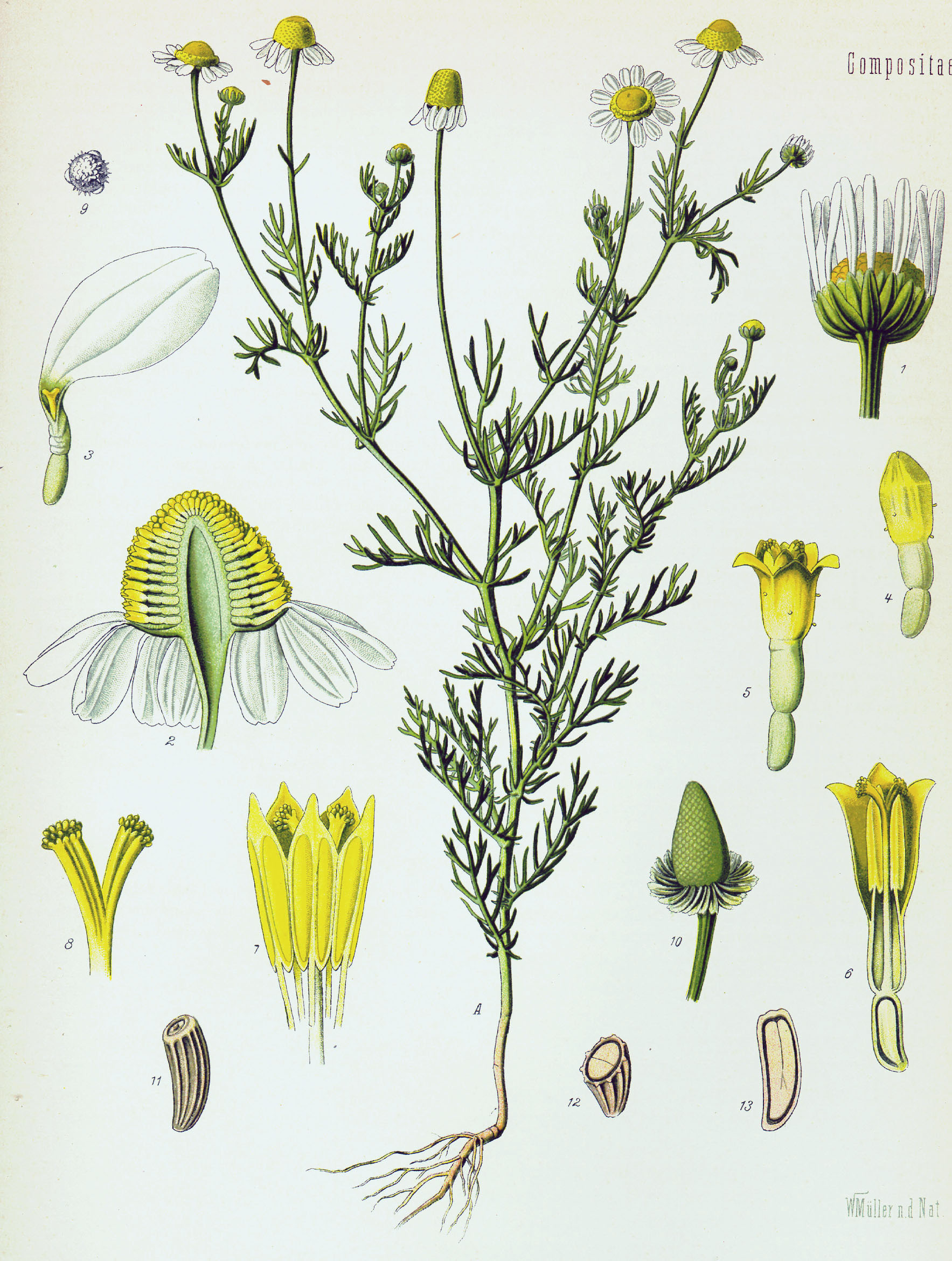
Matricaria recutita L.
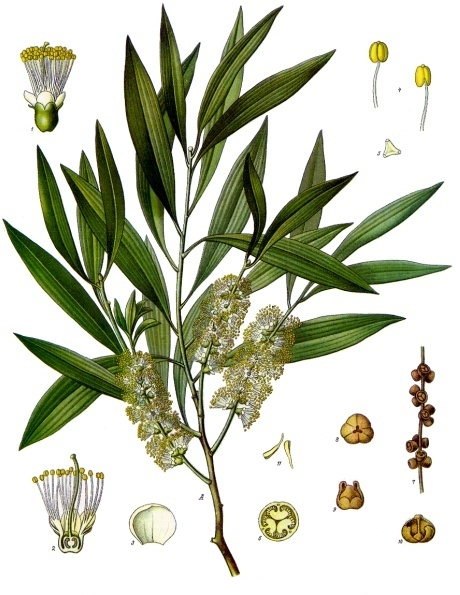
Melaleuca leucadendra (L.) L.
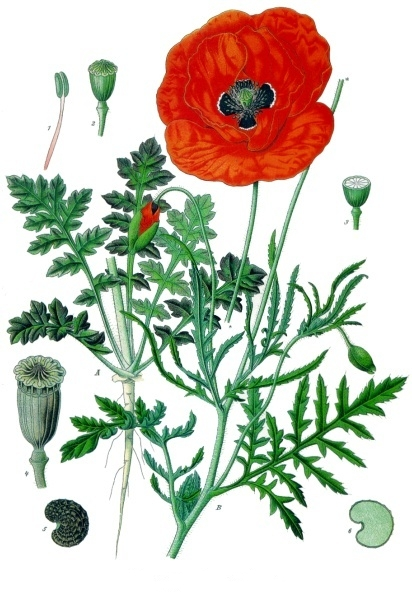
Papaver rhoeas L.
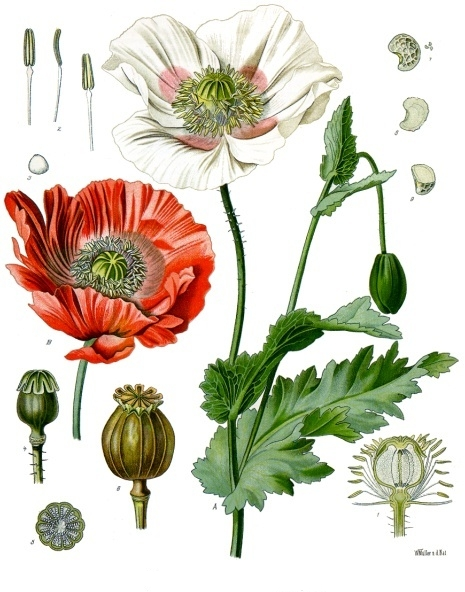
Papaver somniferum L.
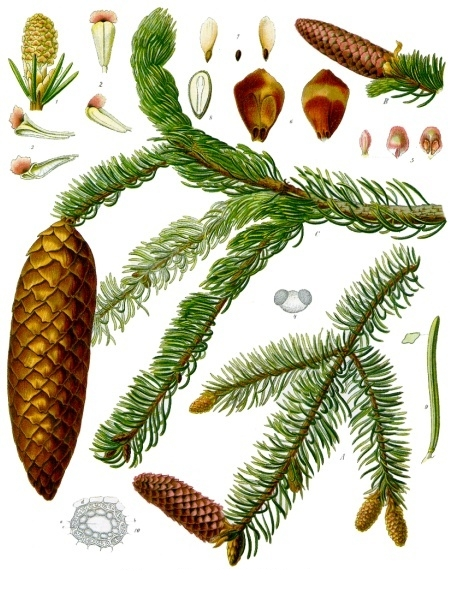
Picea abies (L.) H.Karst.
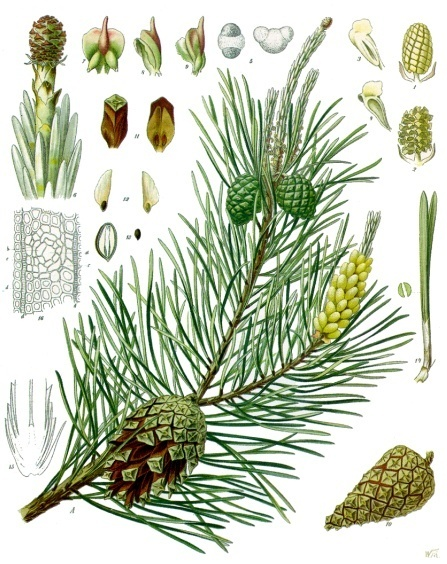
Pinus sylvestris L.
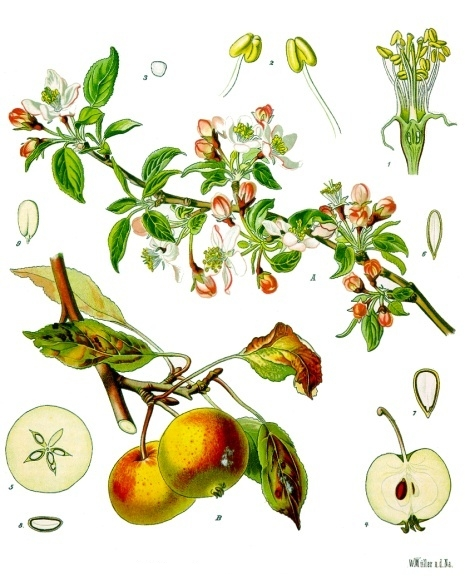
Malus domestica Borkh.
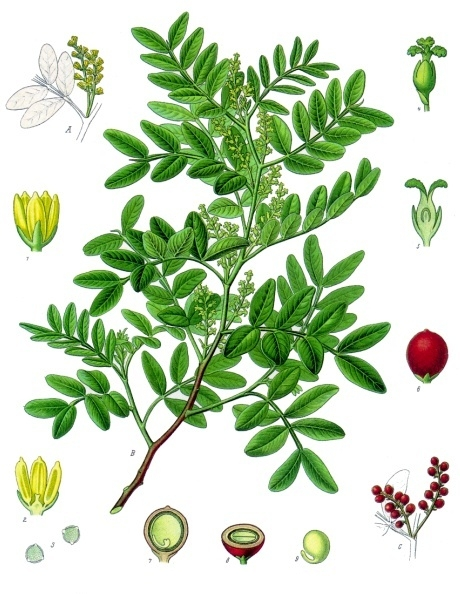
Pistacia lentiscus L.
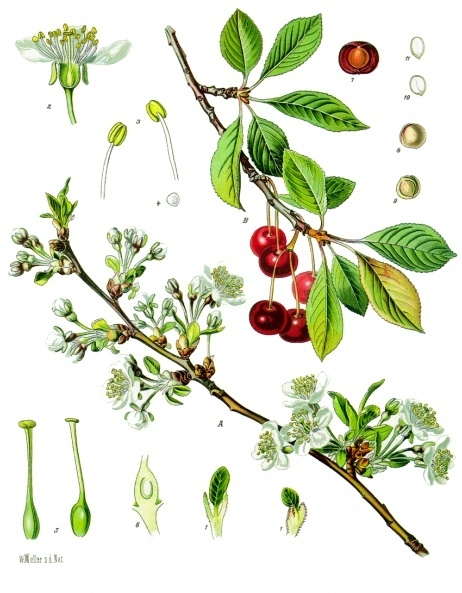
Prunus cerasus L.
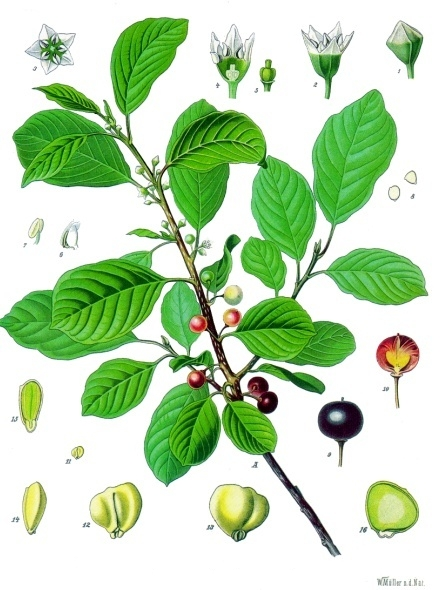
Rhamnus frangula Mill.
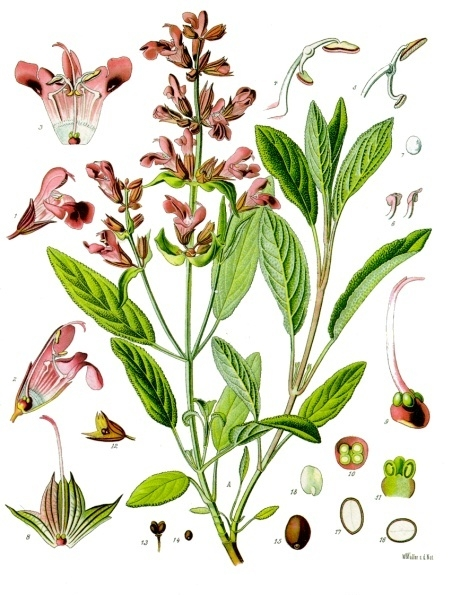
Salvia officinalis L.
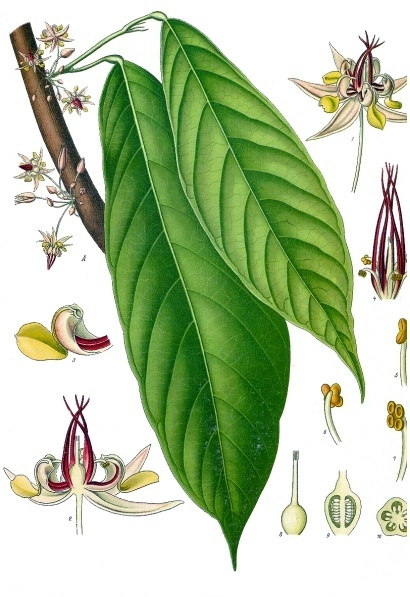
Theobroma cacao L. (leaf, flower)
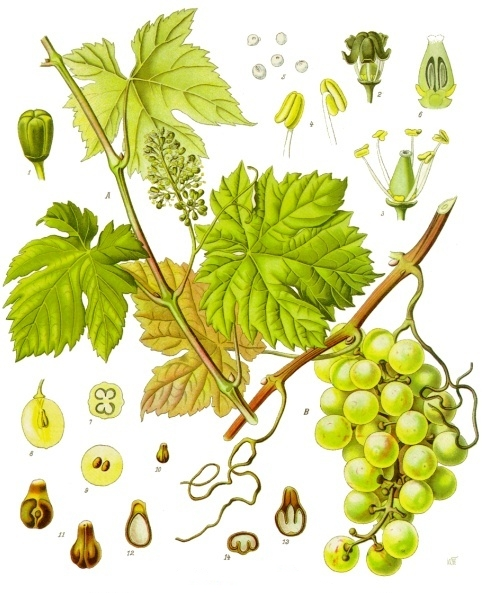
Vitis vinifera L.
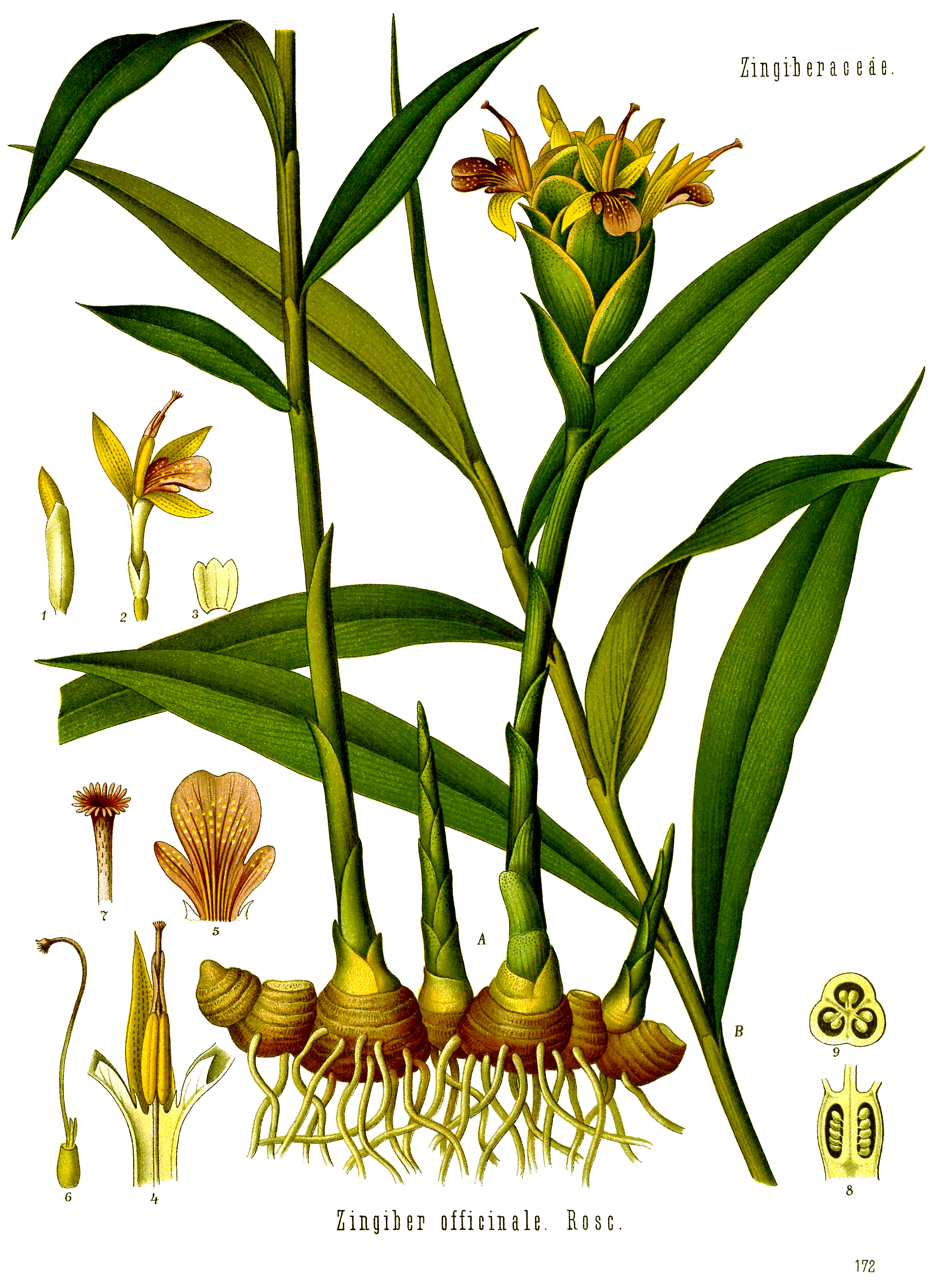
Zingiber officinale Rosc.
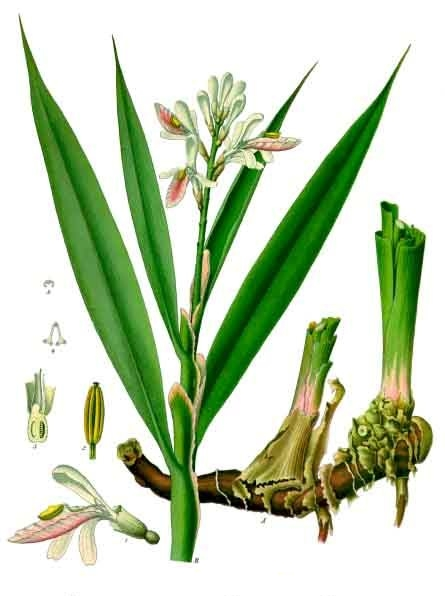
Alpinia officinarum Hance
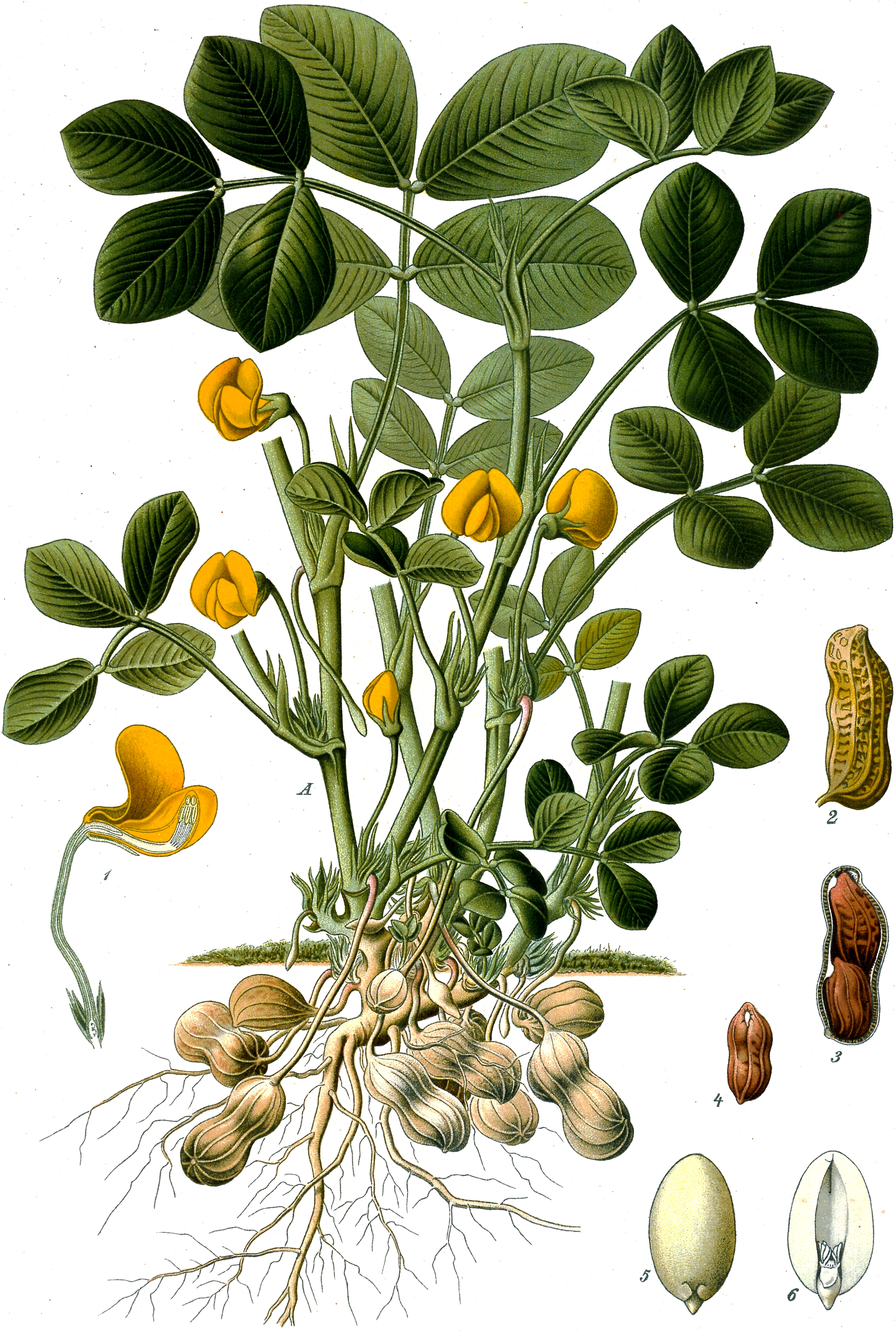
Arachis hypogaea L.
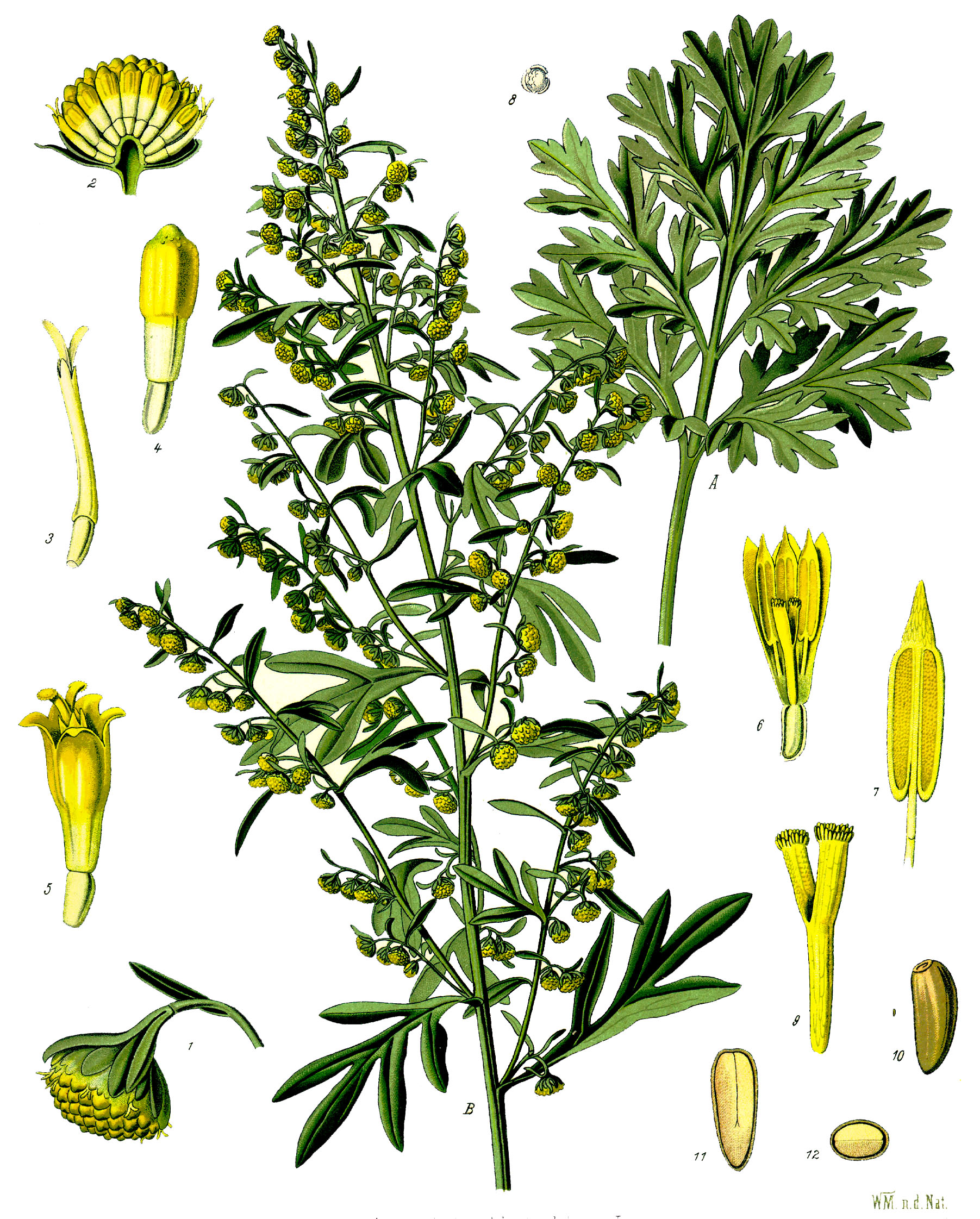
Artemisia absinthium L.
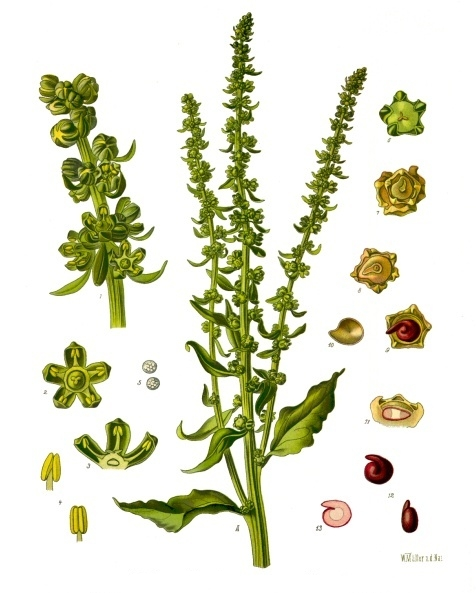
Beta vulgaris var. rapa Dum.
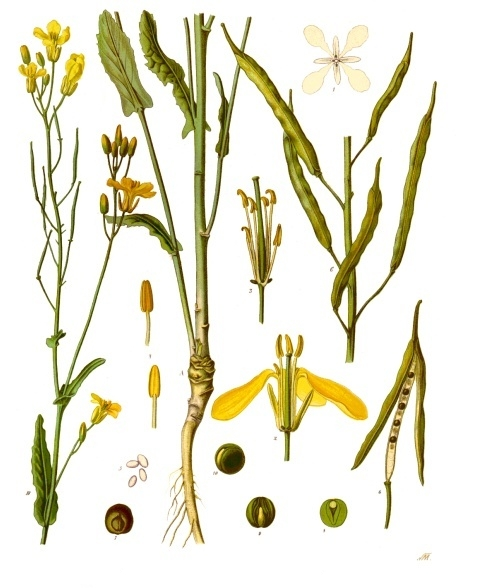
Brassica napus L. var. napus
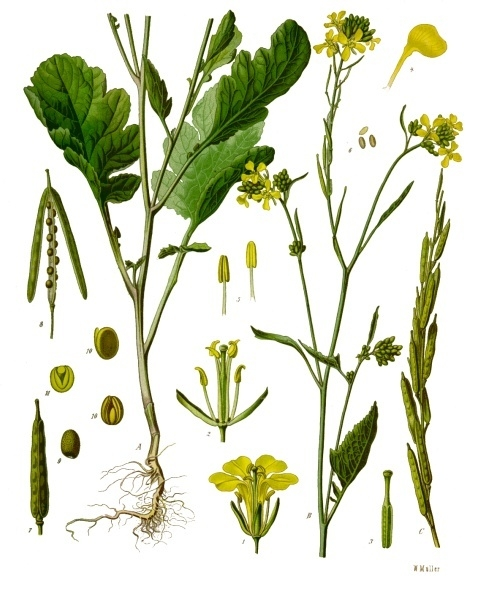
Brassica nigra (L.) W.D.J.Koch
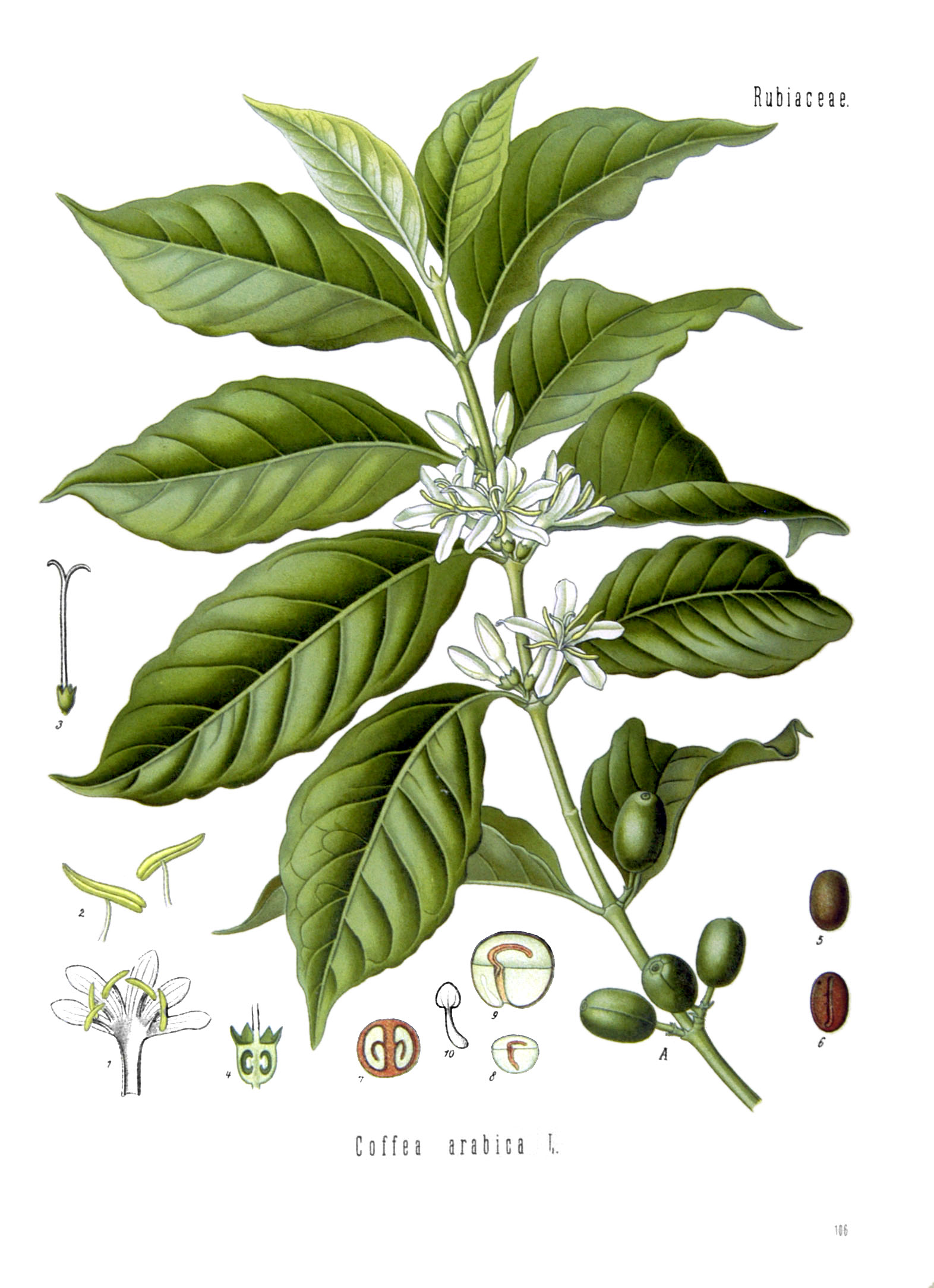
Coffea arabica L.
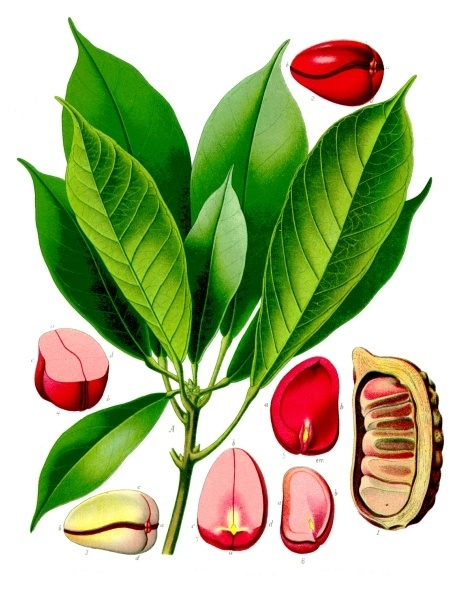
Cola acuminata (P.Beauv.) Schott & Endl.
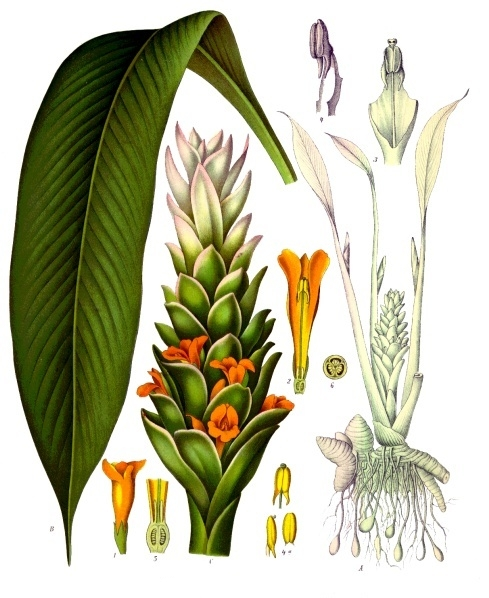
Curcuma longa L.
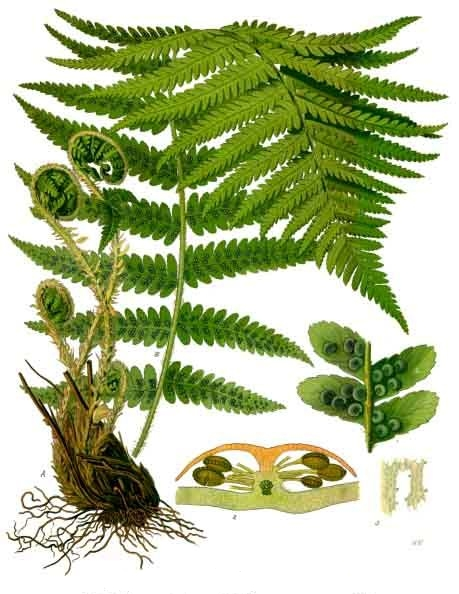
Dryopteris filix-mas (L.) Schott
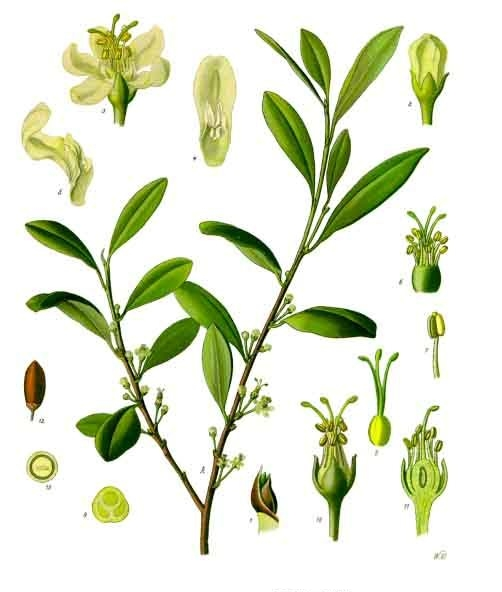
Erythroxylum coca Lam.
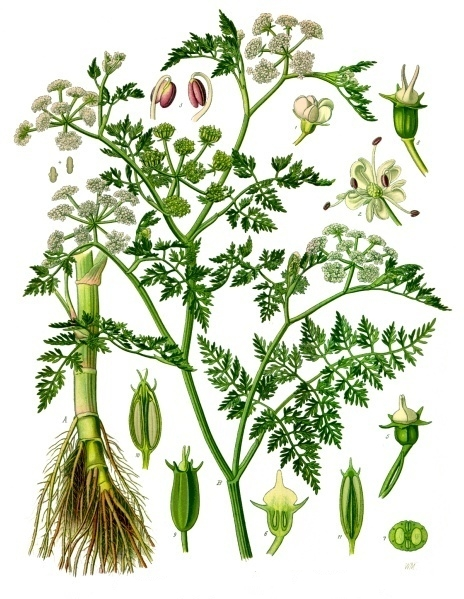
Oenanthe aquatica (L.) Poir.
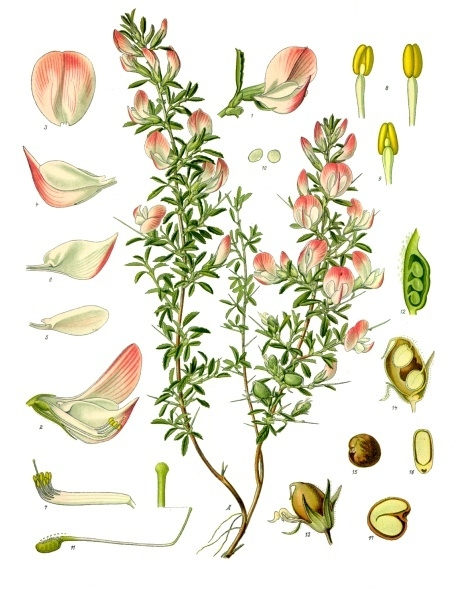
Ononis spinosa L.
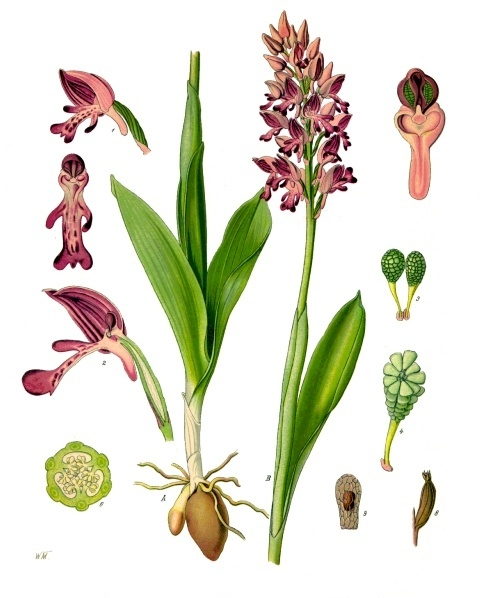
Orchis militaris L.
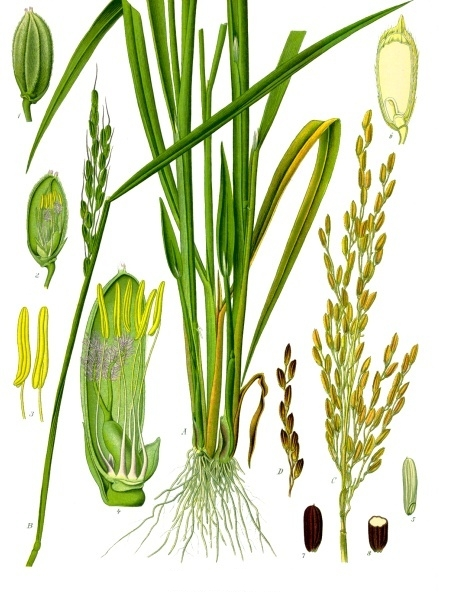
Oryza sativa L.
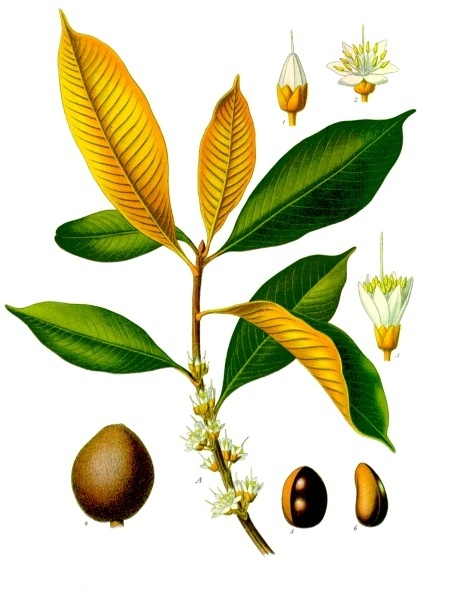
Palaquium oblongifolium Burck
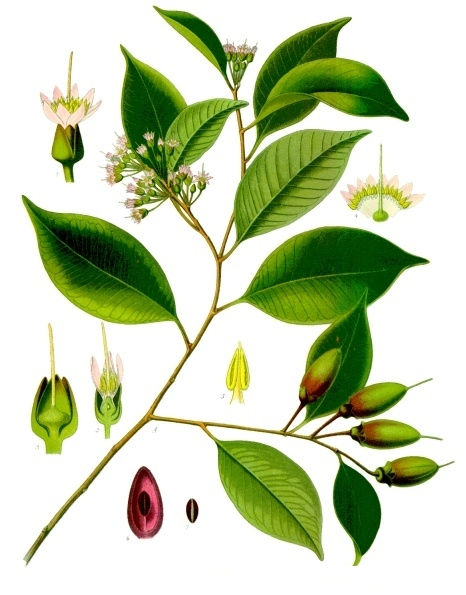
Payena leeri (Teijsm. & Binn.) Kurz
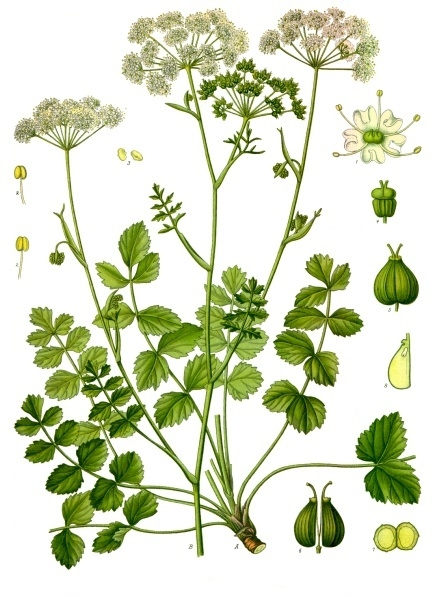
Pimpinella saxifraga L.
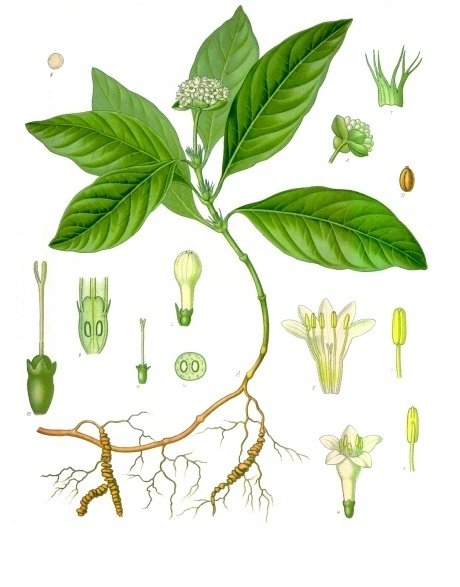
Psychotria ipecacuanha (Brot.) Stokes [syn.: Cephaelis ipecacuanha (Brot.) A.Rich]
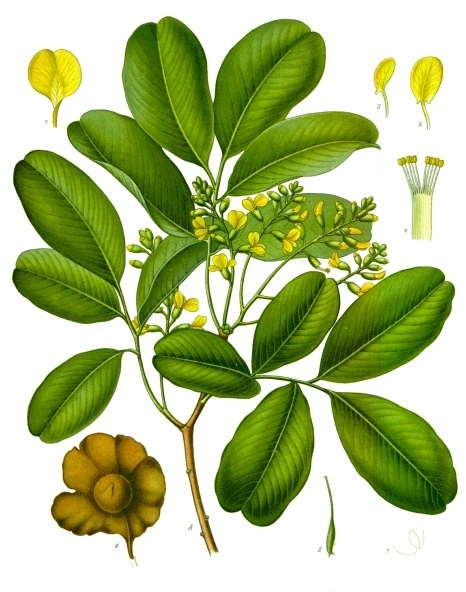
Pterocarpus marsupium Roxb.
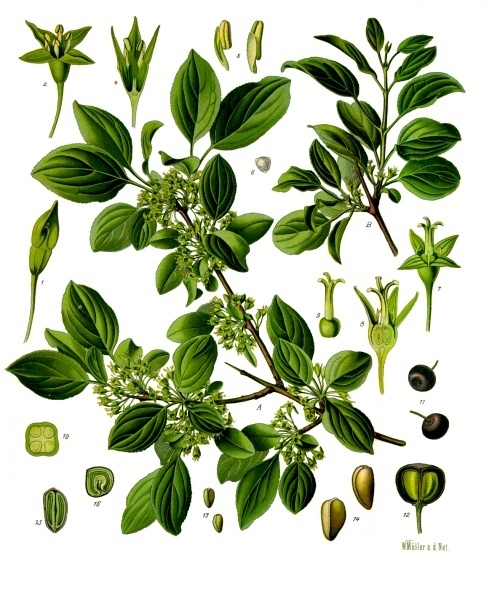
Rhamnus cathartica L.
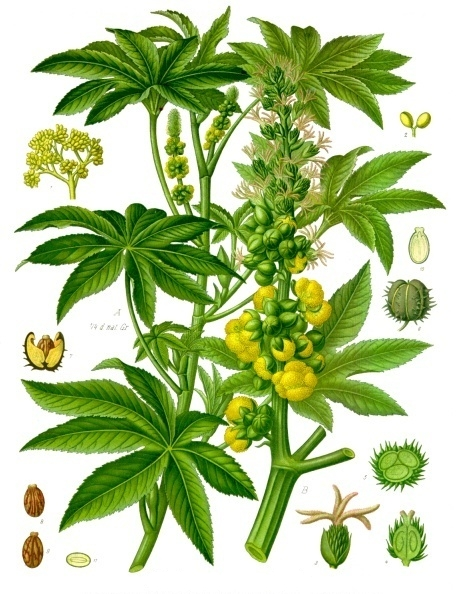
Ricinus communis L.
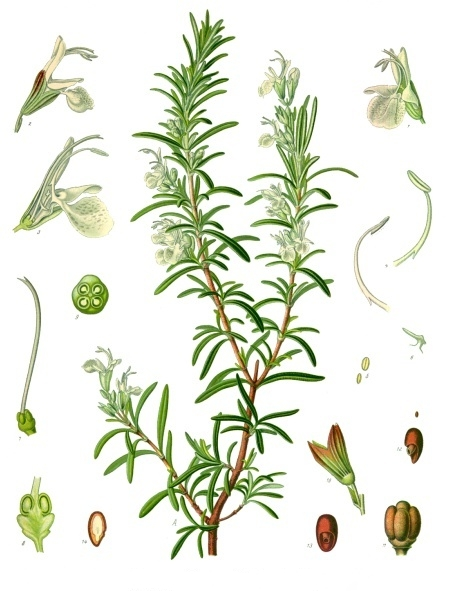
Rosmarinus officinalis L.
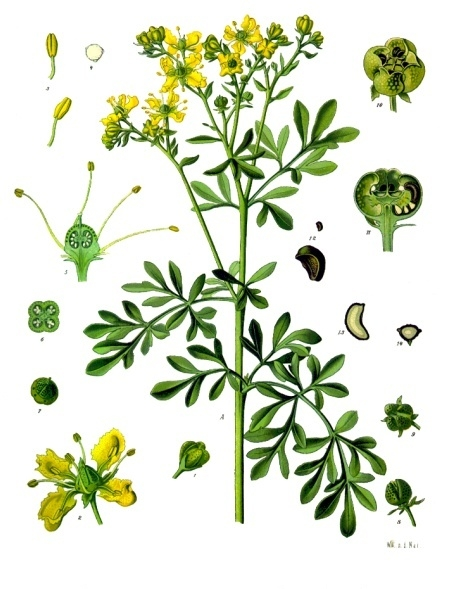
Ruta graveolens L.
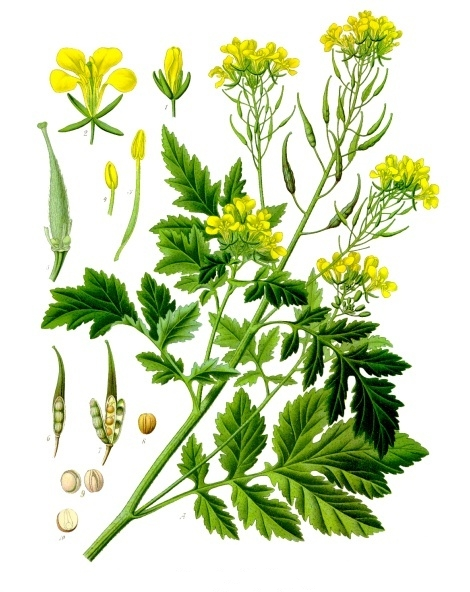
Sinapis alba L.
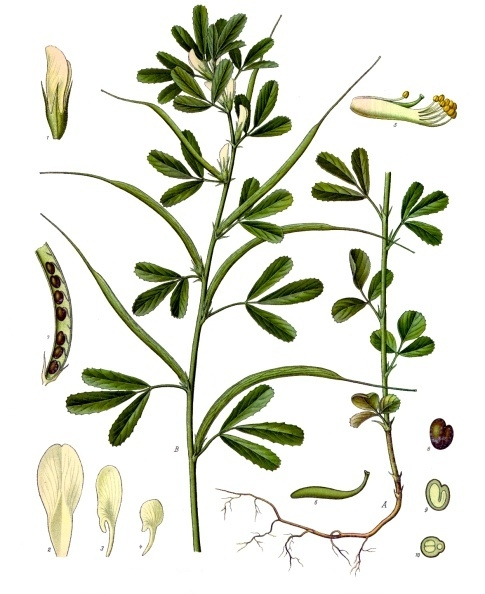
Trigonella foenum-graecum L.
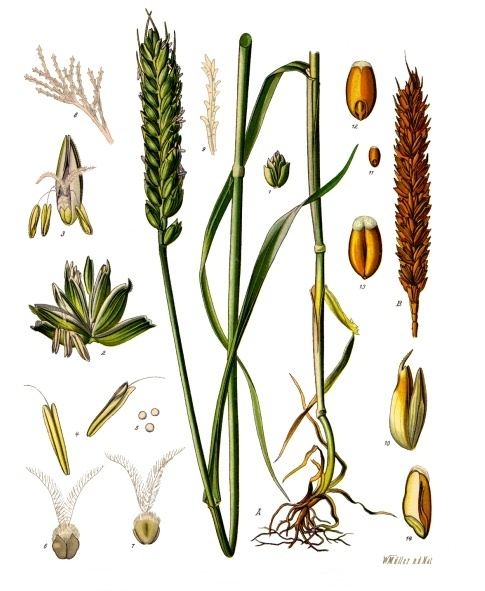
Triticum aestivum L. subsp. aestivum
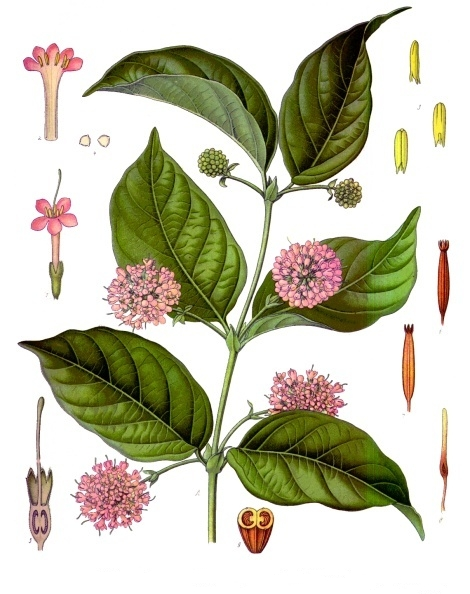
Uncaria gambir (W. Hunter) Roxb.
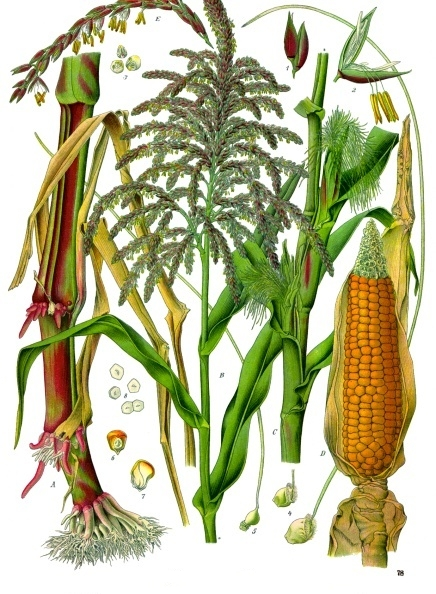
Zea mays L.
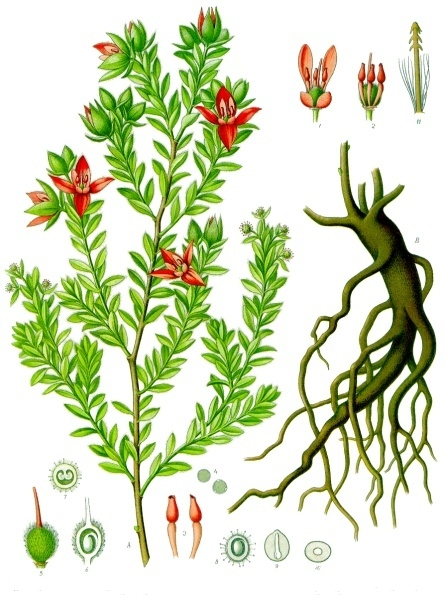
Krameria lappacea (Dombey) Burdet & B.B.Simpson
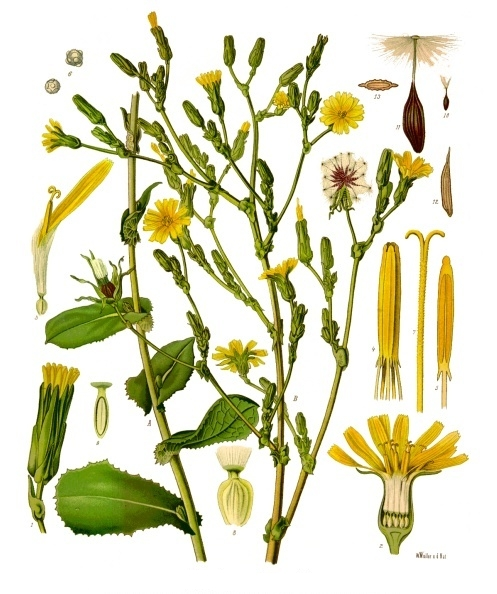
Lactuca virosa L.
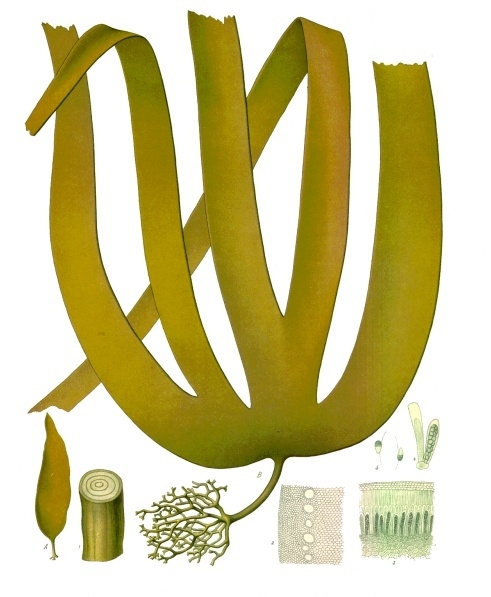
Laminaria cloustoni
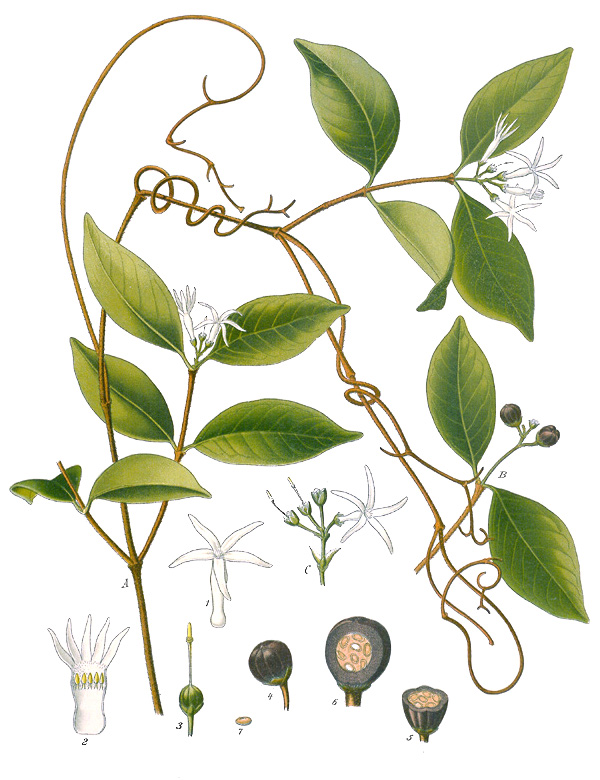
Landolphia watsoniana Vogtherr
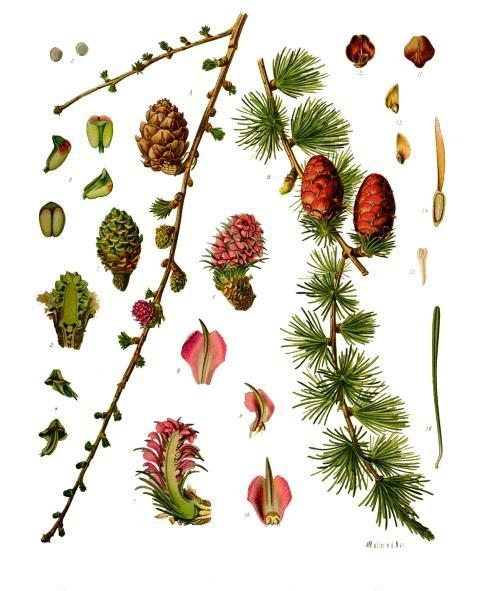
Larix decidua Mill.
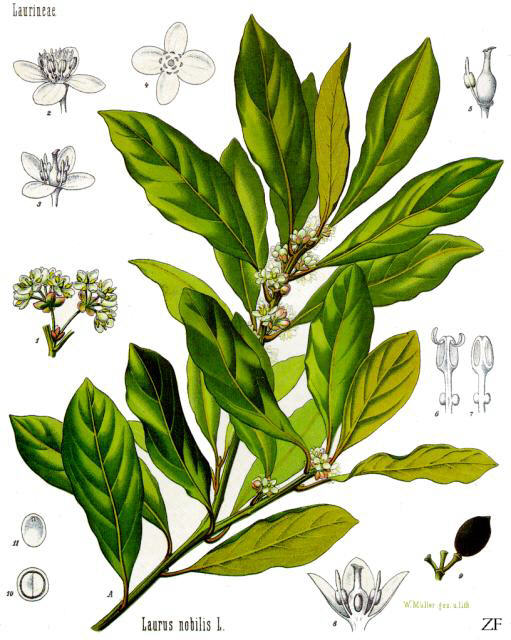
Laurus nobilis L.
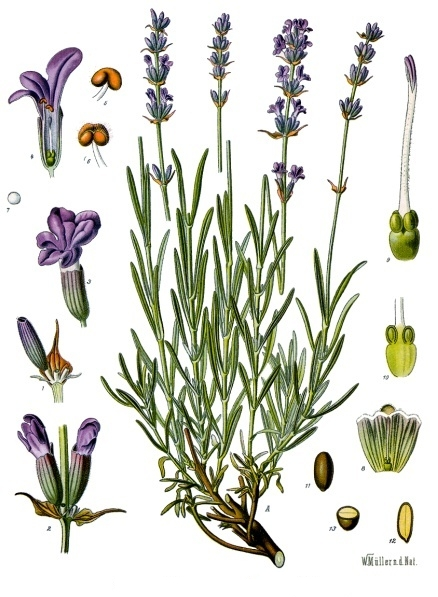
Lavandula angustifolia Mill.
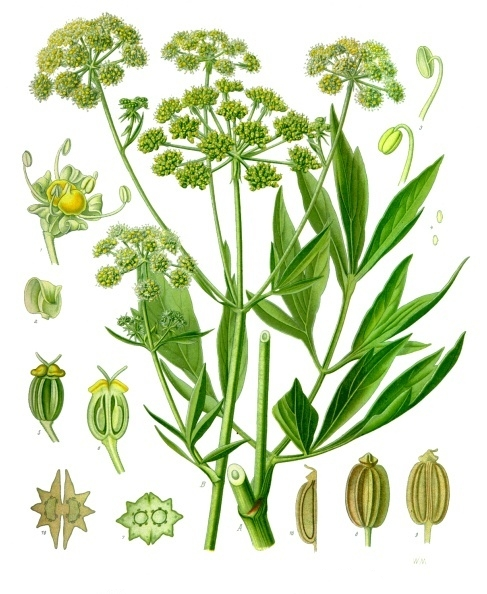
Levisticum officinale W.D.J.Koch
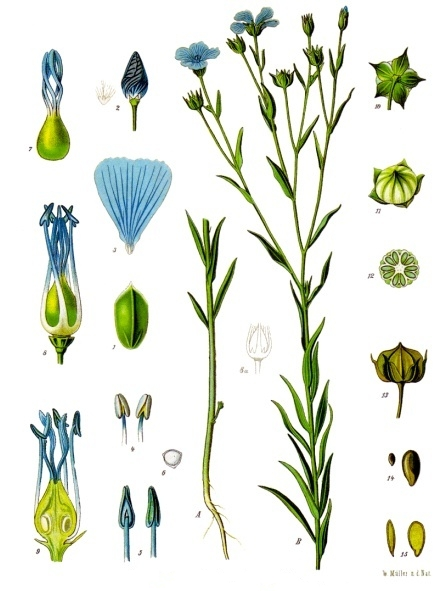
Linum usitatissimum L.
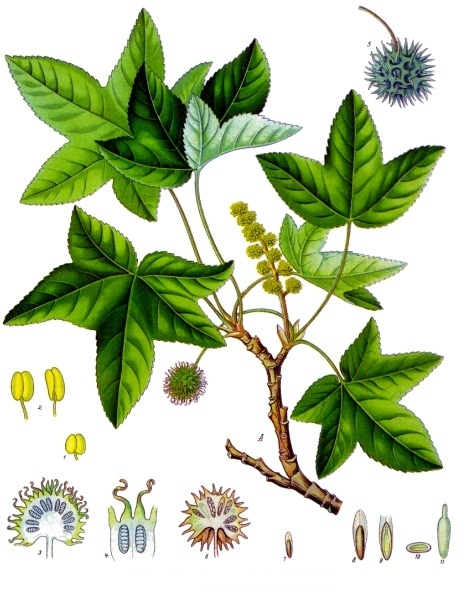
Liquidambar orientalis Miller
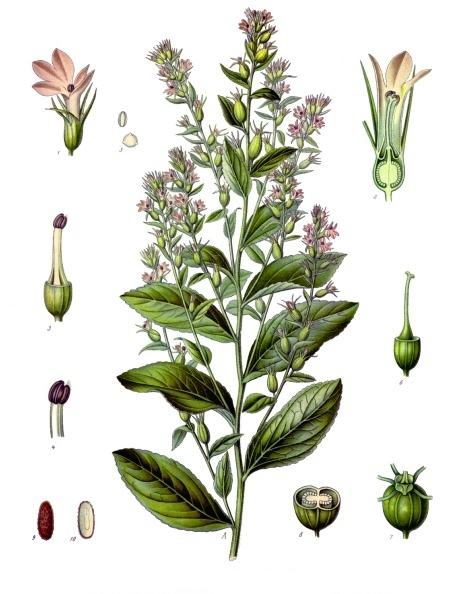
Lobelia inflata L.
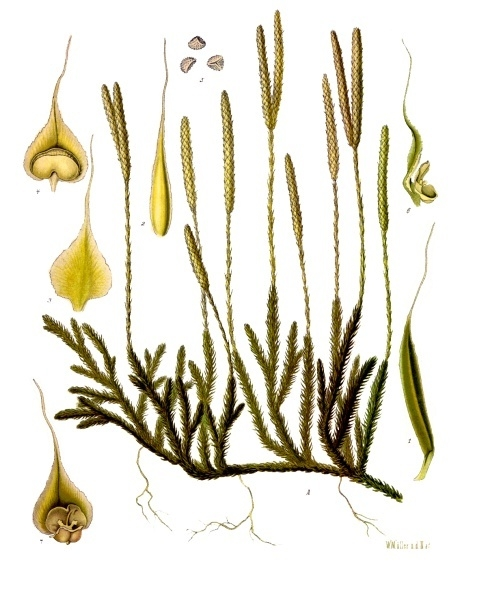
Lycopodium clavatum L.
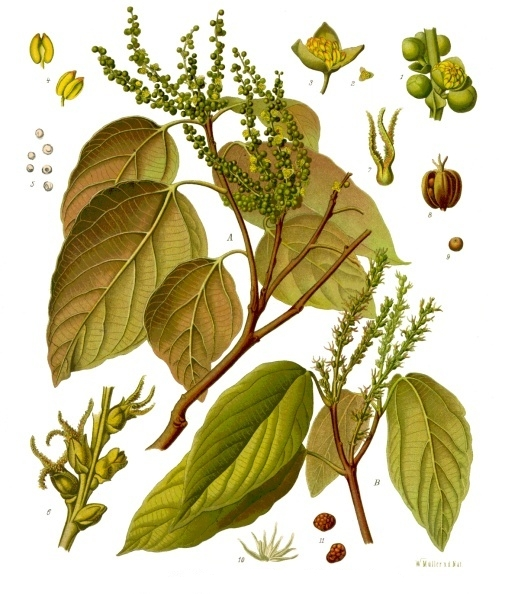
Mallotus philippensis (Lam.) Mull.Arg.
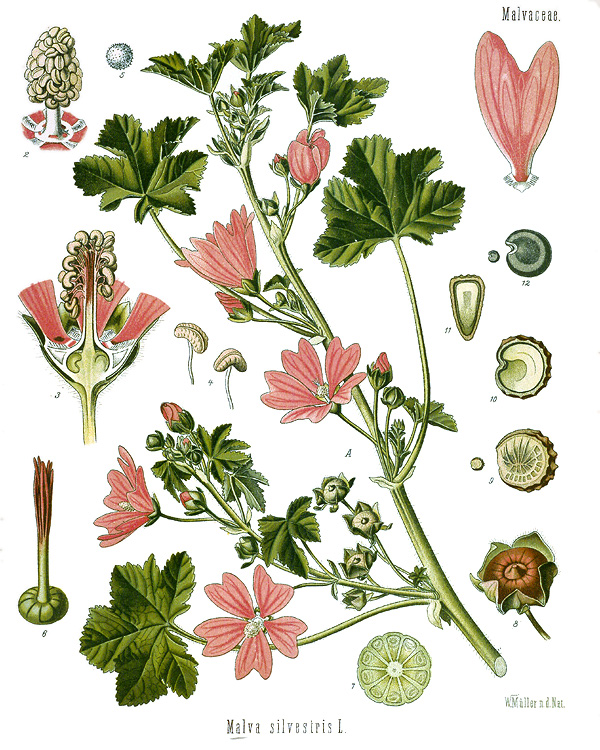
Malva sylvestris L.
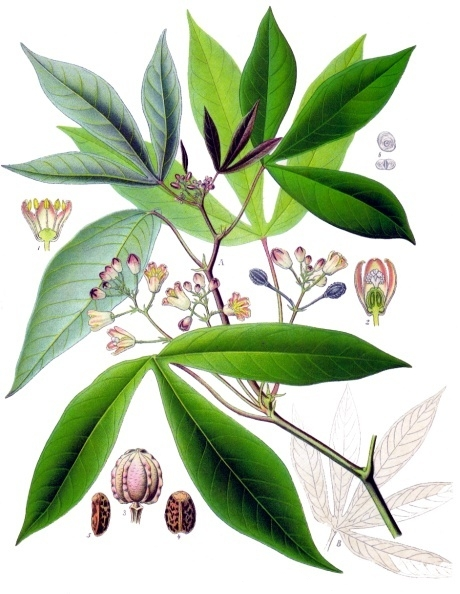
Manihot esculenta Crantz
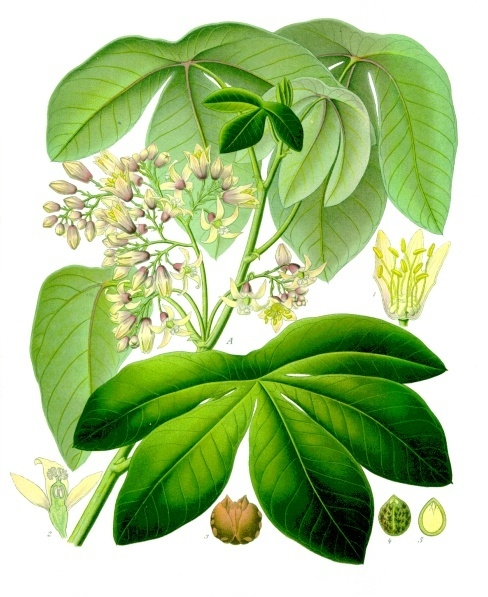
Manihot glaziovii Müll.Arg.
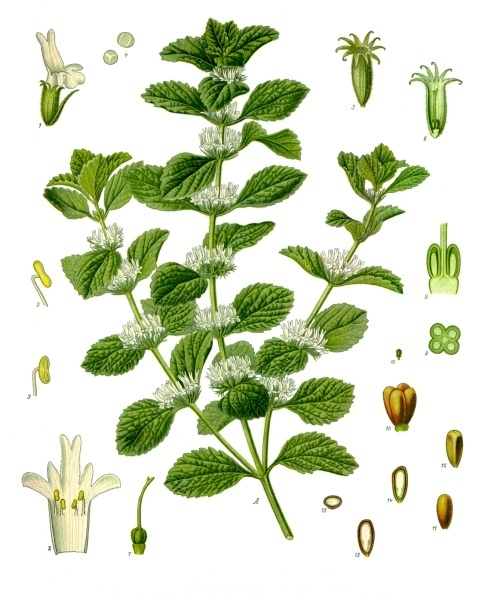
Marrubium vulgare L.
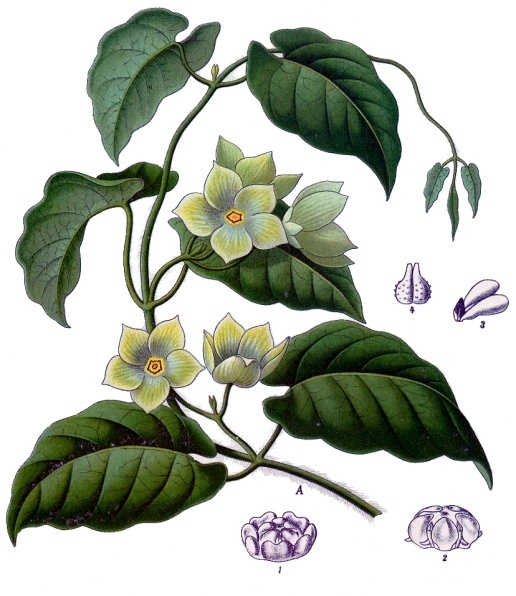
Matelea denticulata (Vahl) Fontella & E.A.Schwarz
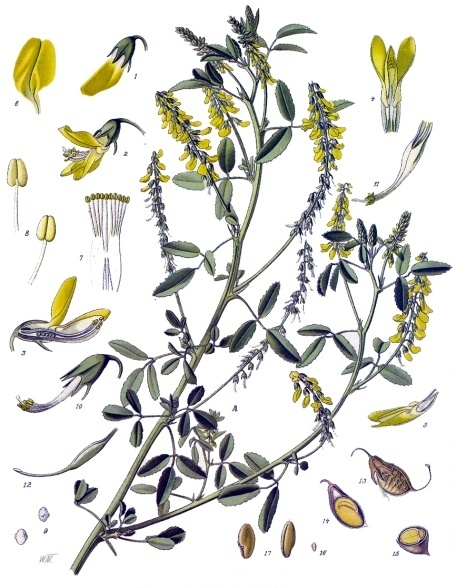
Melilotus officinalis Lam.
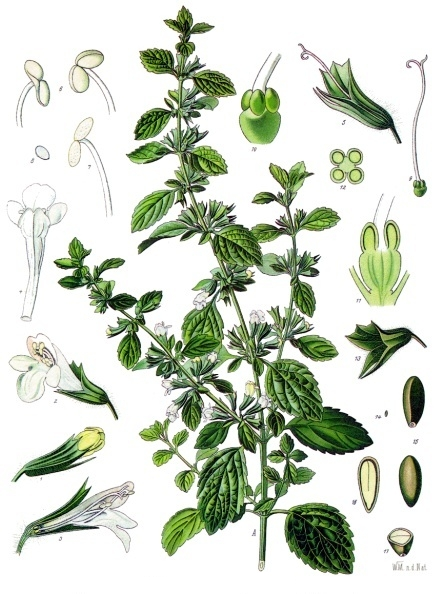
Melissa officinalis L.
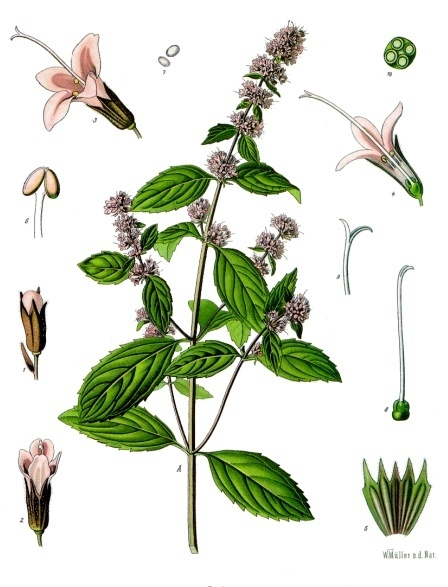
Mentha piperita L.
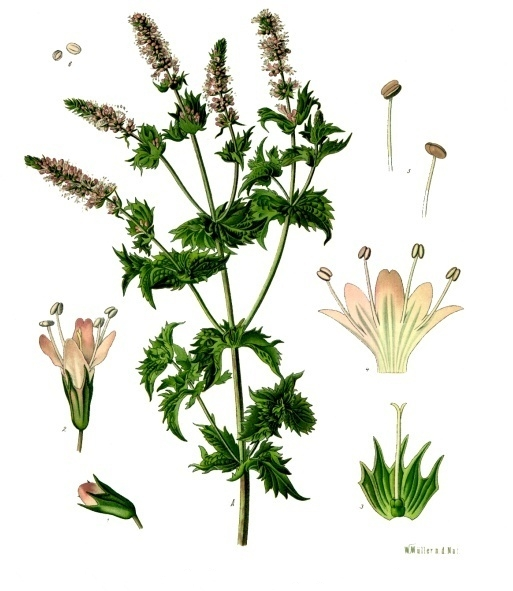
Mentha spicata L. var. crispata Schrad.
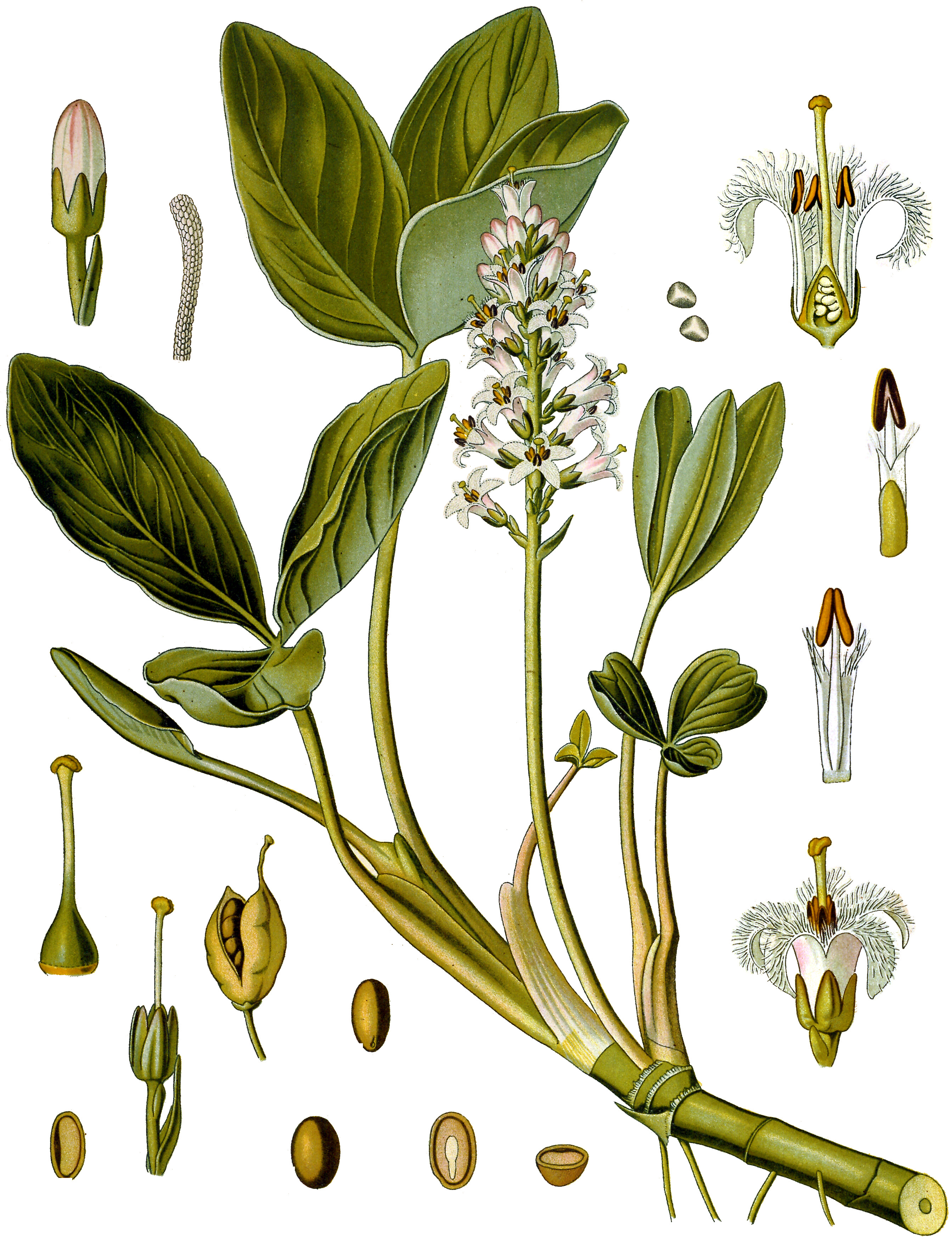
Menyanthes trifoliata L.
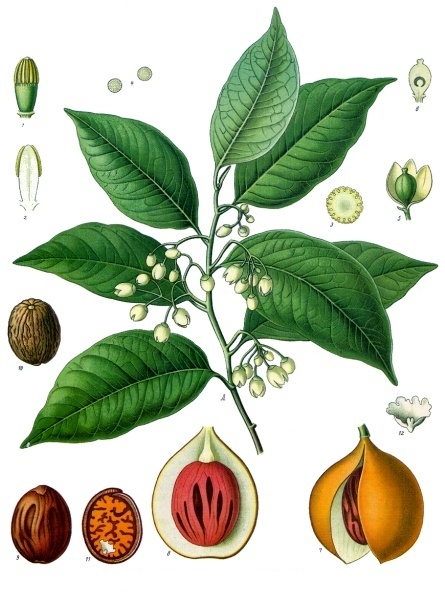
Myristica fragrans Houtt.
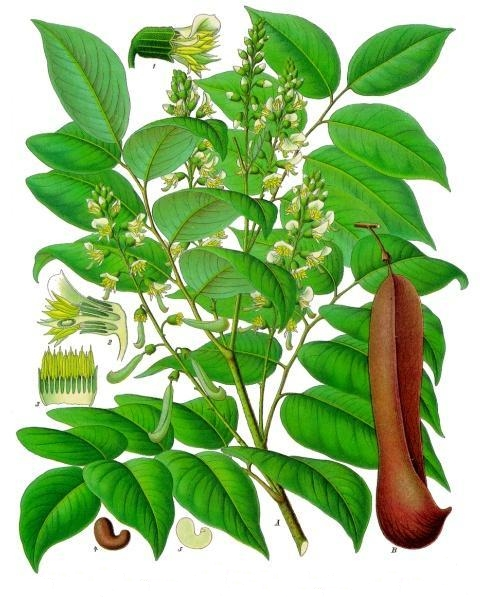
Myroxylon balsamum (L.) Harms var. balsamum
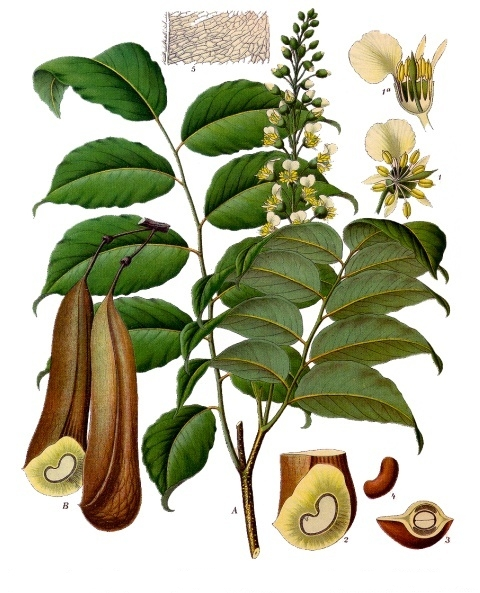
Myroxylon balsamum var. pereirae (Royle) Harms
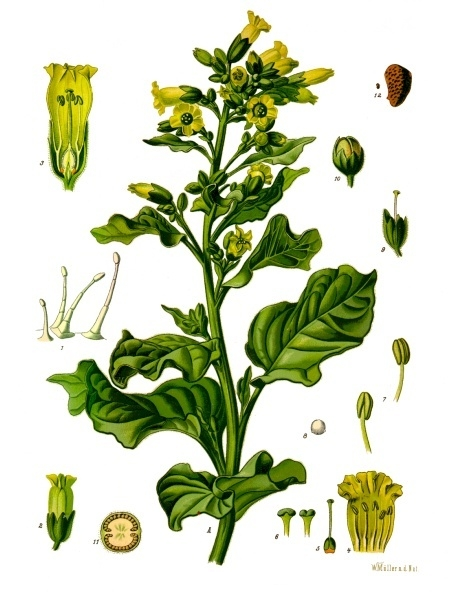
Nicotiana rustica L.
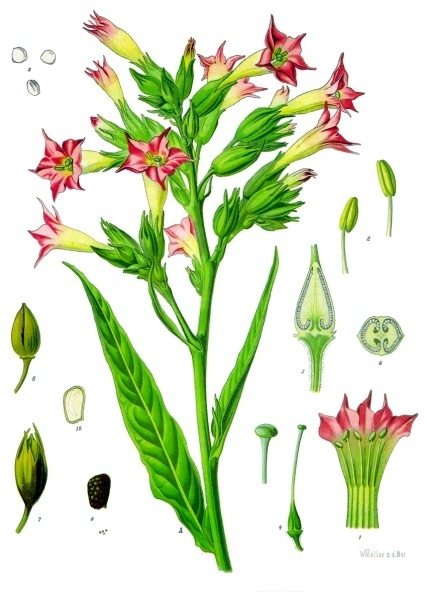
Nicotiana tabacum L.
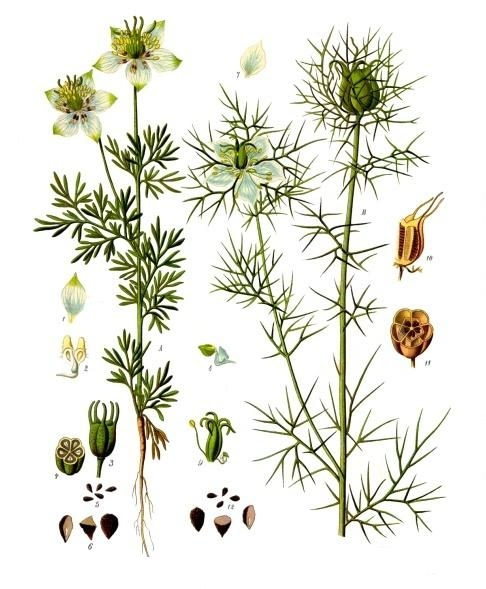
Nigella sativa L.
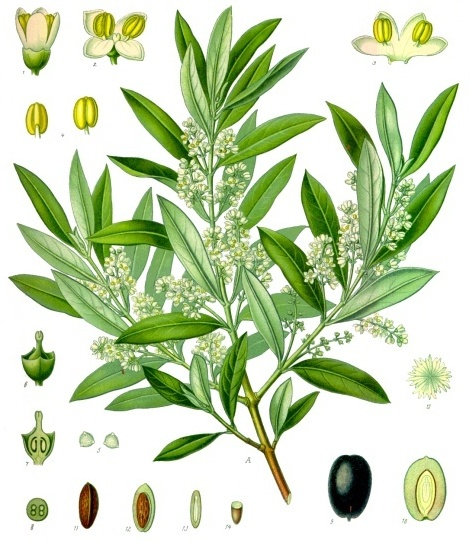
Olea europaea L.
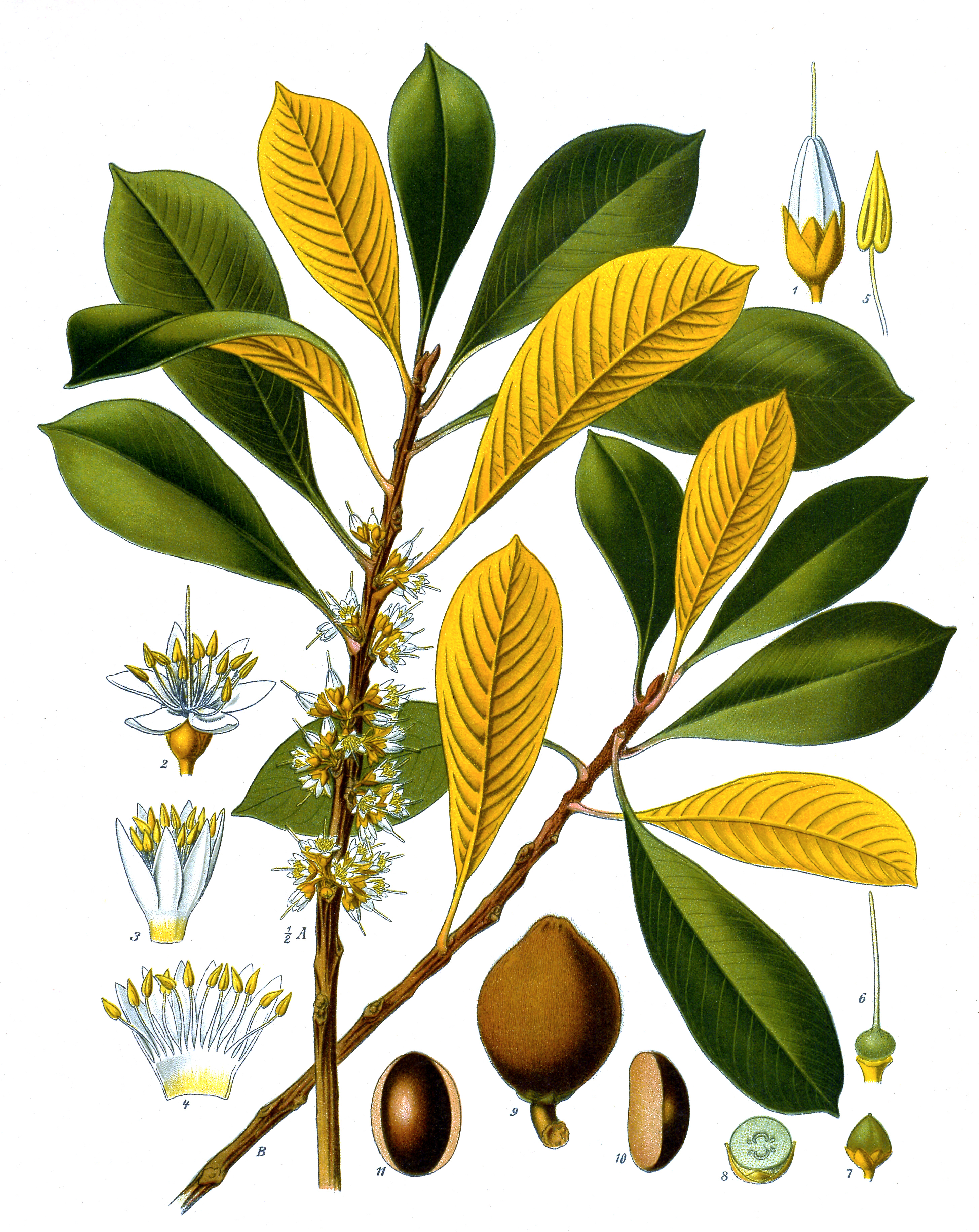
Palaquium gutta (Hook.) Baill.
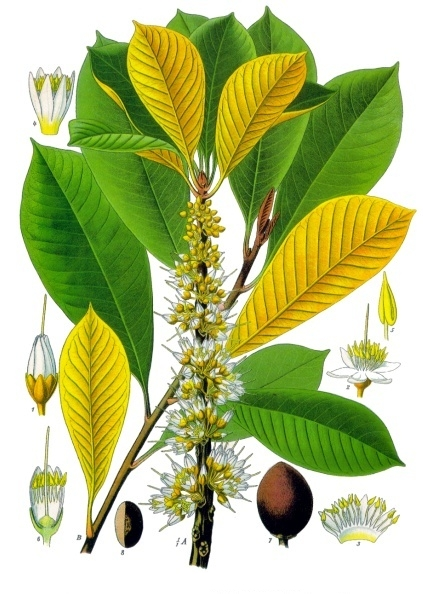
Palaquium treubii Burck.
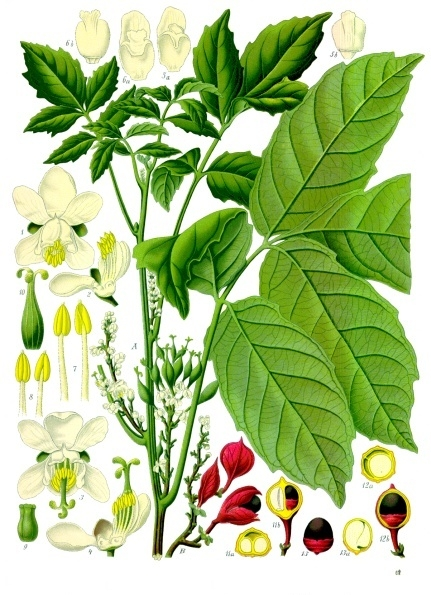
Paullinia cupana Kunth
Petroselinum crispum (Mill.) Nyman ex A.W.Hill
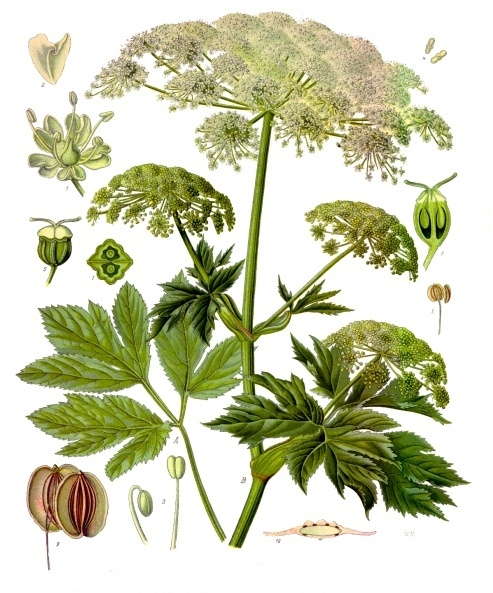
Peucedanum ostruthium (L.) W. D. J. Koch
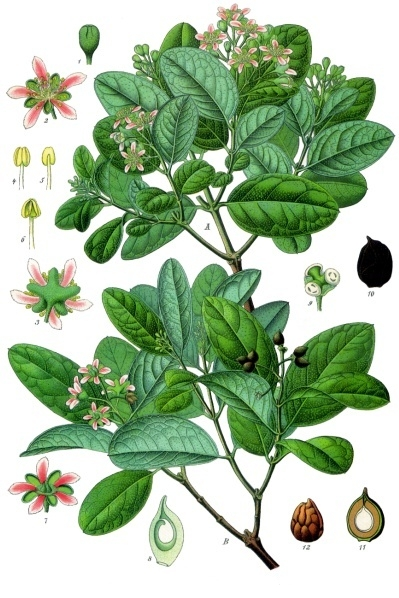
Peumus boldus Molina
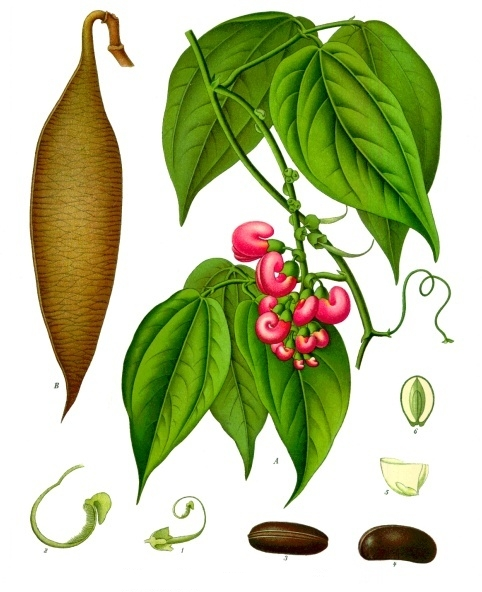
Physostigma venenosum Balf.
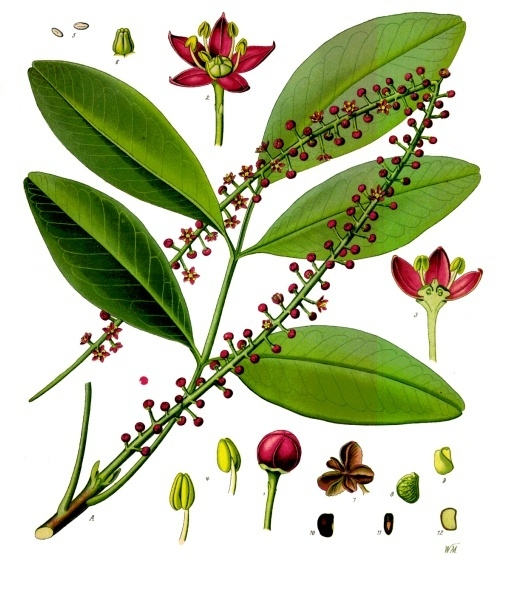
Pilocarpus pennatifolius Lem.
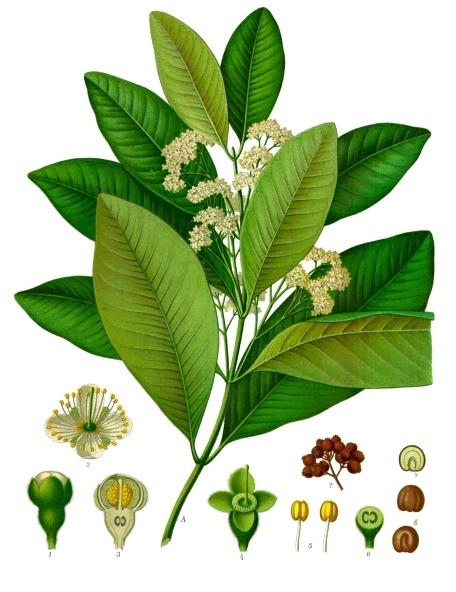
Pimenta dioica (L.) Merr.
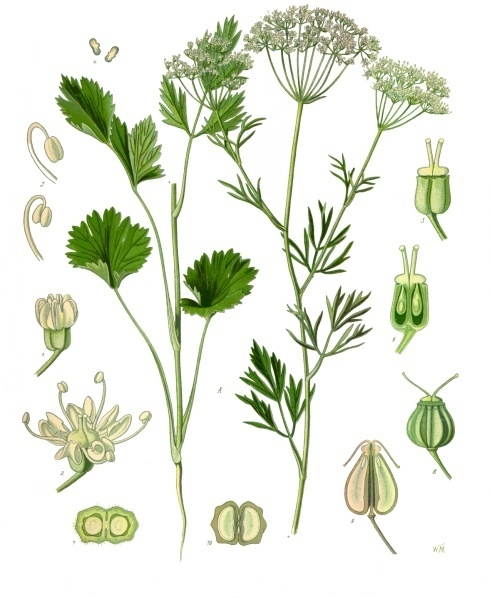
Pimpinella anisum L.
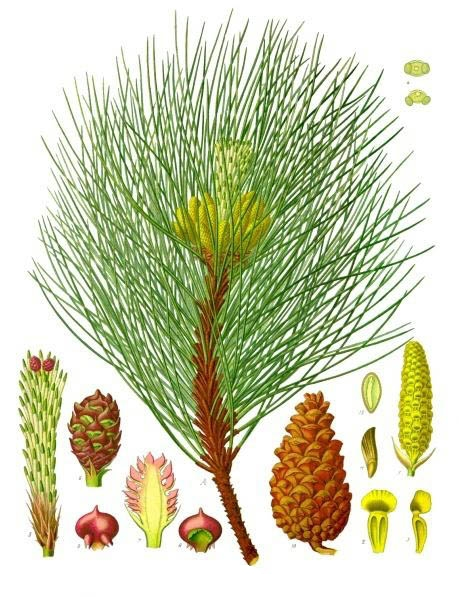
Pinus nigra Arnold
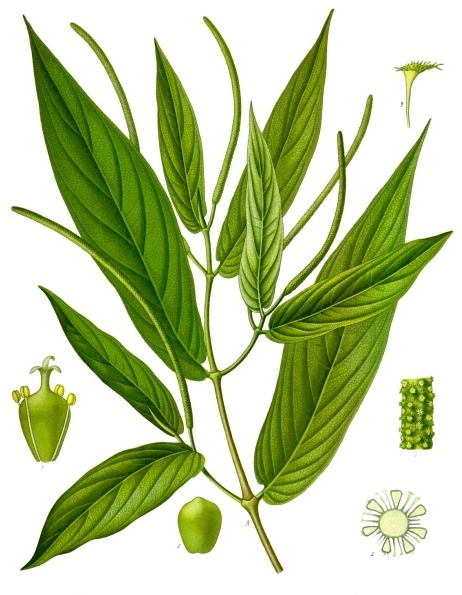
Piper angustifolium Lam.
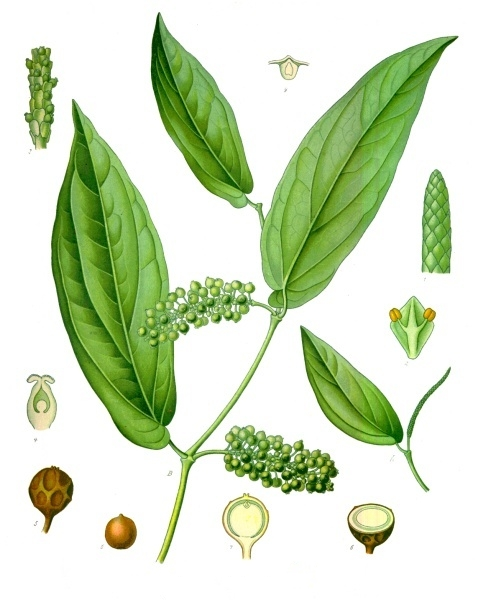
Piper cubeba L.f.
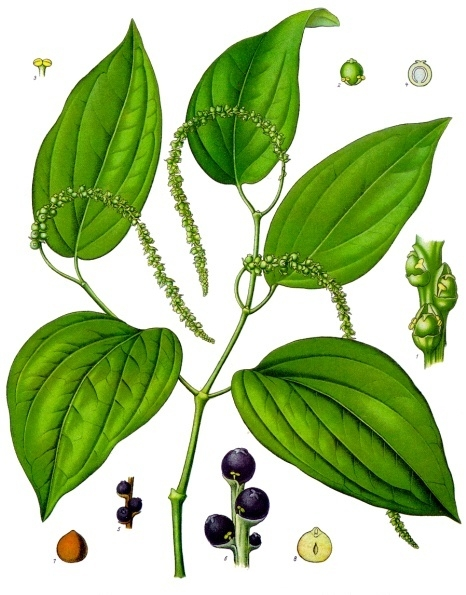
Piper nigrum L.
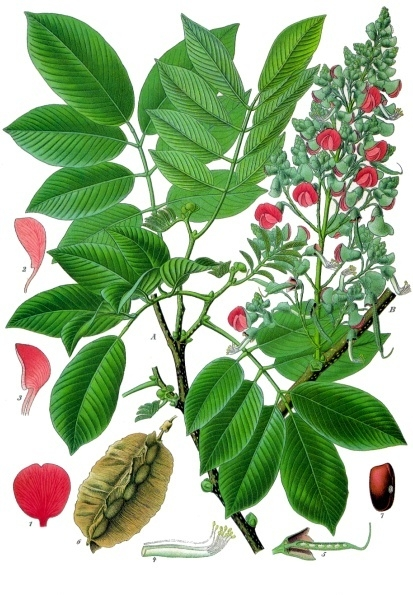
Piscidia piscipula (L.) Sarg.
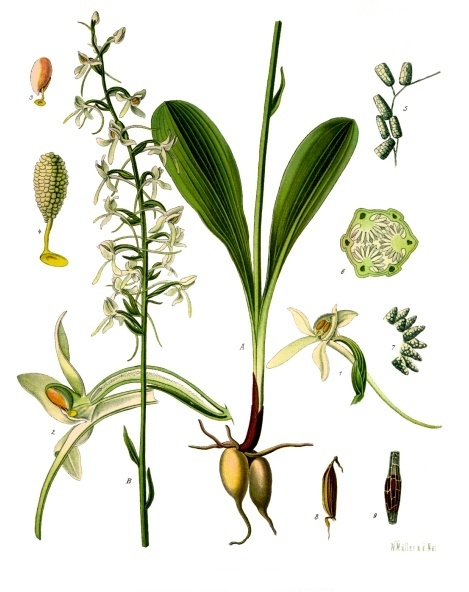
Platanthera bifolia (L.) Rich.
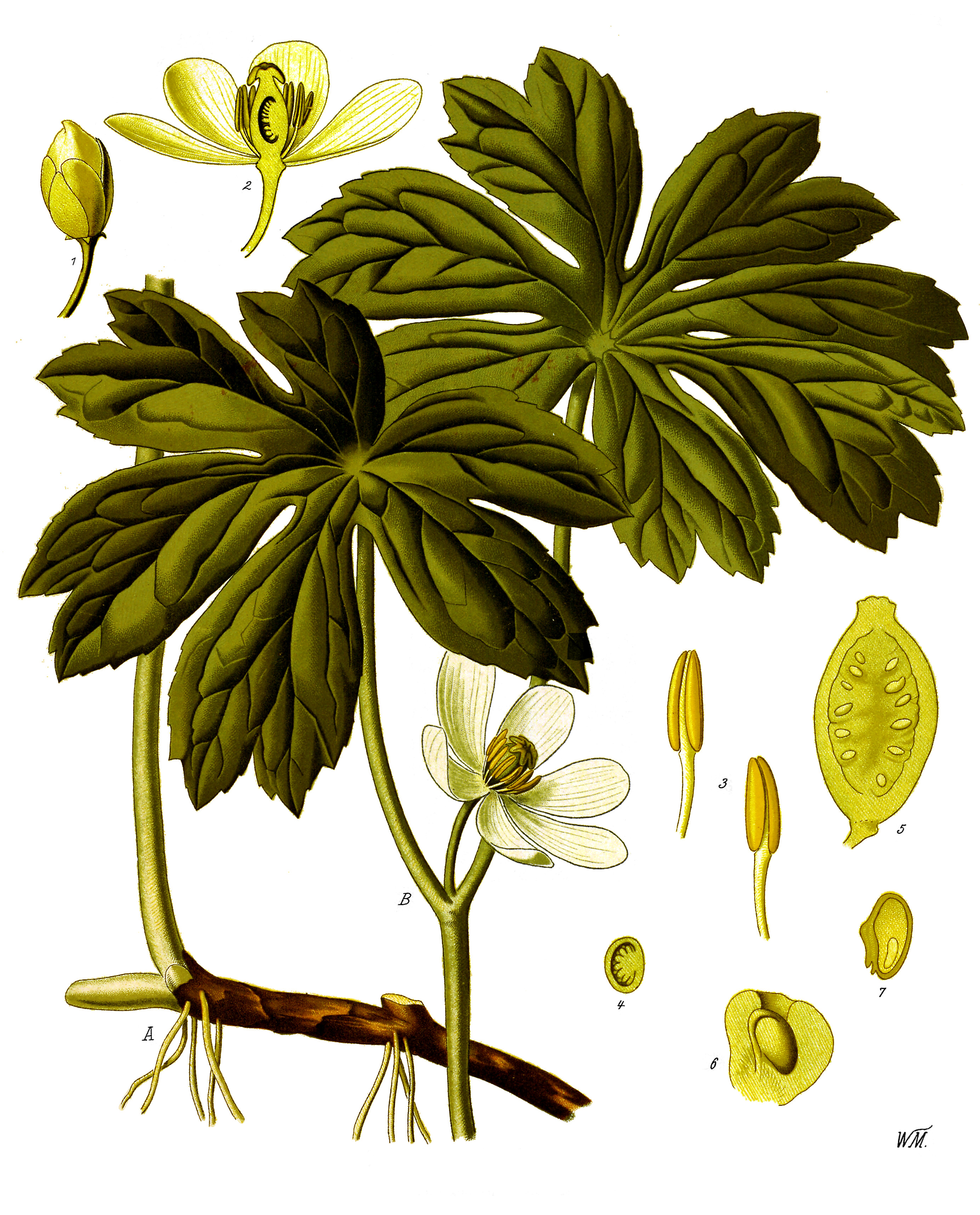
Podophyllum peltatum L.
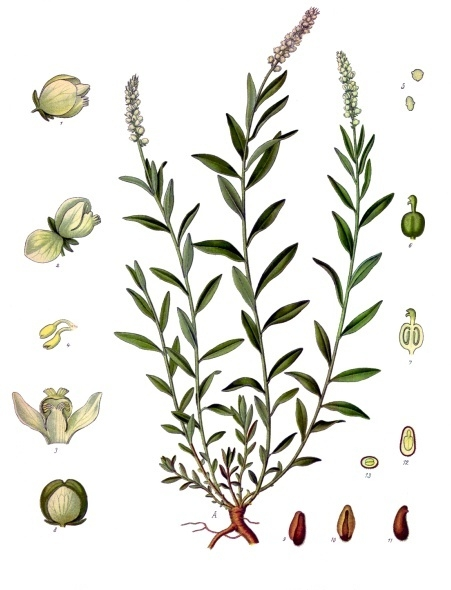
Polygala senega L.
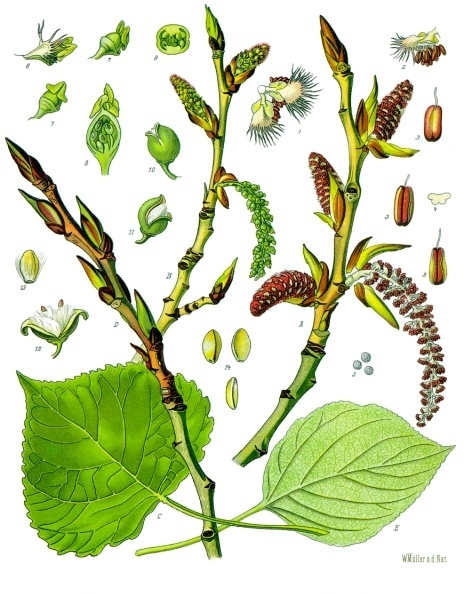
Populus nigra L.
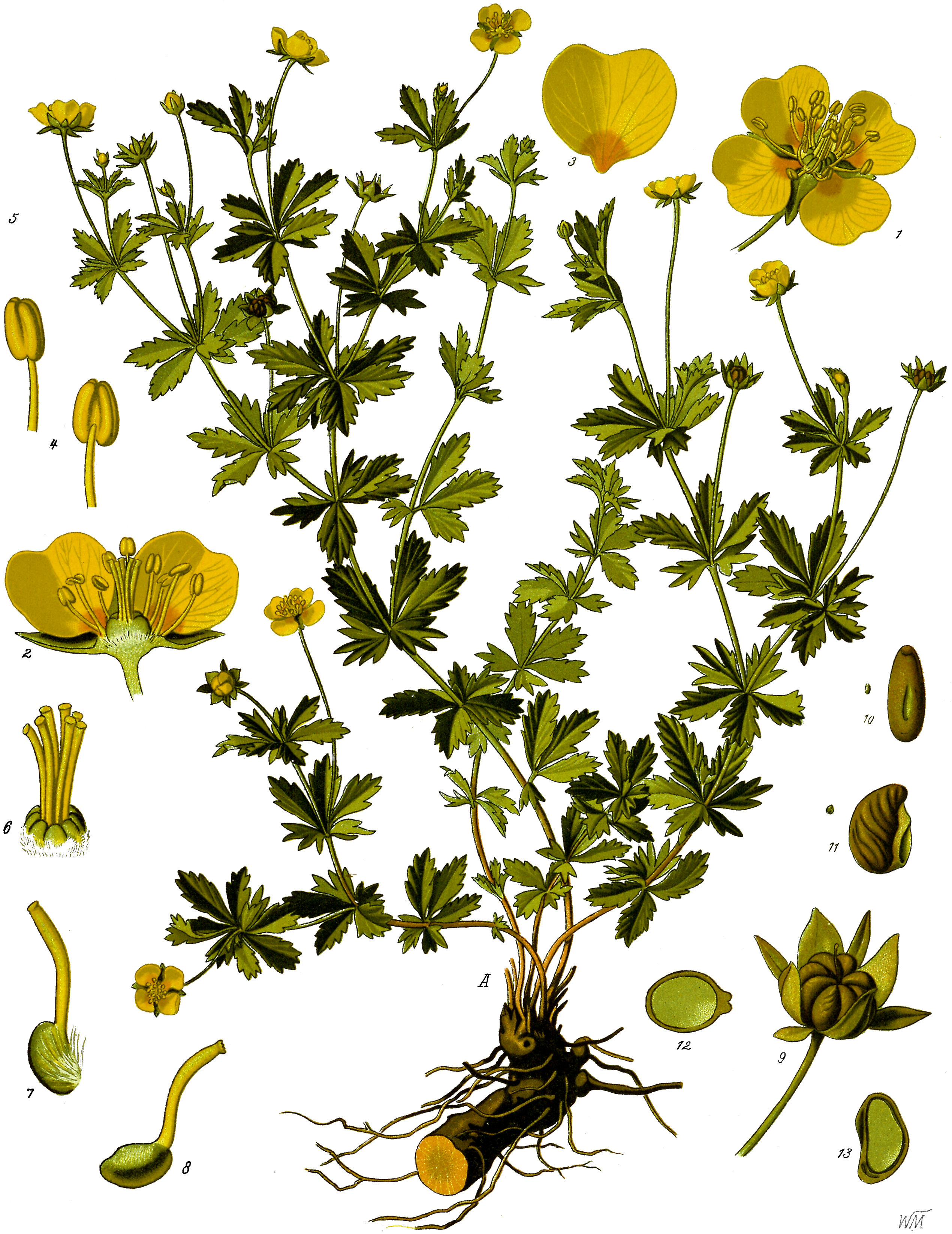
Potentilla erecta (L.) Raeusch.
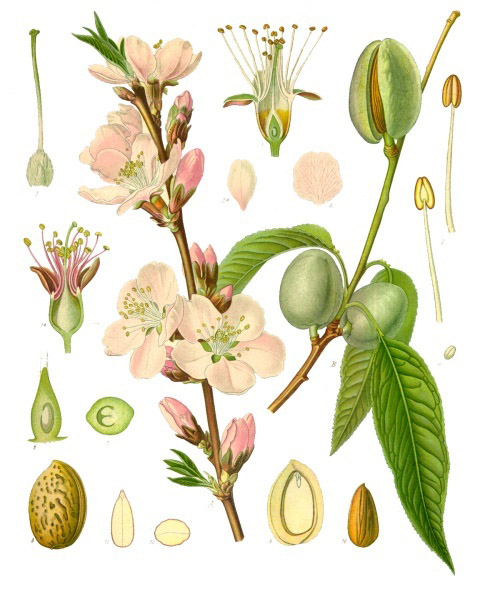
Prunus dulcis (Mill.) D.A.Webb var. amara
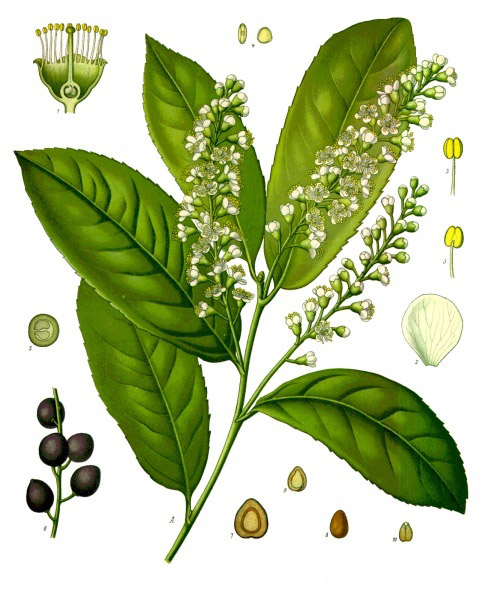
Prunus laurocerasus L.
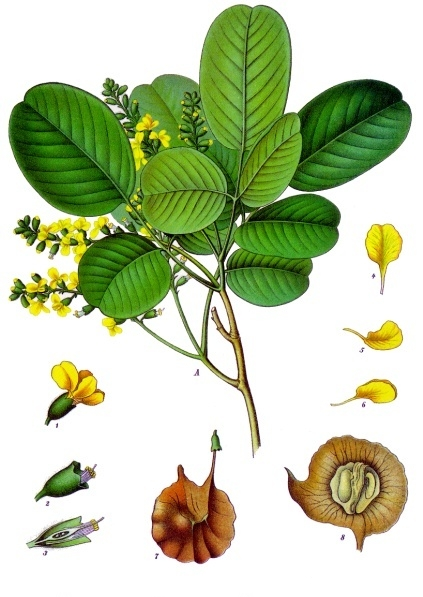
Pterocarpus santalinus L. fil.
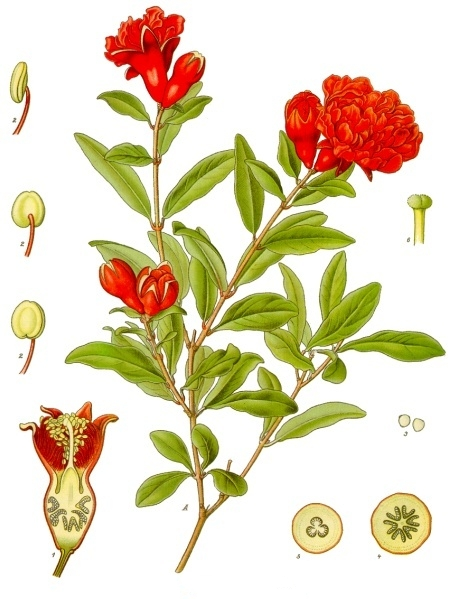
Punica granatum L. [branch in flower]
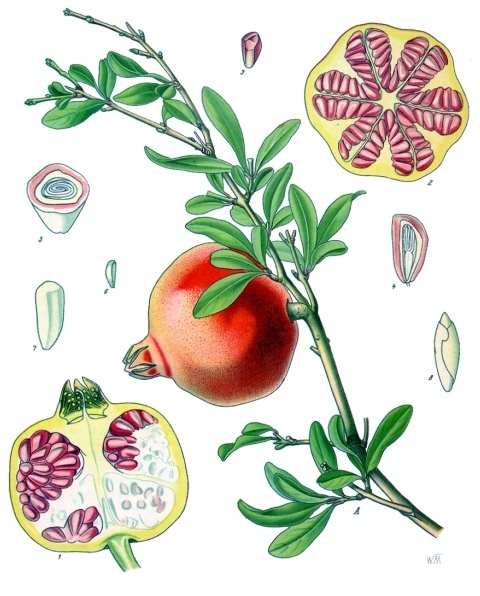
Punica granatum L. [fruit]
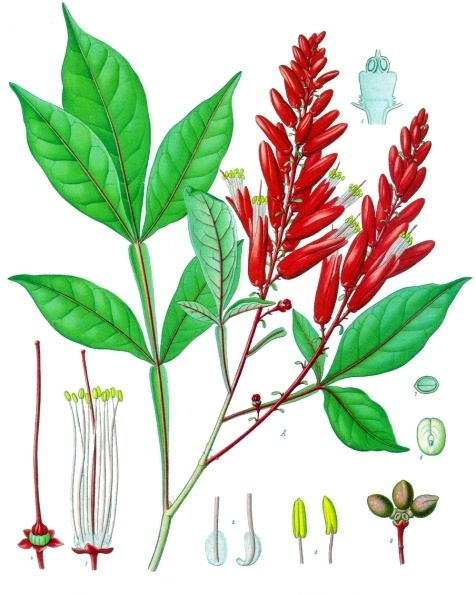
Quassia amara L.
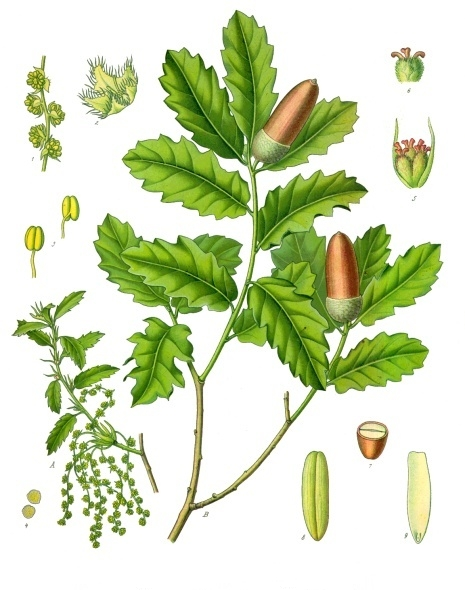
Quercus lusitanica Lam.
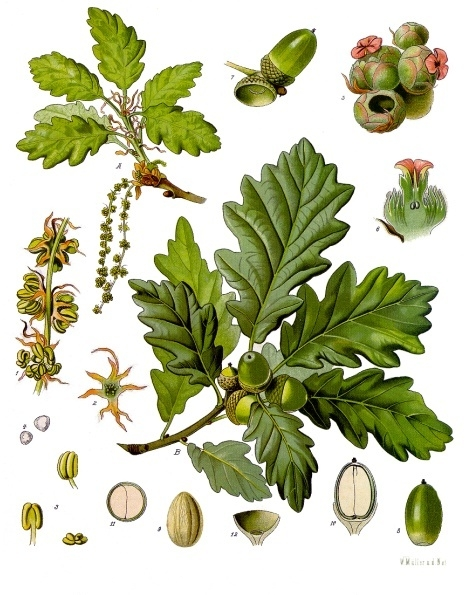
Quercus petraea (Matt.) Liebl.
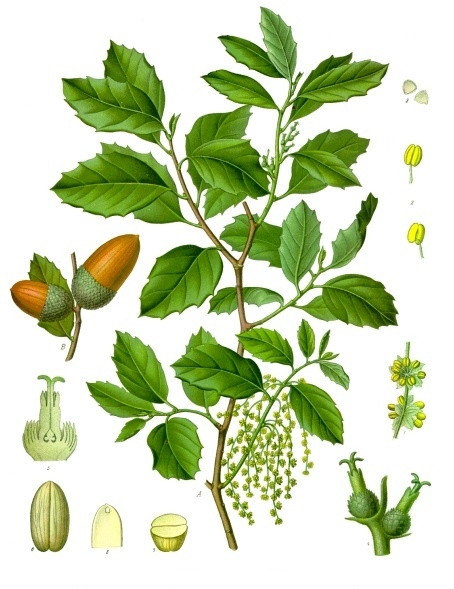
Quercus suber L.
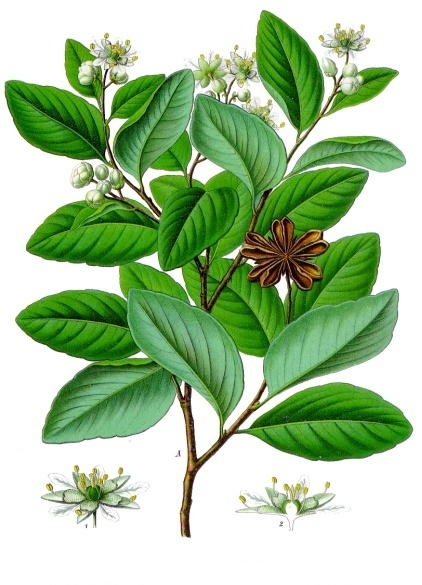
Quillaja saponaria Molina
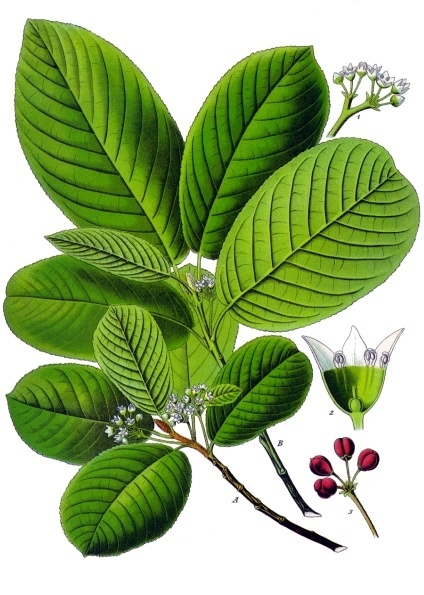
Rhamnus purshiana (DC.) J.G.Cooper
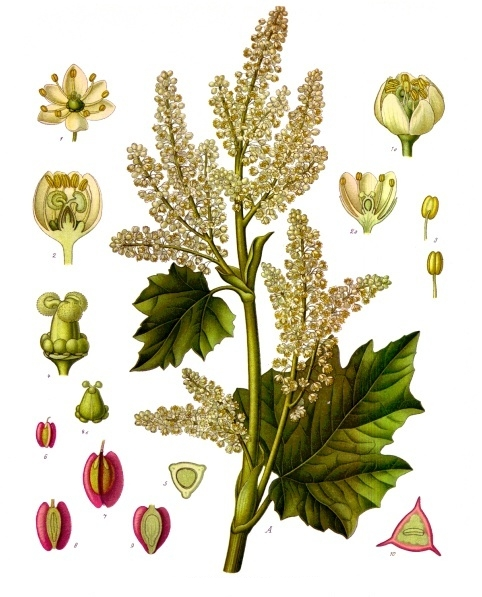
Rheum officinale Baill.
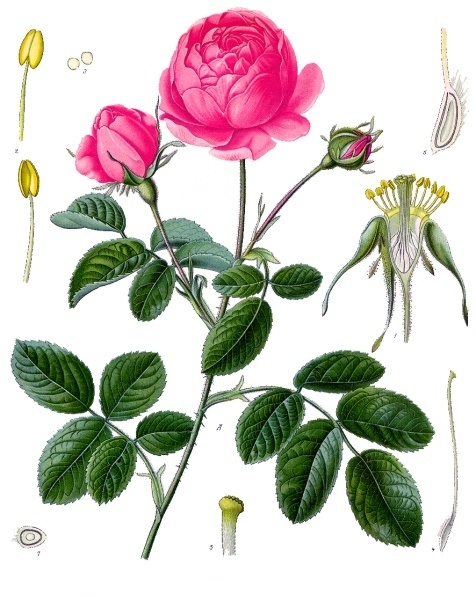
Rosa centifolia L.
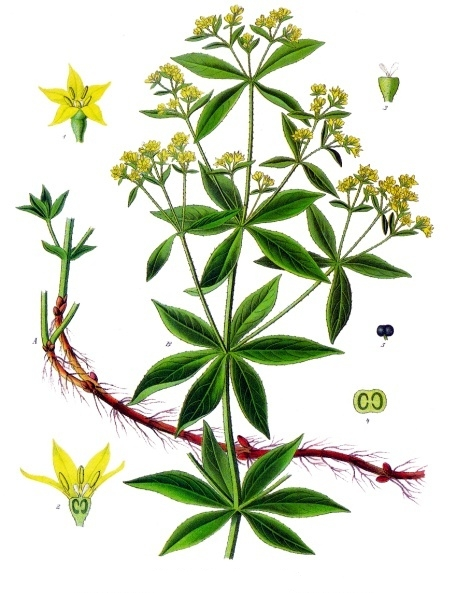
Rubia tinctorum L.
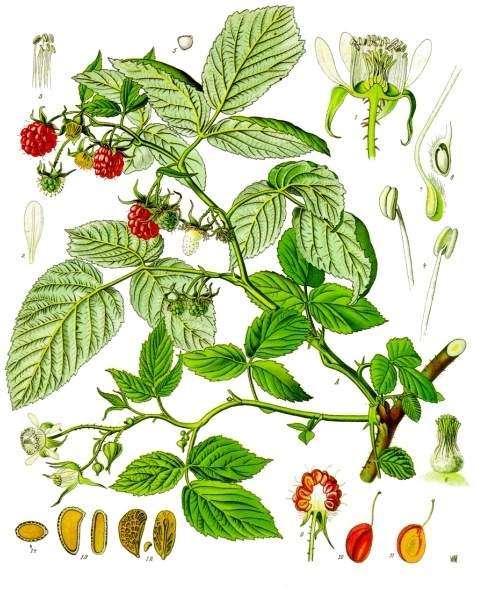
Rubus idaeus L.
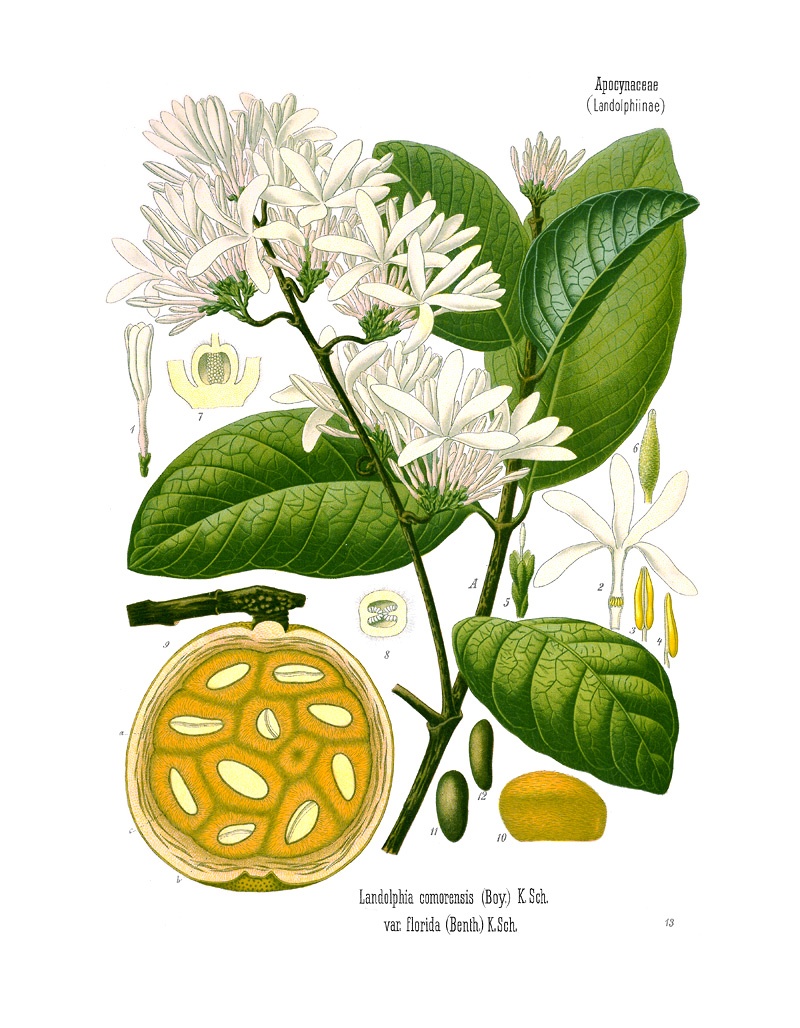
Landolphia comorensis (Boy.) K.Sch. var. florida (Benth.) K.Sch.
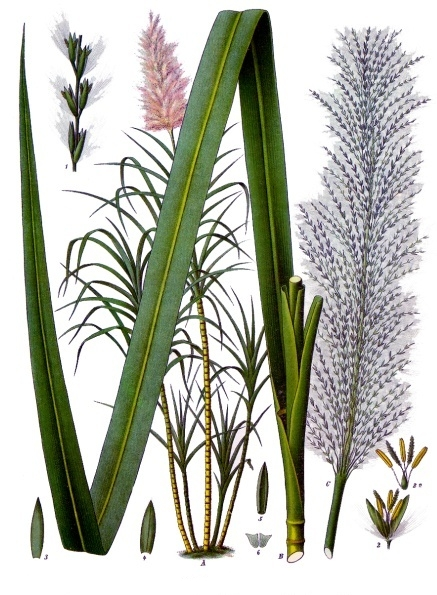
Saccharum officinarum L.
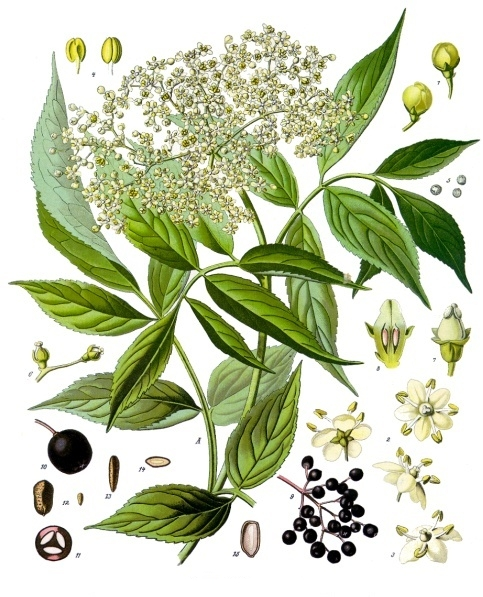
Sambucus nigra L.
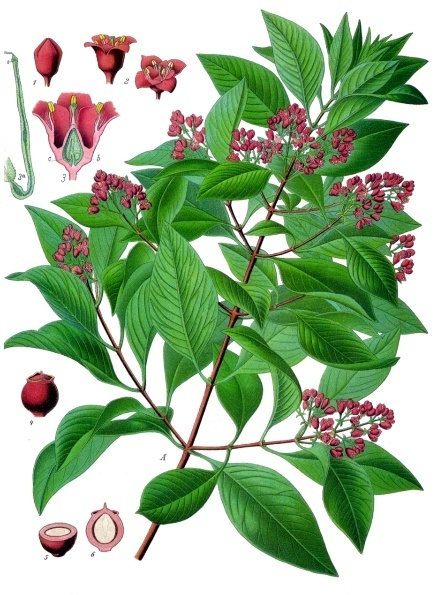
Santalum album L.
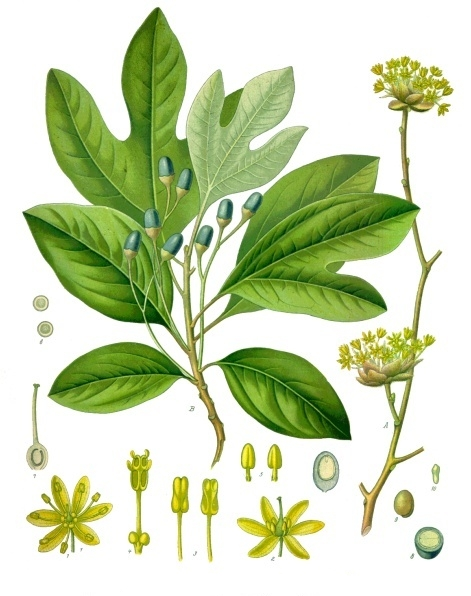
Sassafras albidum (Nutt.) Nees
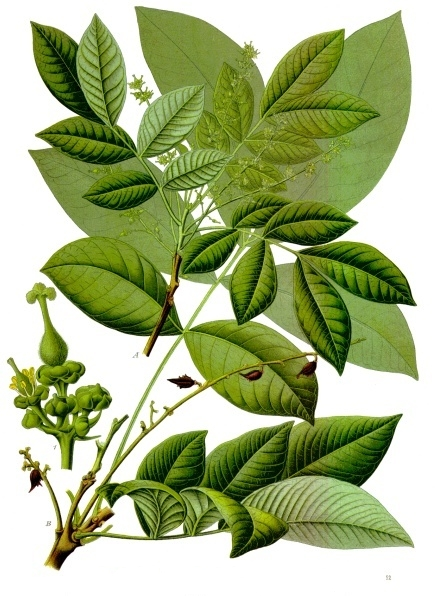
Schleichera oleosa (Lour.) Oken
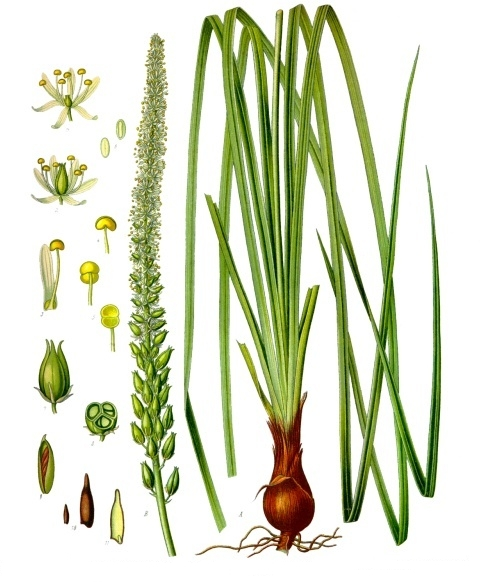
Schoenocaulon officinale (Schltdl. & Cham.) A.Gray ex Benth.
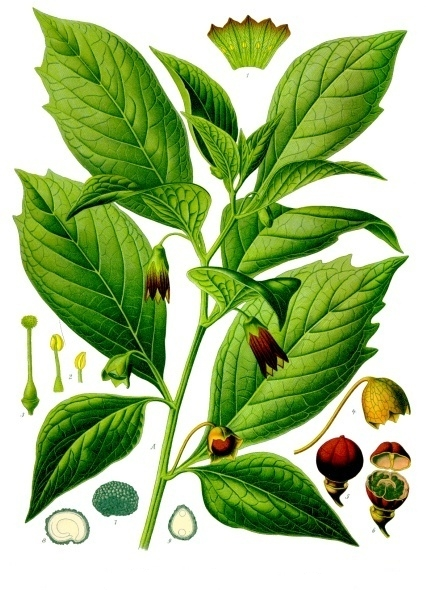
Scopolia carniolica Jacq.
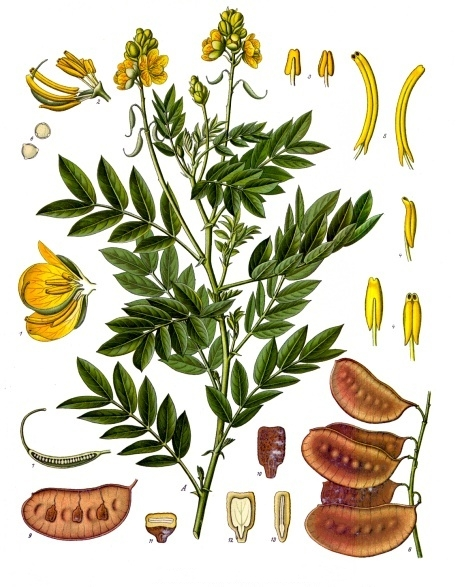
Senna alexandrina Mill.
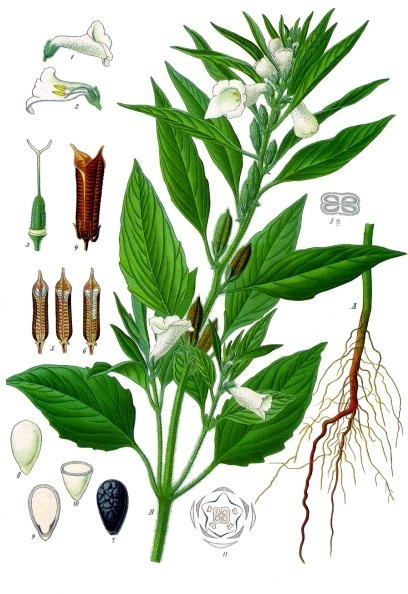
Sesamum indicum L.
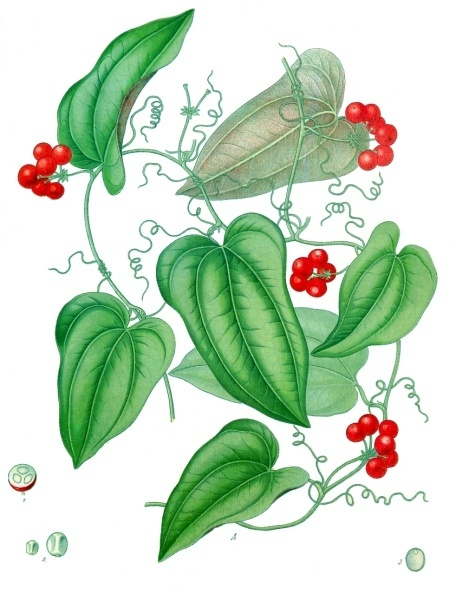
Smilax aristolochiifolia Mill.
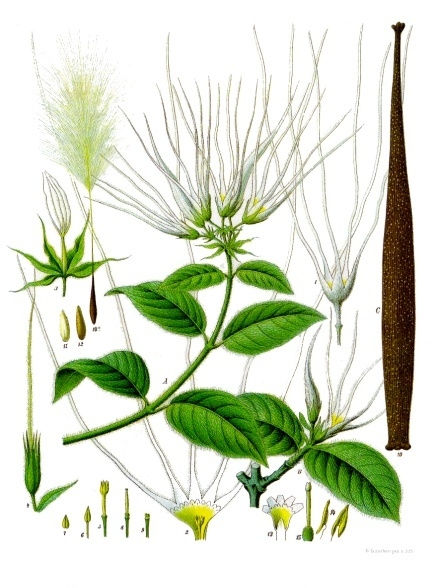
Strophanthus hispidus DC.
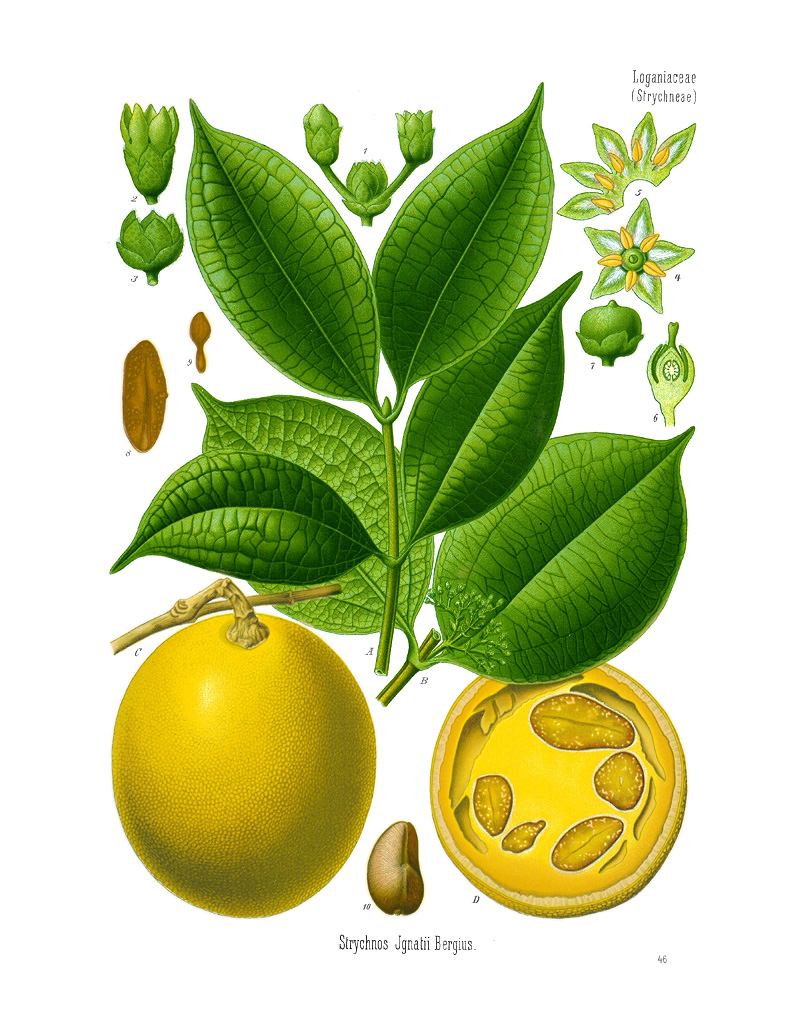
Strychnos ignatii P.J.Bergius
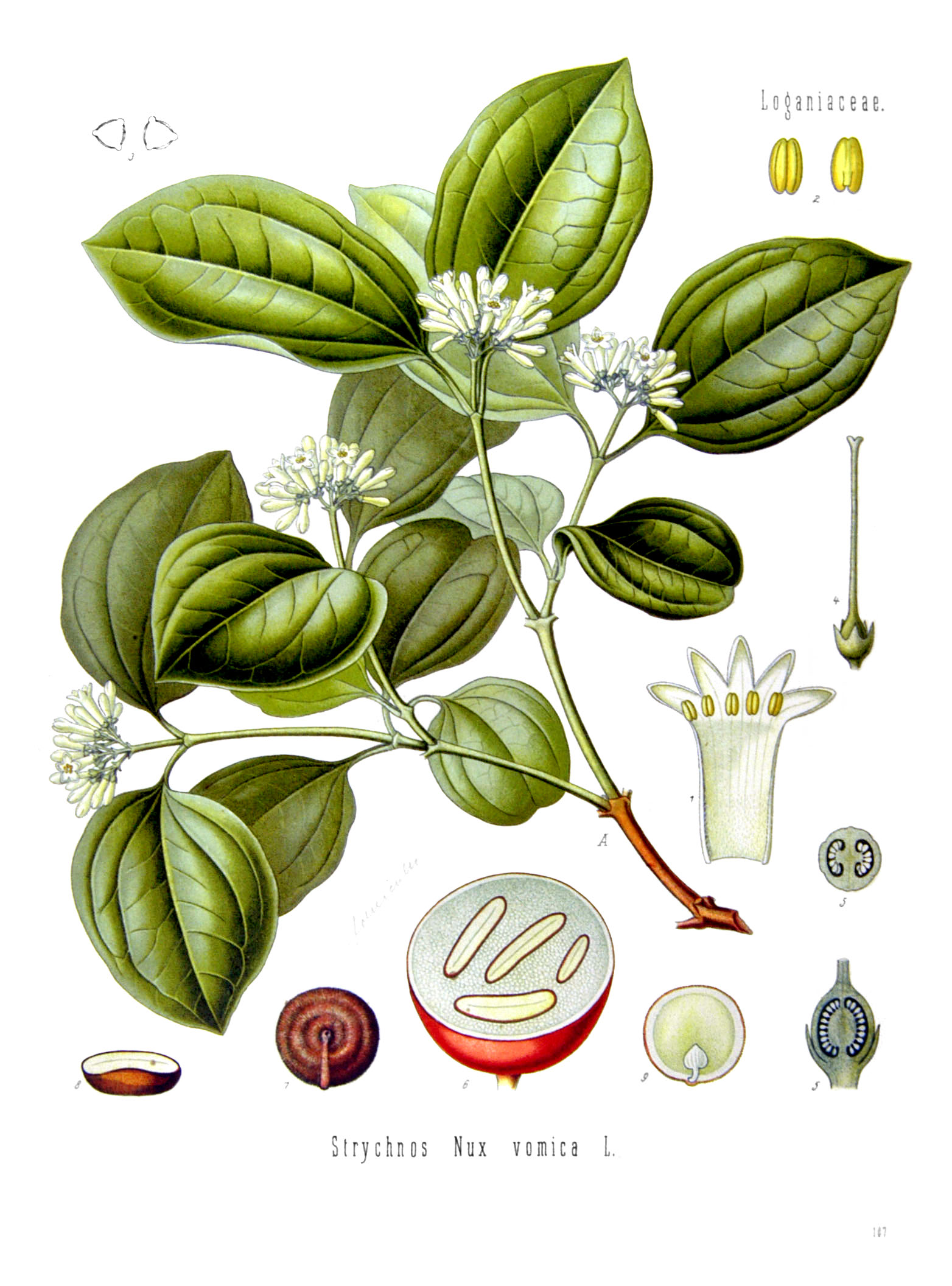
Strychnos nux-vomica L.
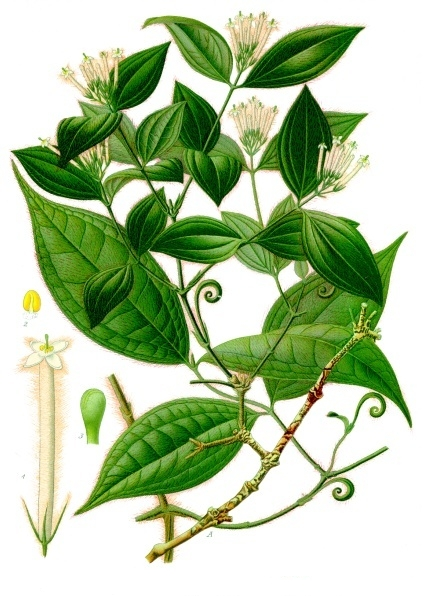
Strychnos toxifera M.R.Schomb. ex Benth.
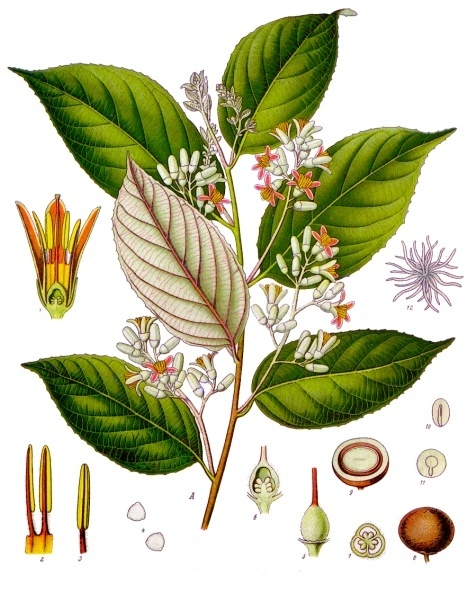
Styrax benzoin Dryand.
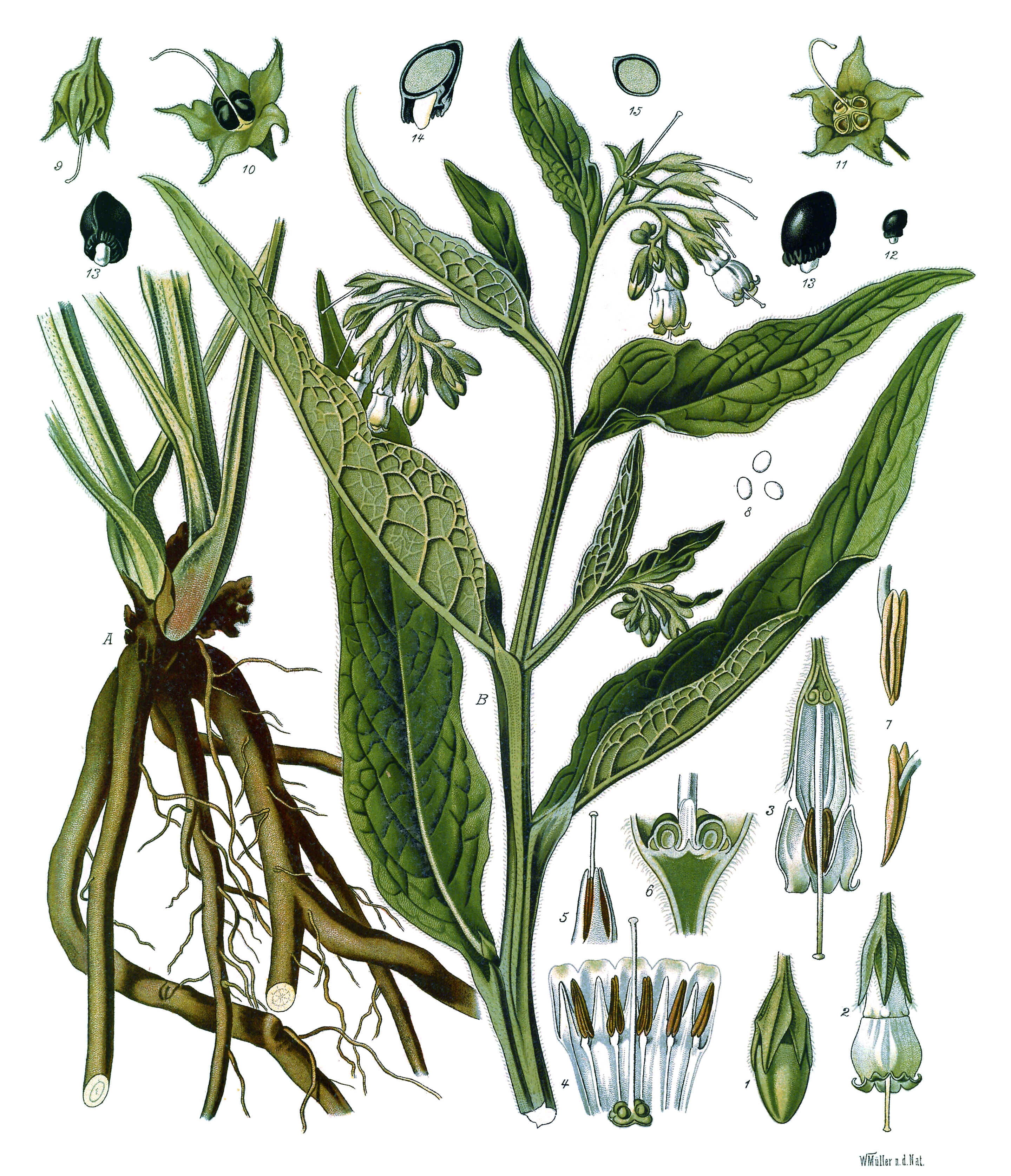
Symphytum officinale L.
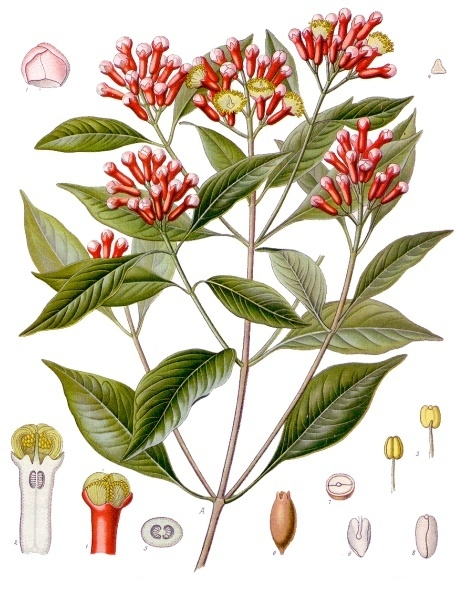
Syzygium aromaticum (L.) Merr. & L.M.Perry
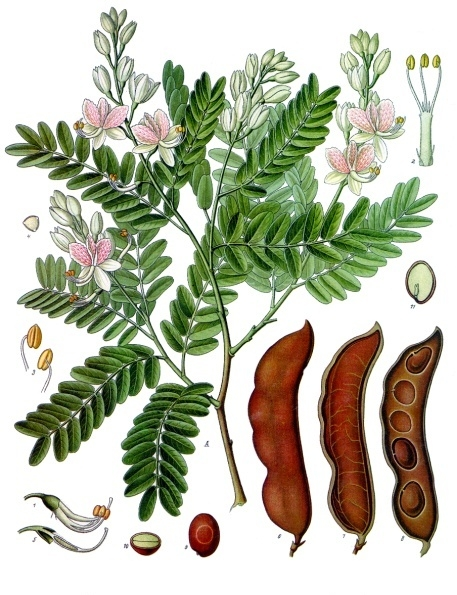
Tamarindus indica L.
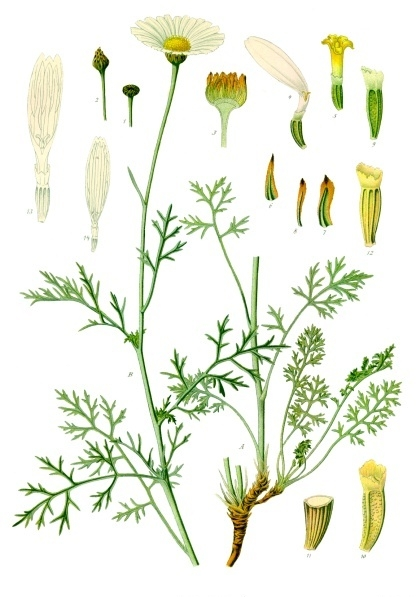
Tanacetum cinerariifolium (Trevir.) Sch.Bip.
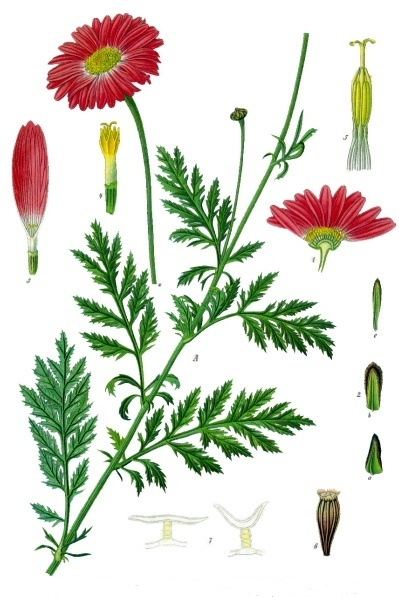
Tanacetum coccineum (Willd.) Grierson [syn.: Chrysanthemum Marschallii Aschers]
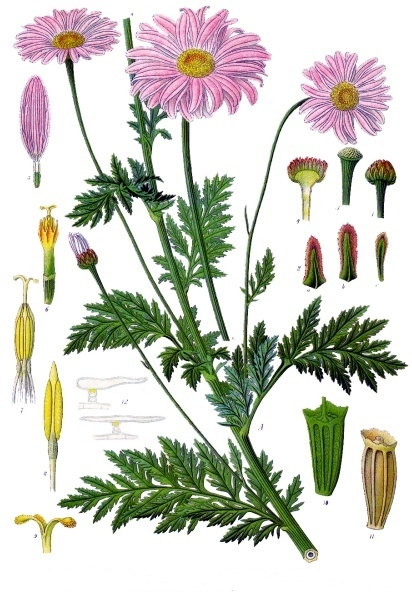
Tanacetum coccineum (Willd.) Grierson [syn.: Chrysanthemum roseum Web. & Mohr.]
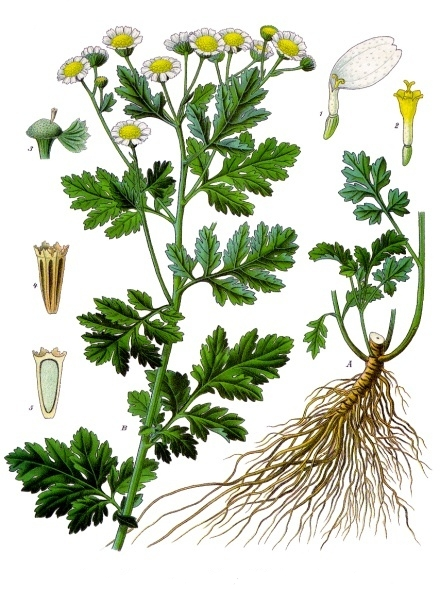
Tanacetum parthenium (L.) Sch.Bip.
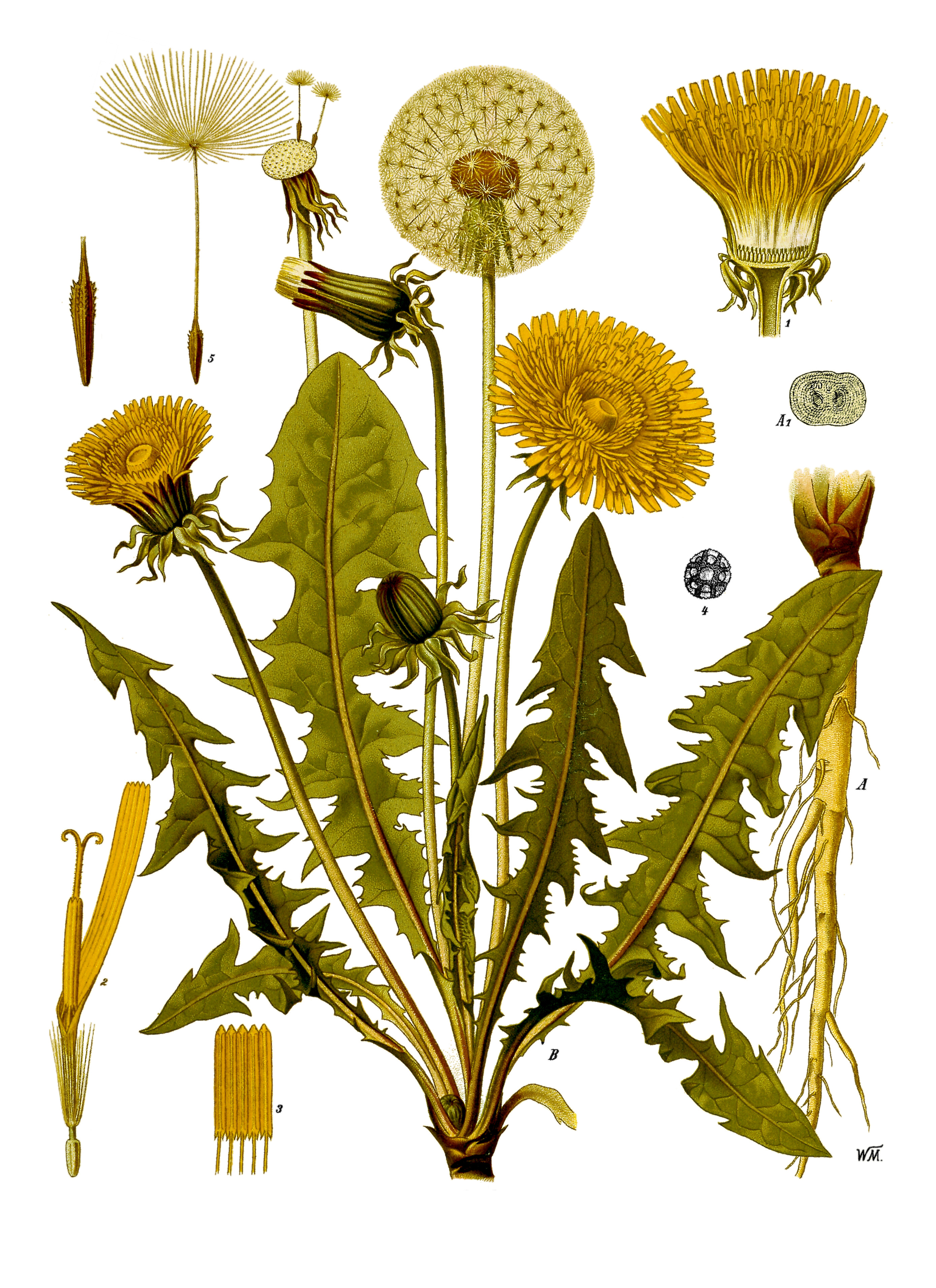
Taraxacum officinale Weber ex F.H.Wigg.
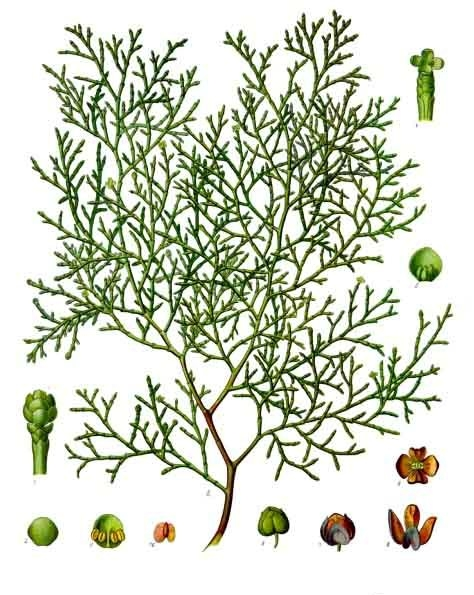
Tetraclinis articulata (Vahl) Mast.
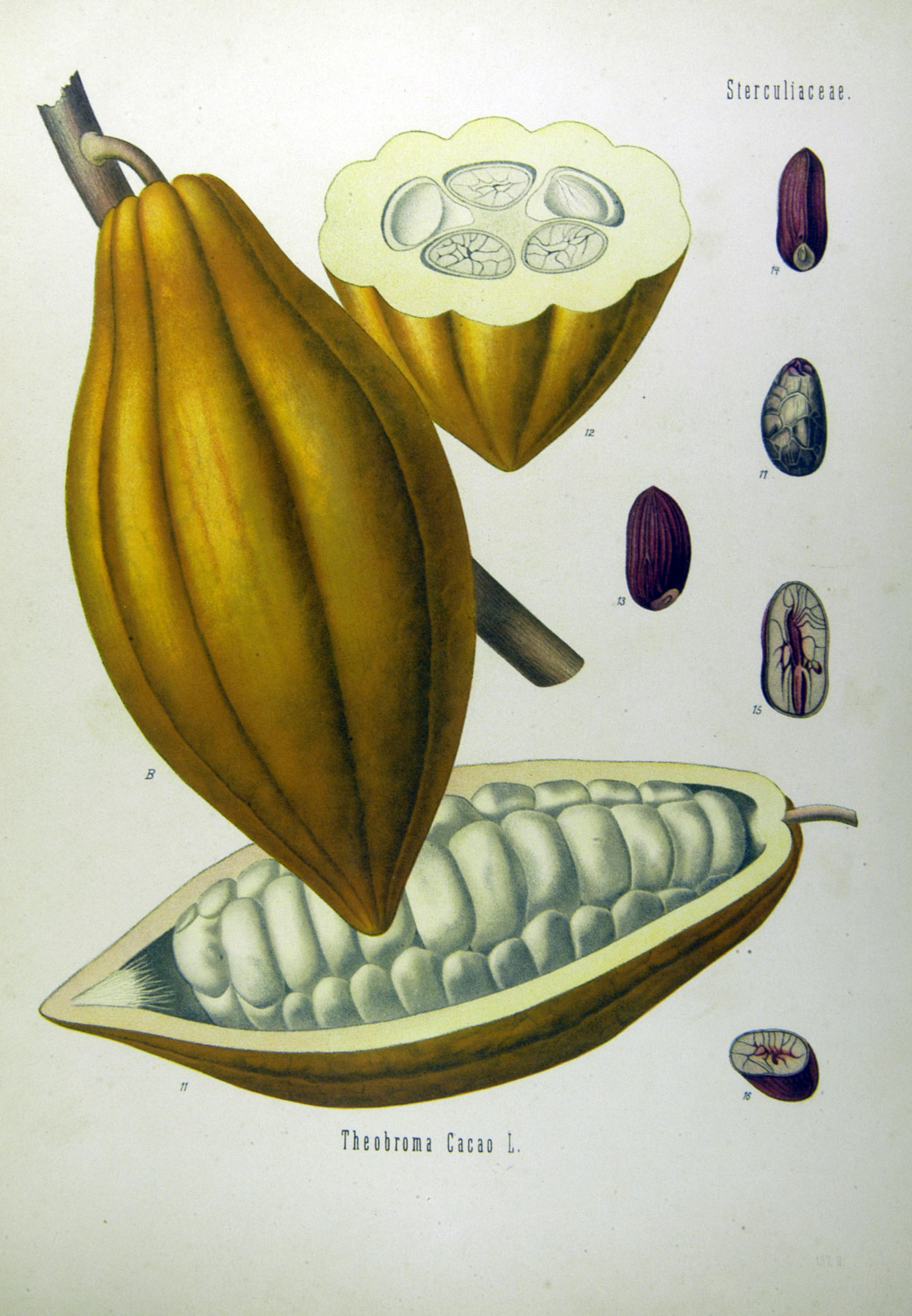
Theobroma cacao L. (fruit, seed)
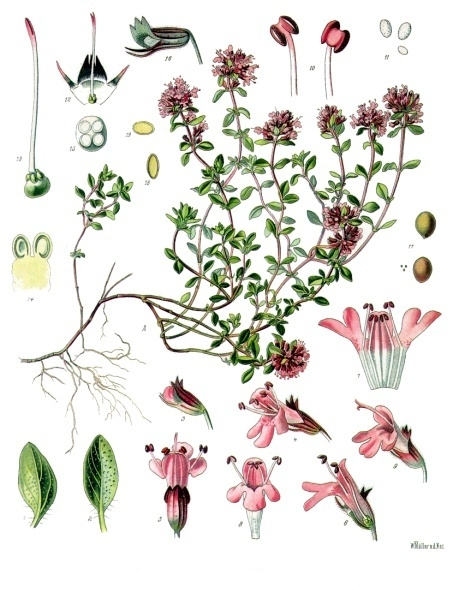
Thymus serpyllum L.
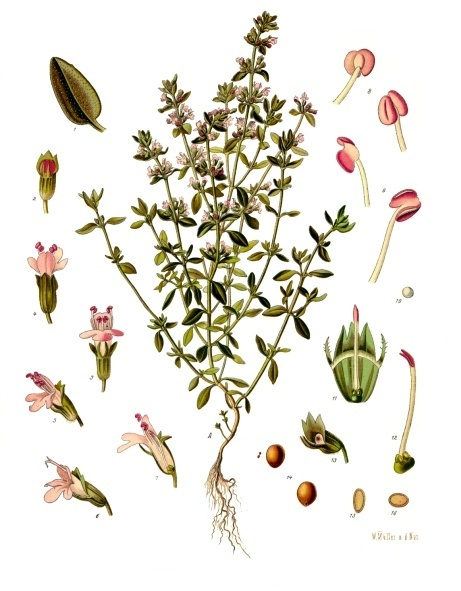
Thymus vulgaris L.
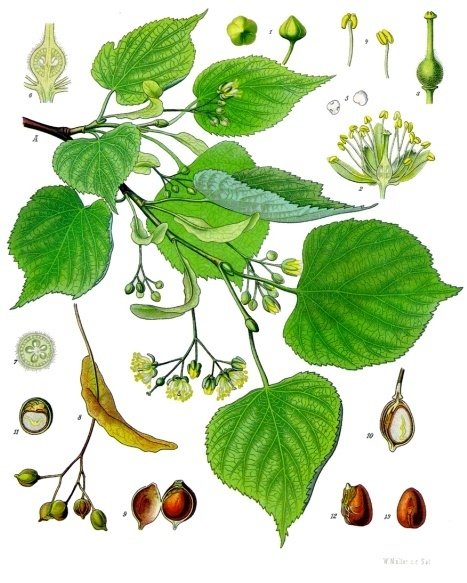
Tilia cordata Mill.
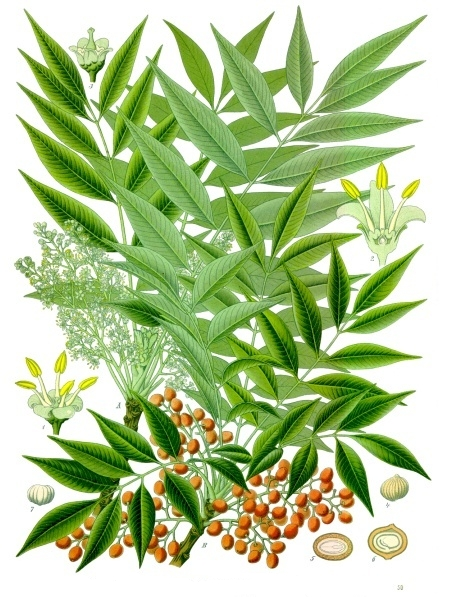
Toxicodendron succedaneum (L.) Kuntze
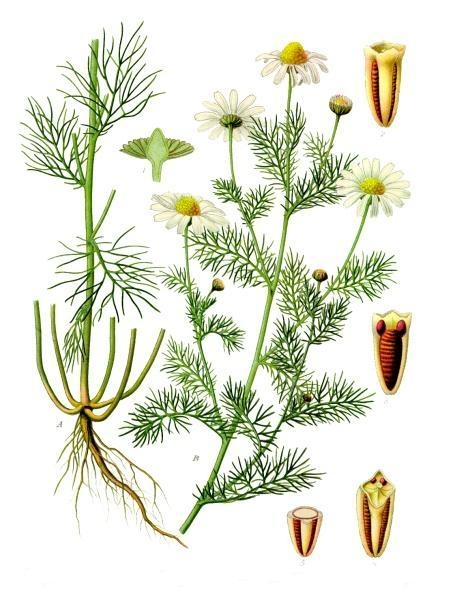
Tripleurospermum perforatum (Mérat) Laínz
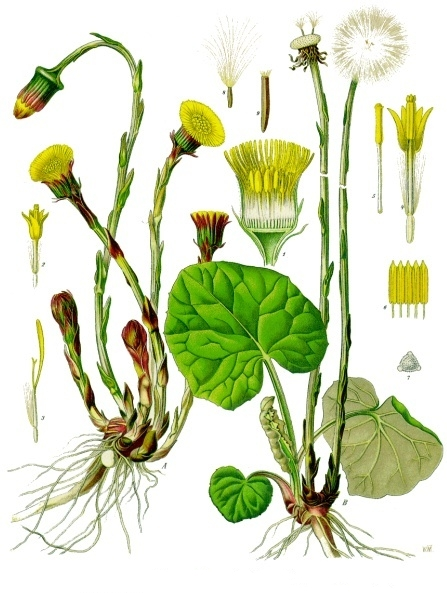
Tussilago farfara L.
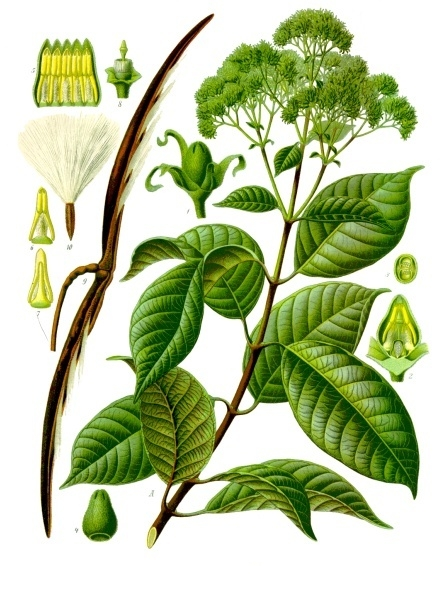
Urceola elastica Roxb.
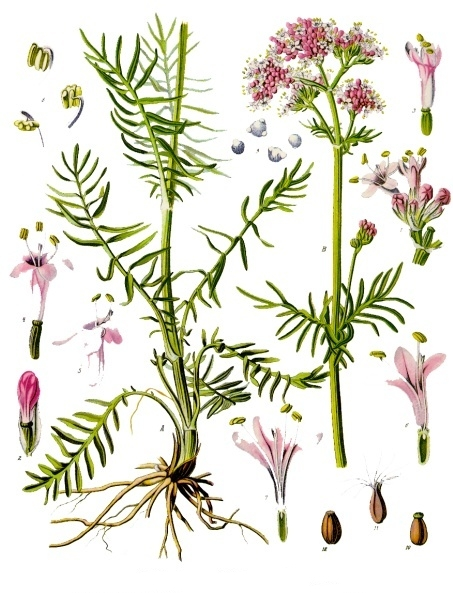
Valeriana officinalis L.
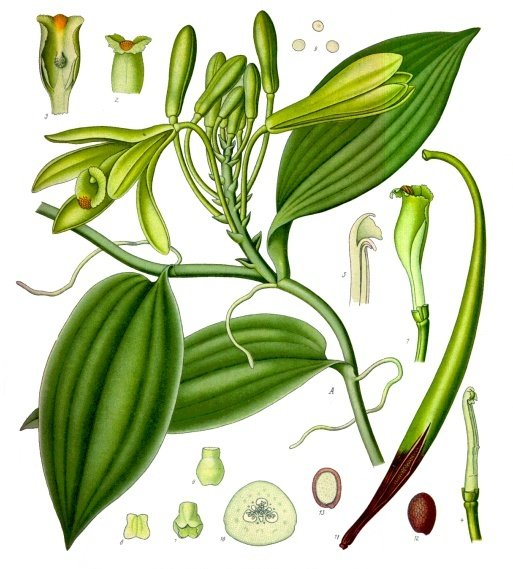
Vanilla planifolia Jacks.
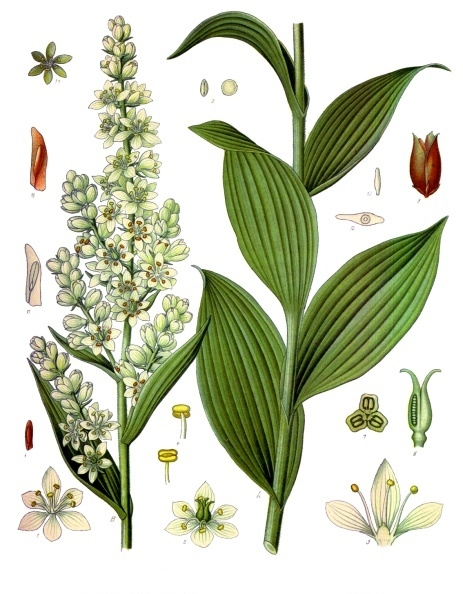
Veratrum album L.
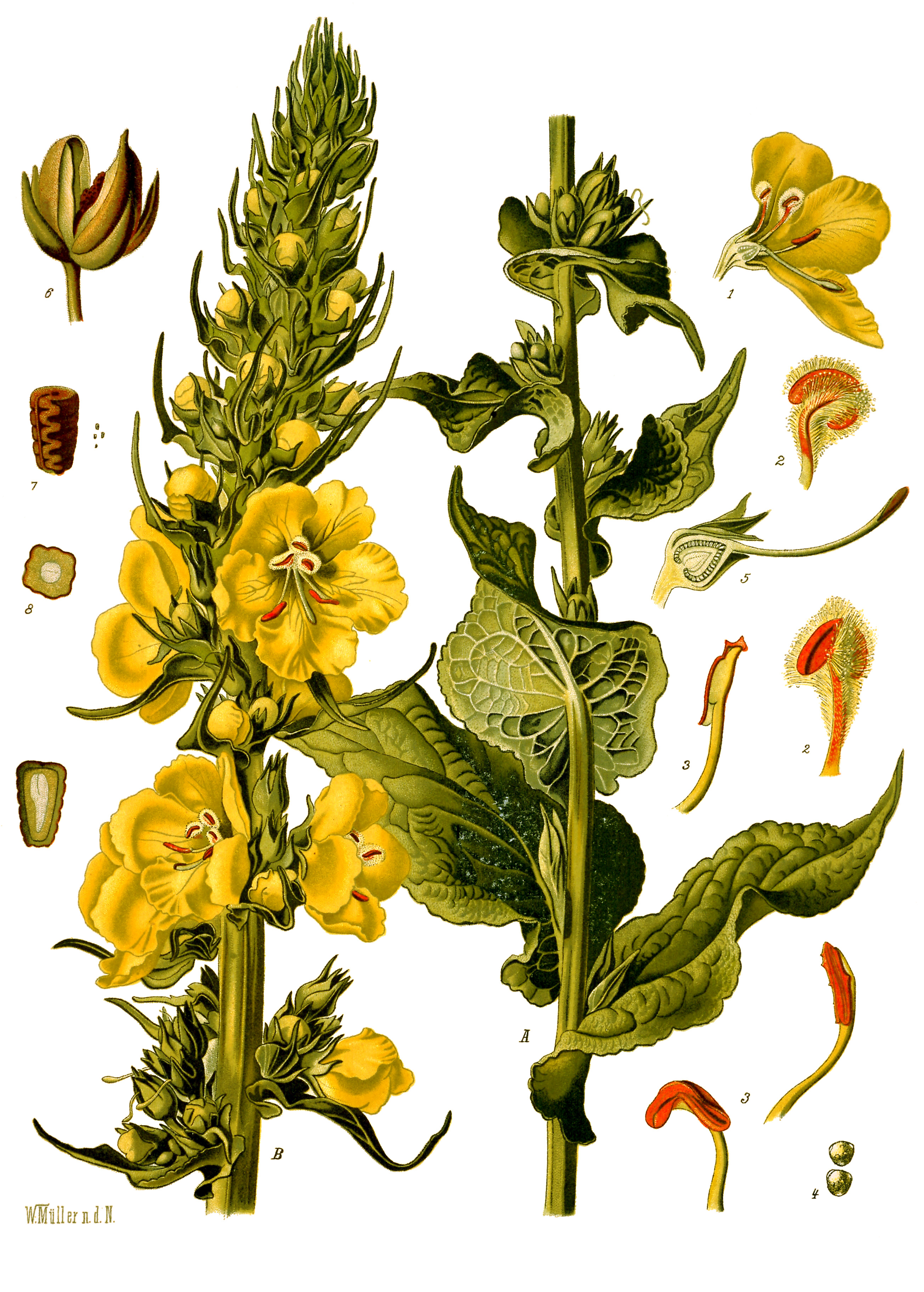
Verbascum phlomoides L.
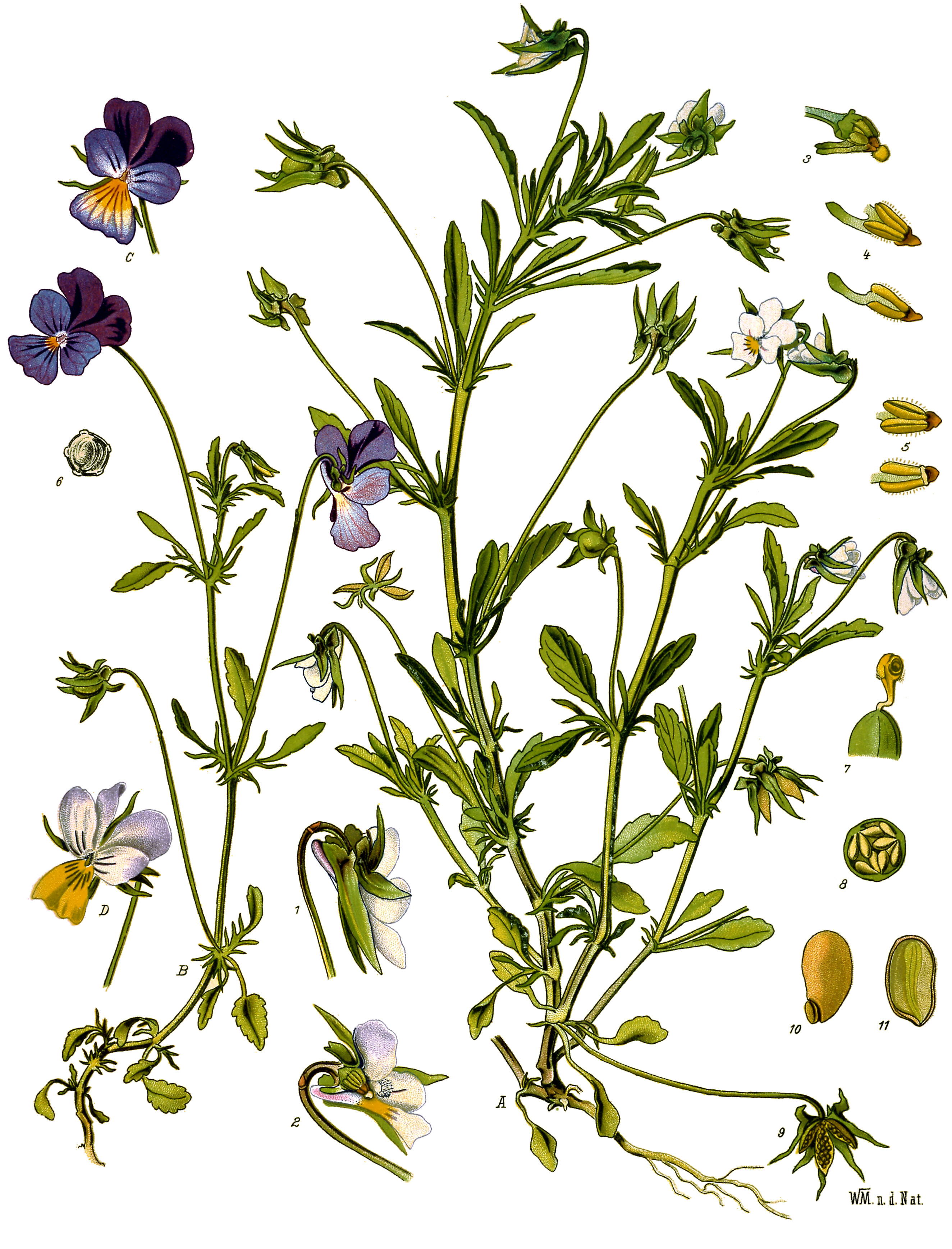
Viola tricolor L.
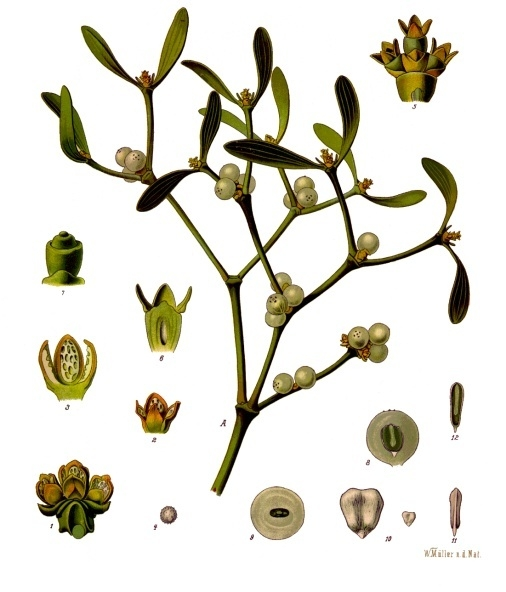
Viscum album L.
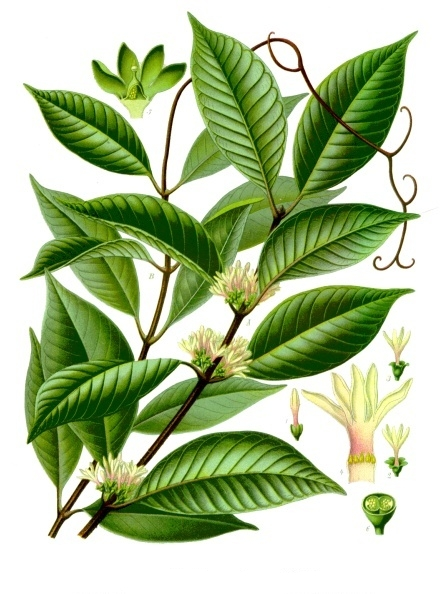
Willughbeia coriacea Wall.